# Storia della moda 1775-1795

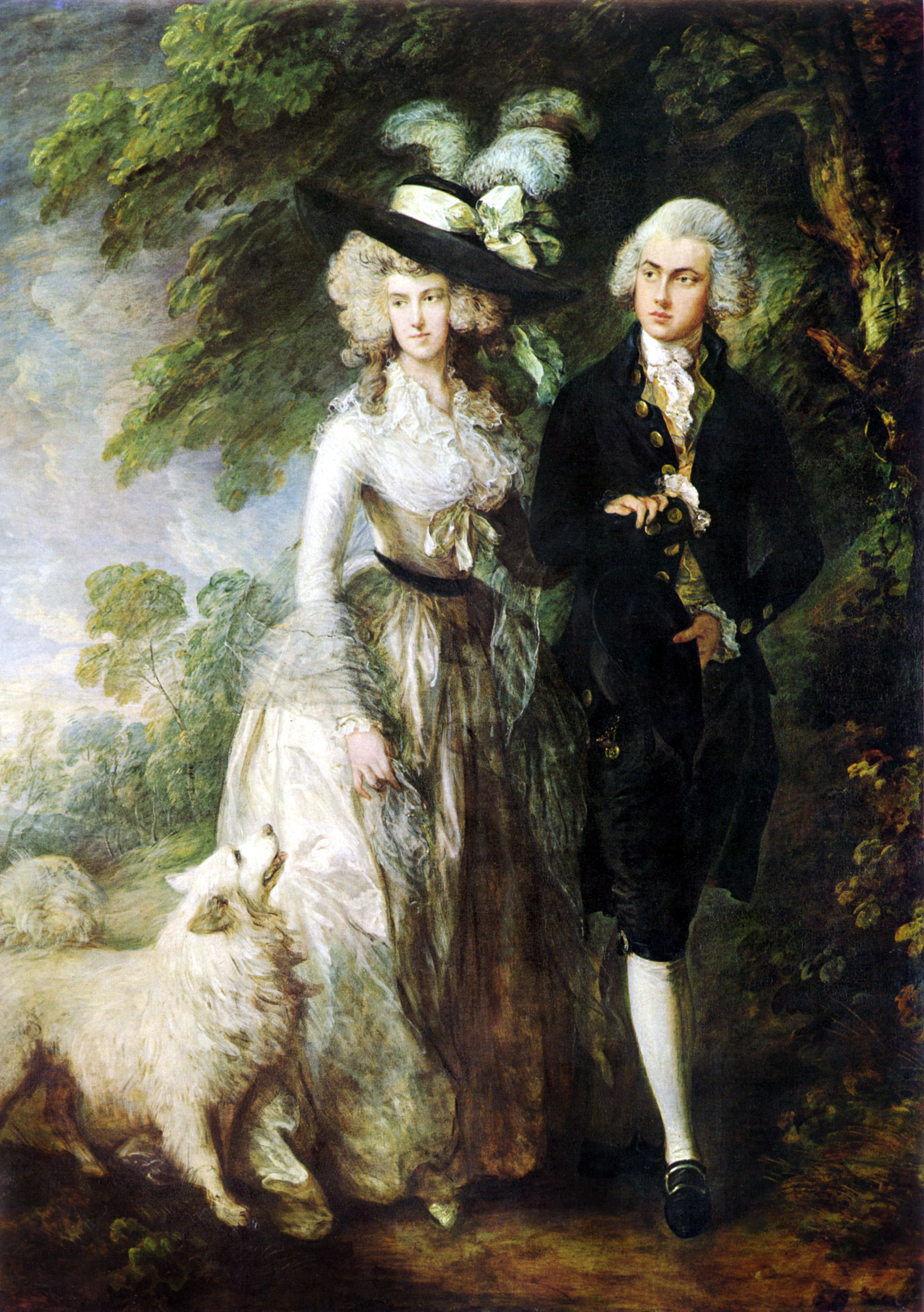
Thomas Gainsborough, La passeggiata mattutina (Ritratto di Mr e Mrs William Hallett), 1785

La storia della moda nel periodo 1770–1795 nell'Europa occidentale e nelle colonie americane è caratterizzata da uno stile più semplice e meno elaborato. Questi cambiamenti sono la conseguenza dell'emergere della personalità individuale, e il crollo dello stile rococò, particolarmente elaborato, a favore degli ideali più classici e razionalistici dell'Illuminismo.

## Il concetto illuminista di "moda"
Nel corso dell'ultimo quarto del XVIII secolo si sviluppò il concetto di moda come la conosciamo noi oggi, cioè un mezzo per esprimere la propria personalità anche attraverso ciò che si indossa, concetto in precedenza particolarmente limitato. I sistemi di produzione e le leggi addirittura emesse per codificare l'abbigliamento non avevano fatto altro che "appiattire" il vestiario generale a seconda delle classi, senza libertà di espressione vera. Ad ogni modo, a partire dal 1750 vi fu una sostanziale controtendenza che protendeva a puntare su copie più economiche di abiti elaborati, fatto che permise anche alle classi meno abbienti di acquistare vestiti alla moda. Per questo, la moda iniziò a rappresentare una vera e propria espressione di individualità. I costanti cambiamenti in fatto di vestiario sono a tutti gli effetti rifletti del cambiamento di una società in continua evoluzione.

### La Rivoluzione Francese
Col radicarsi del giacobinismo in Francia, vi fu una vera e propria rivoluzione anche del costume: vennero abbandonate tutte le raffinatezze e le stravaganze che da tempo contraddistinguevano la classe aristocratica e la corte a favore di stili più semplici e uniformi, enfatizzando la modestia nel vestire e la sobrietà come caratteri tipici dell'uomo moderno. Vennero quindi ripresi i colori scuri negli abiti e venne abbandonata la pratica di incipriare i capelli. Durante il regno del Terrore nel 1794 in Francia, la moda stessa dei sanculotti di non indossare appunto le culottes era una chiara controtendenza ala moda sino a quell'epoca imperante.
Le stravaganze tornarono nella moda francese durante il periodo del Direttorio (1795–99), quando si sviluppò un vero e proprio stile che comunque interessò più il mondo femminile che quello maschile. Questa tendenza sfocerà poi nel neoclassicismo tra la fine del Settecento ed i primi due decenni dell'Ottocento. Per gli uomini continuarono ad indossarsi giubbe, giustacorpi e calze, ma cambiarono di forma e di colore oltre che di stoffa di fabbricazione.

## Moda femminile

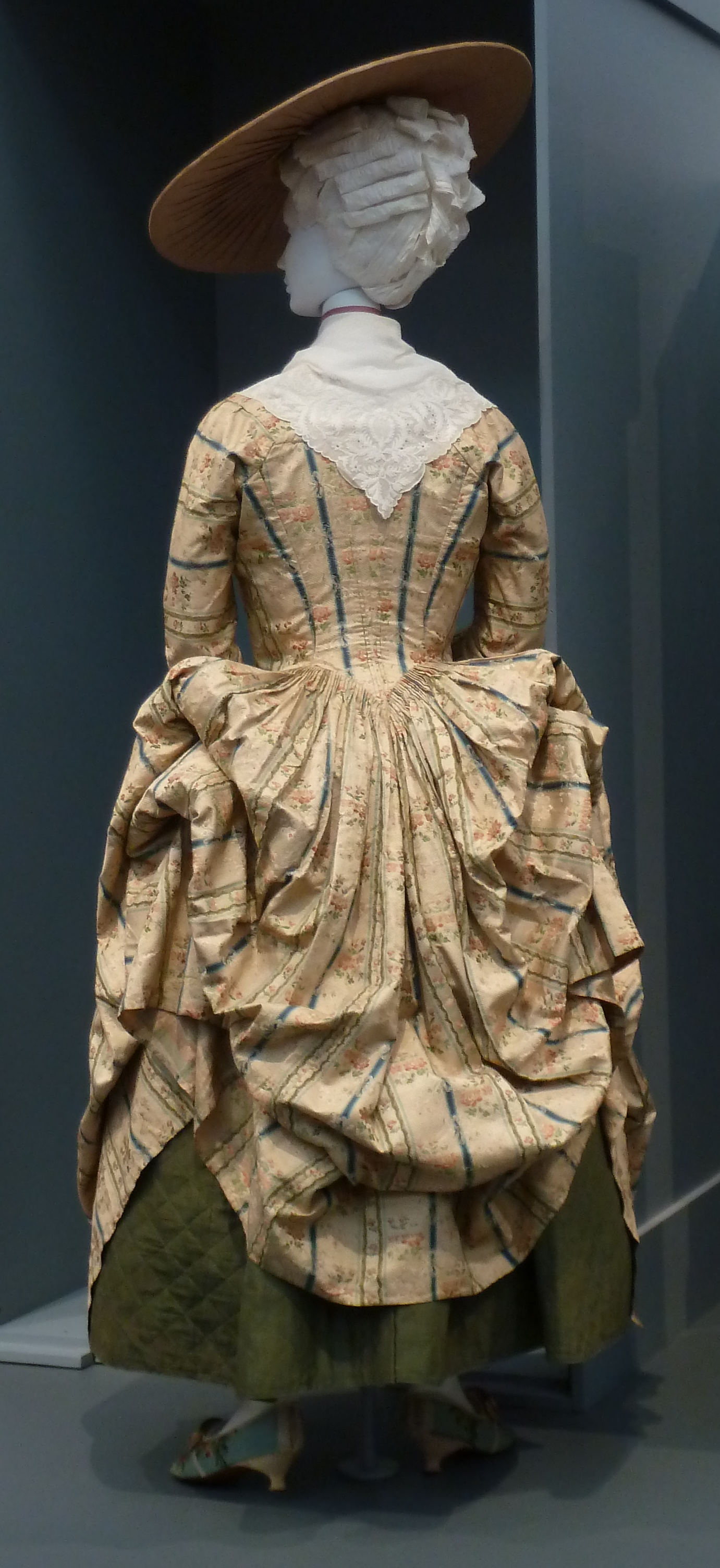
Quest'abito mostra una robe à l'anglaise e una gonna drappeggiata à la polonaise. Los Angeles County Museum of Art

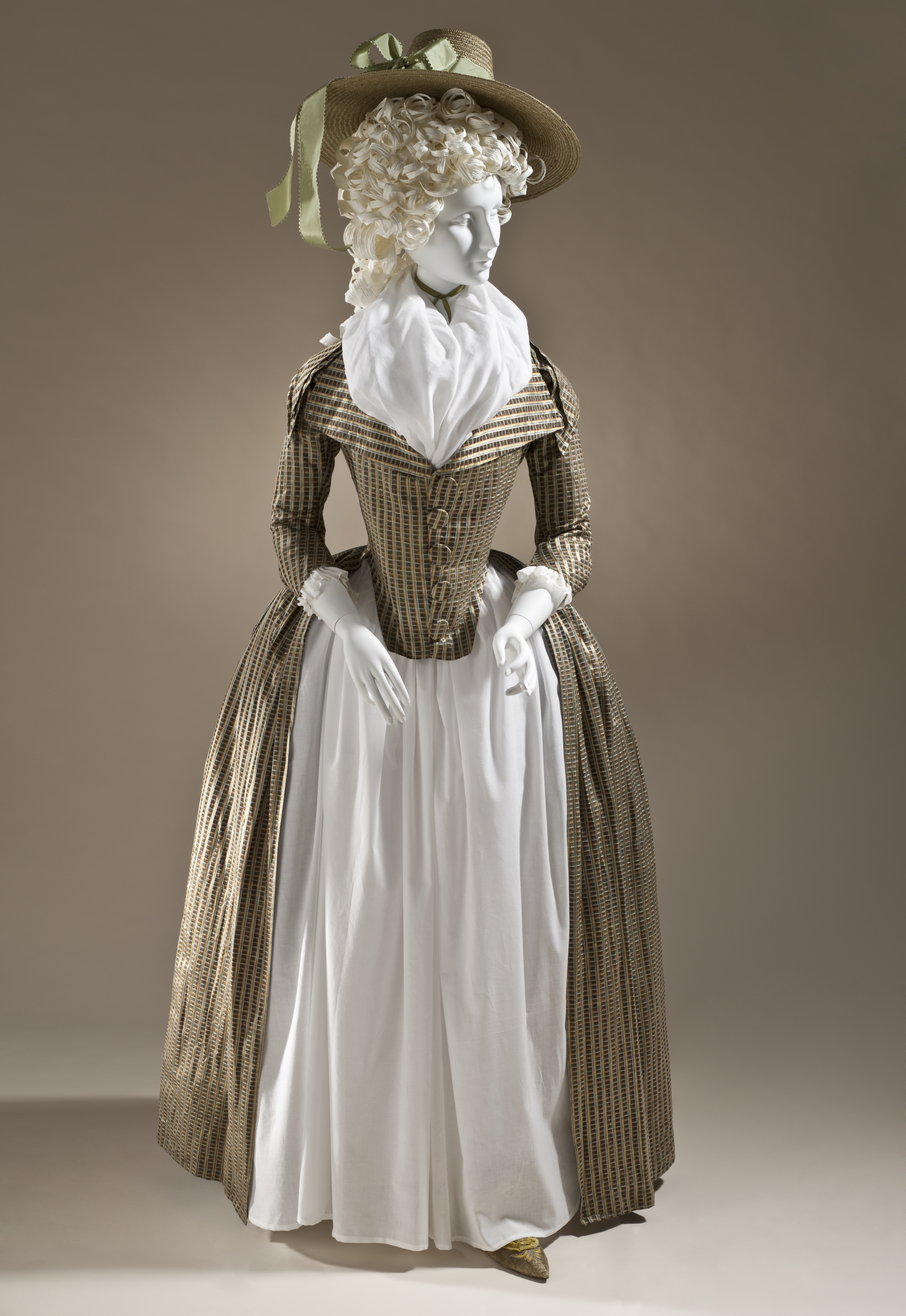
Una redingotte femminile, c. 1790, Los Angeles County Museum of Art

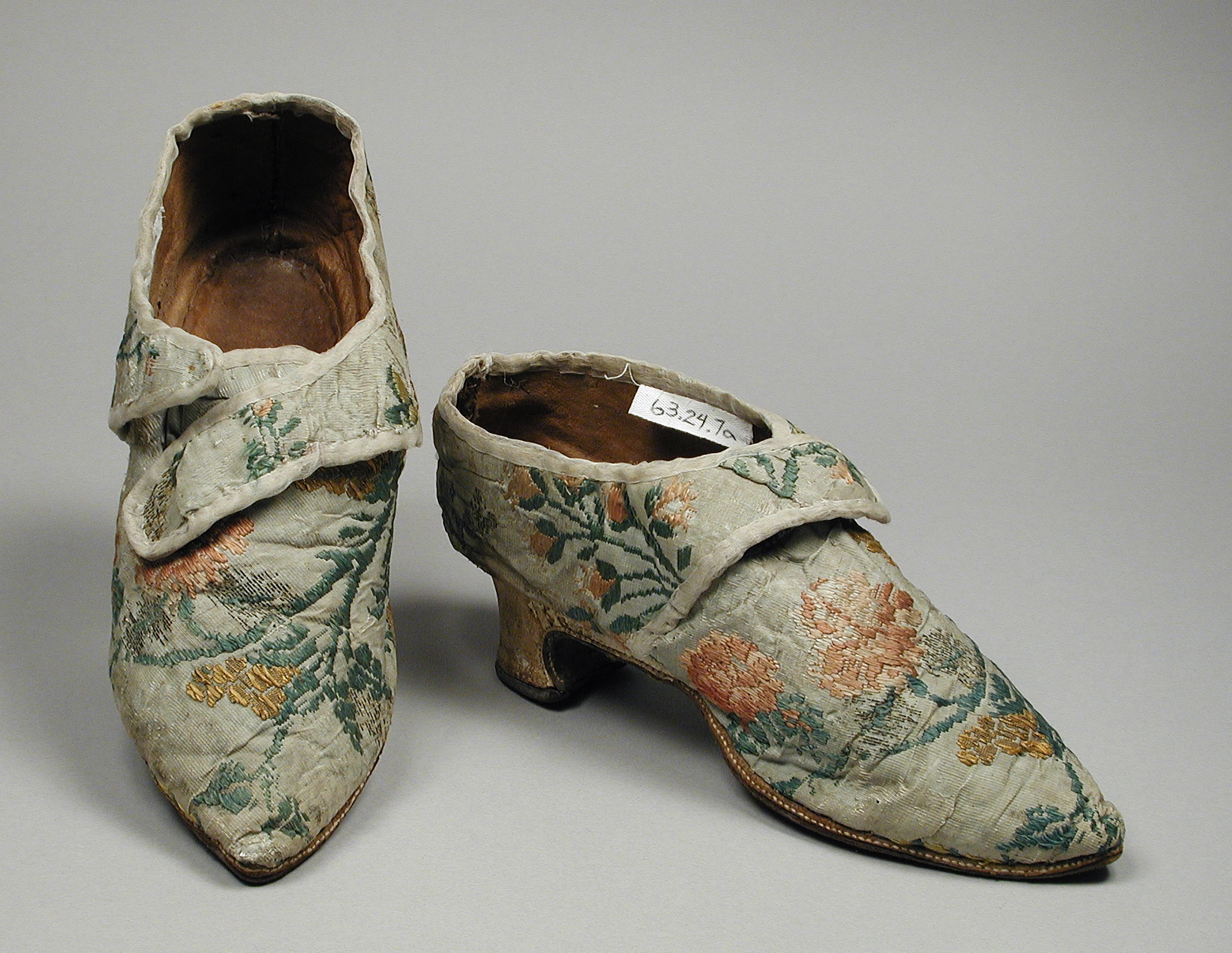
Scarpe di seta femminili in broccato con strappi per le fibbie, anni '70 del Settecento, Los Angeles County Museum of Art, 63.24.7a-b

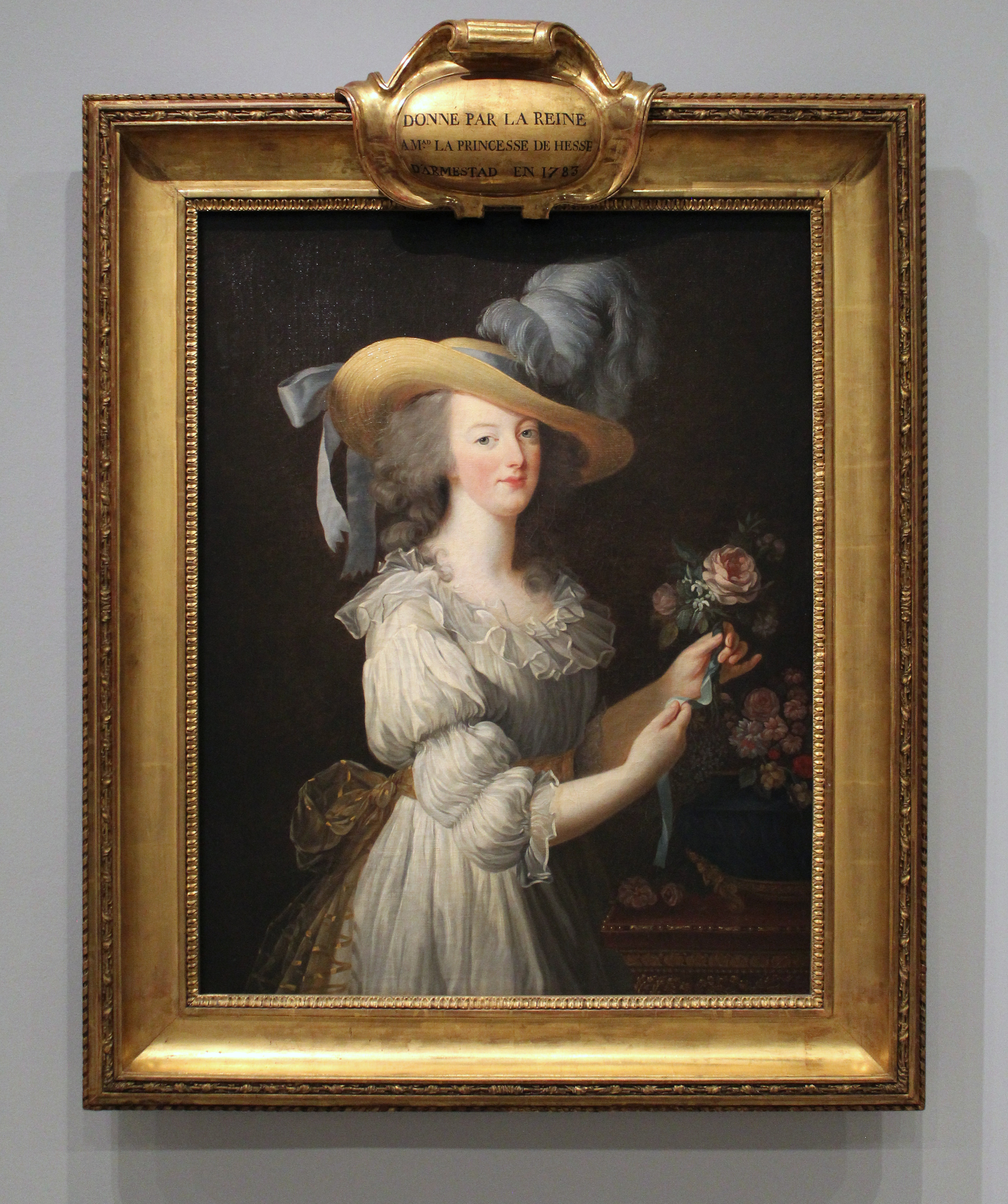
Questo ritratto del 1783 dal titolo Maria Antonietta in camicia di Élisabeth Vigée Le Brun causò scandalo all'epoca ma influenzò nel contempo anche la moda francese a lei contemporanea.

Anche nell'ultimo quarto del Settecento, l'abbigliamento femminile mantenne la propria enfasi sulla forma conica del torso ma la forma delle gonne cambiò nel periodo. L'utilizzo dei panieri sottogonna scomparve quasi completamente attorno al 1780 se non per l'abito di corte, sostituite da falsi codrioni ai fianchi, spesso imbottiti.
Maria Antonietta influenzò molto la moda francese dall'inizio degli anni '80 del Settecento e cioè da quando iniziò a ribellarsi alla struttura della vita di corte in Francia. Abolì la cerimonia della toeletta della mattina e preferì di gran lunga abitare al Petit Trianon, luogo meno formale della reggia, il che le attirò critiche anche da parte dell'aristocrazia che attorno ai sovrani gravitava. La passione di Maria Antonietta per la vita lontana dagli occhi e dalle attenzioni della corte, la portò ad occuparsi attivamente dei propri figli ed a ordinare la costruzione dell'hameau de la reine per assaporare la vita di campagna. Con un gruppo selezionato di amici qui poteva indossare abiti da campagna, più pratici, dettando però nel contempo una nuova moda.
Per tradizione, una dama di corte doveva subito essere riconoscibile per i vestiti che indossava, ma con la nuova moda da lei lanciata Maria Antonietta intendeva anche rompere questi schemi, confondendo il pubblico sulle mode da adottare. L'uso di tessuti non francesi, inoltre, attirò nuove critiche alla regina che venne accusata di non promuovere l'industria nazionale. Fu lei a lanciare la moda della gaulle, una particolare tipologia di camicia in stoffa leggera, drappeggiata mollemente lungo tutto il corpo e legata in vita con una cintura, spesso indossata con un fichu. Questa moda si diffuse velocemente anche presso le altre donne in Francia ed in Inghilterra, ma quando il ritratto della regina eseguito da Elisabeth Vigée-Lebrun divenne popolare, creò inizialmente scandalo e anziché dare popolarità incrementò l'odio verso la regina. Lo scandalo era dato essenzialmente dal fatto che una dama di buona famiglia non potesse utilizzare un vestito considerato "casalingo" o comunque destinato allo spazio intimo della casa per uscire in società e questo valeva ancora di più se si trattava della regina che rappresentava l'apice di tutte le donne del regno. La natura sensuale del gaulle, inoltre, faceva sorgere ombre sulla moralità di chi lo indossava agli occhi del pubblico.

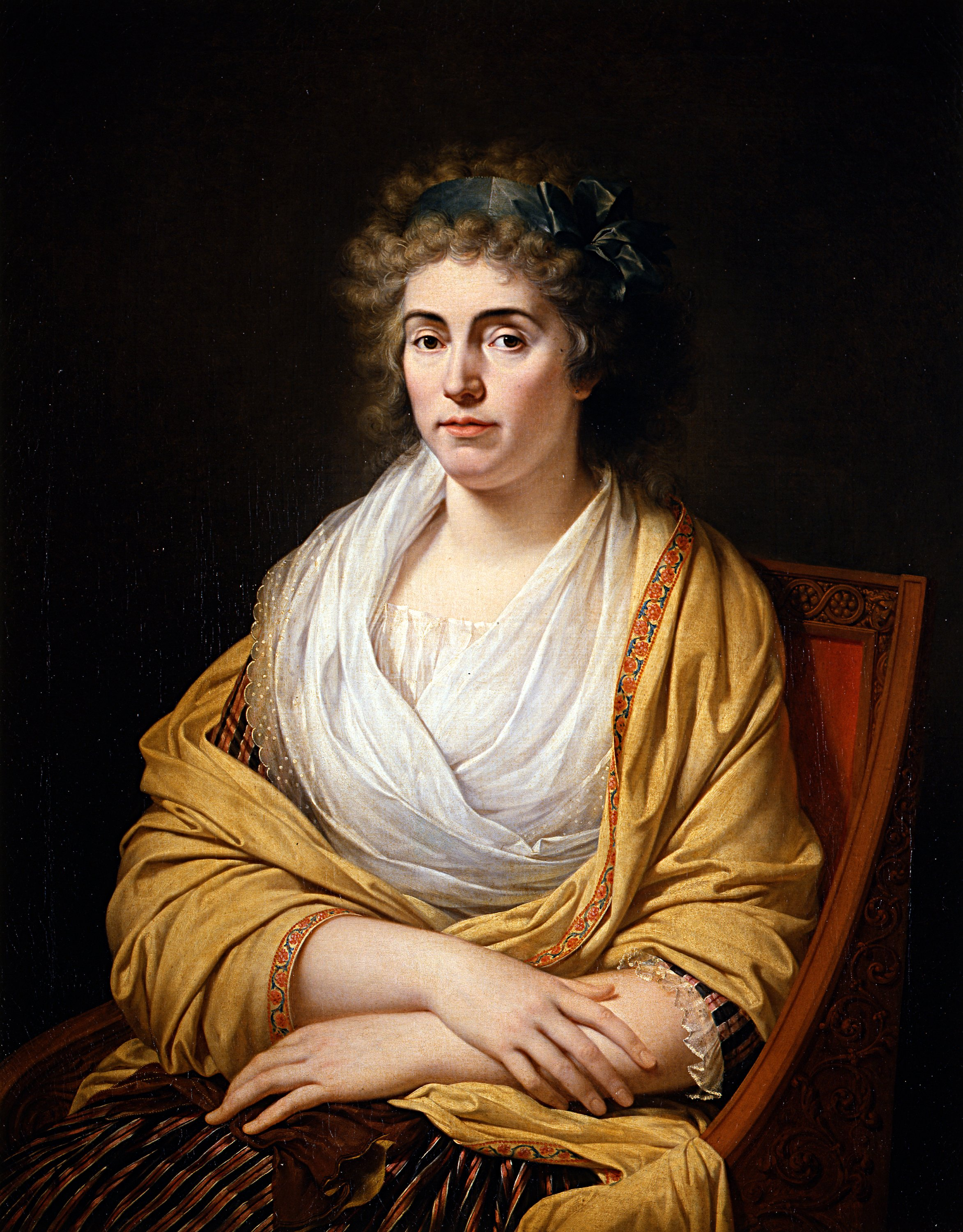
Luisa d'Albany nel 1793 con un abito ispirato all'ultimo stile Maria Antonietta (chemise à la reine)

Quando Maria Antoinetta raggiunse i trent'anni, decise di cambiare nuovamente il proprio stile rientrando nei ranghi e dedicandosi ad un abbigliamento di corte più classico, anche se continuò a destinare il gaulle ai propri figli, quindi senza rimangiarsi completamente la parola. Malgrado un debutto controverso, ad ogni modo, il gaulle si diffuse largamente non solo in Francia ma anche all'estero e contribuì ad una transizione verso lo stile neoclassico tra fine Settecento e prima metà dell'Ottocento.
Durante gli anni della Rivoluzione Francese, gli abiti femminili cambiarono notevolmente seguendo il costume nazionale. Le donne alternavano infatti gonne bianche a abiti realizzati coi colori della bandiera nazionale, i quali potevano essere inclusi anche a strisce negli abiti, completati con nastri tricolori, sciarpe e scialli.
Dal 1790, iniziò a diffondersi una redingotte in versione femminile, con maniche lunghe e una gonna completamente aperta sul davanti per lasciare spazio alla piena visibilità della sottogonna.

### Abiti e gonne
Come nel quarto di secolo precedente, anche sul finire del Settecento rimasero diffusi abiti "alla francese" o "all'inglese" di forme sostanzialmente simili, ma vi fu una generale semplificazione dei vestiti e degli stili di realizzazione.
La robe à la française rimaneva lunga per l'abito di corte, ma andò perdendosi poco dopo l'unizio degli anni '80 del Settecento.
La robe à l'anglaise si impose invece come maggiormente funzionale, soprattutto se abbinata ad una gonna drappeggiata "à la polonaise" che si diffuse dalla metà degli anni '70 del XVIII secolo, ovvero una gonna lunga con un drappeggio sostenuto su ogni fianco da un noto o da coccarda.

### Giacche e redingottes
Un'alternativa informale all'abito era l'uso delle giacche con giustacorpi come per la moda maschile, in particolare per gli abiti da caccia o da campagna.
Il caraco divenne un tipo di giacca particolarmente popolare presso le dame perché slegata dalla gonna sottostante che poteva essere portata quindi anche non necessariamente abbinata all'abito.
Un'altra alternativa all'abito tradizionale era la cosiddetta joseph o redingotte femminile, solitamente disadorna o con poche decorazioni intessute, che rimandava alla controparte maschile.

### Intimo
La chemise divenne in Francia un elemento fondamentale dell'intimo femminile della parte finale del XVIII secolo, pur continuando a non rimanere in uso le mutande.
I corpetti erano ancora in uso e anzi si alzarono ancora di più sino alle ascelle per costringere le dame a mantenere una postura eretta che era giudicata alla moda, favorendo nel contempo un torso di forma conica e fianchi larghi. In Francia, soprattutto per le classi meno alte, iniziò a diffondersi il corsetto, realizzato senza stecche rigide e con materiale più morbido, legato da nastri, che permetteva alle donne di poter lavorare o muoversi più agevolmente, anche se questo non raggiunse popolarità alla stessa maniera in tutto il mondo occidentale.
I panieri sottogonna rimasero fondamentali per l'abito di corte, ma col tempo vennero sostituiti sempre più da sottogonne che creavano l'imbottitura necessaria.

### Scarpe e accessori
Le scarpe disponevano ancora di tacchi alti e incurvati (i cosiddetti tacchi louis) ed erano realizzate in tessuto o in cuoio. Le fibbie preziose rimasero in uso sino alla Rivoluzione Francese, I ventagli continuarono a rimanere popolari, anche se vennero sempre più rimpiazzati dai parassoli all'aperto. Anche le donne iniziarono ad utilizzare bastoni da passeggio.

### Acconciature

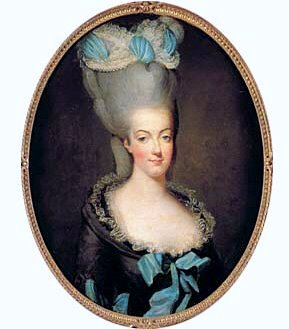
Maria Antonietta, regina di Francia, fu una delle figure più influenti della moda tra gli anni '70 ed '80 del Settecento in particolare per le sue acconciature.

A partire dagli anni '70 del Settecento, le parrucche e le acconciature in uso alle dame raggiunsero dimensioni davvero ragguardevoli, spesso incorporando oggetti decorativi (talvolta simbolici come nel caso di una nota stampa dell'epoca che raffigura una dama col modellino di una nave tra i capelli per celebrare una vittoria navale nella Guerra d'indipendenza americana). Ovviamente queste stravaganze divennero oggetti di satira.
Dagli anni '80 del Settecento, una serie di cappelli elaborati rimpiazzarono spesso l'uso di queste parrucche esagerate. In casa si utilizzavano calotte e altri cappelli piani, mentre fuori iniziarono a prevalere cappelli di stile più rustico con l'uso ad esempio di materiali come la paglia.
Le parrucche vennero incipriate sino agli anni '80 del Settecento, ma poi la moda andò scemando a favore del colore naturale dei capelli.

### Galleria di stile

#### 1790–1795

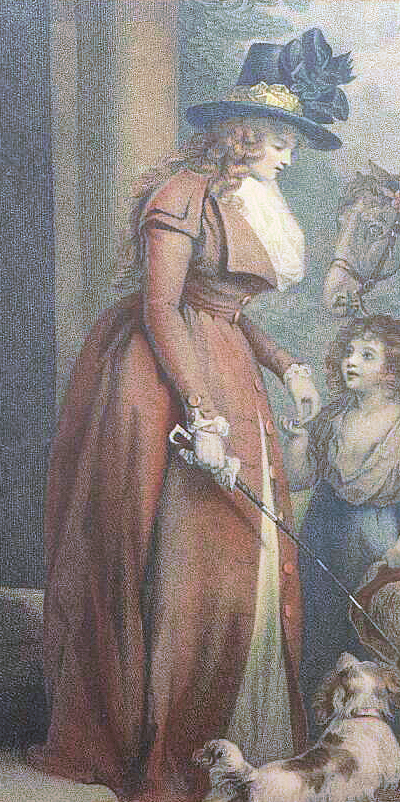
1 – 1790
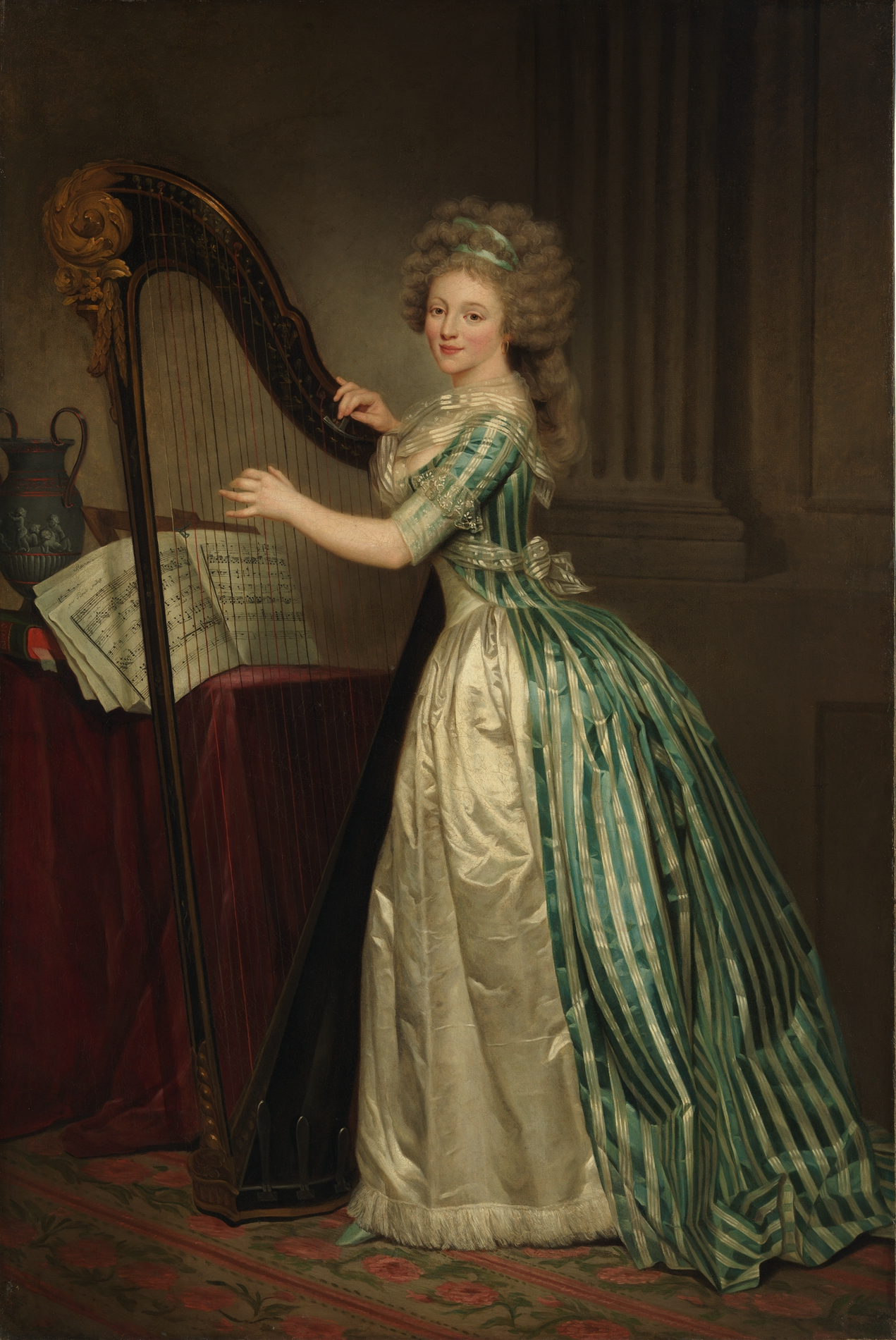
2 – c. 1791
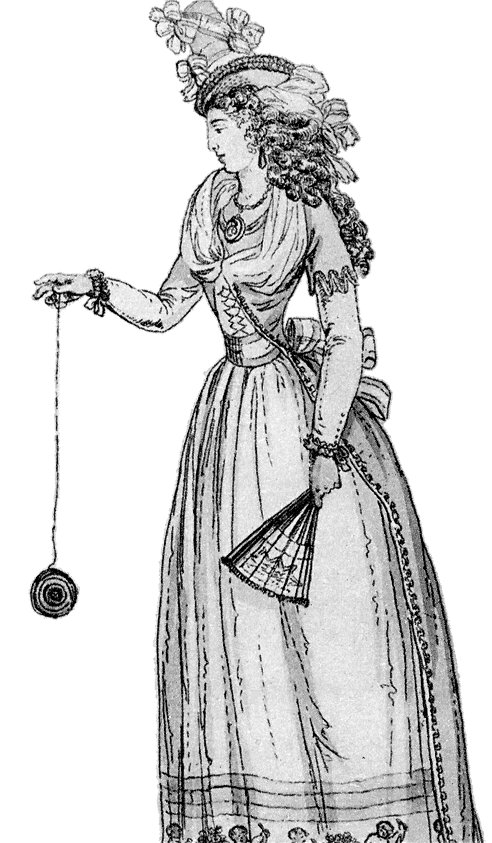
3 – 1791
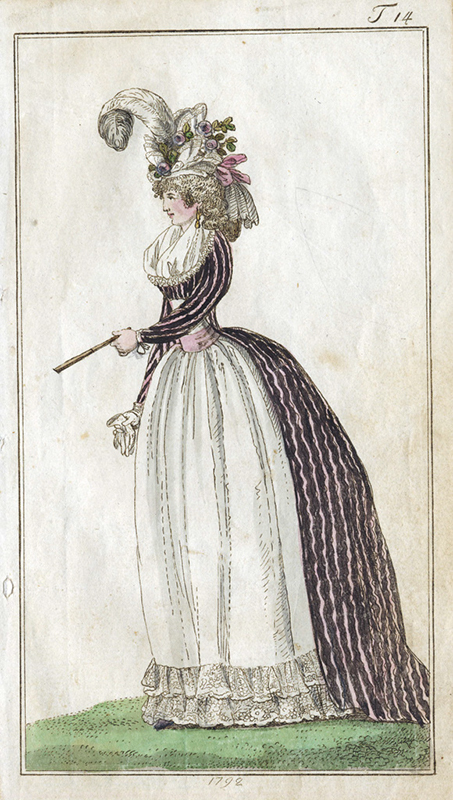
4 – 1792
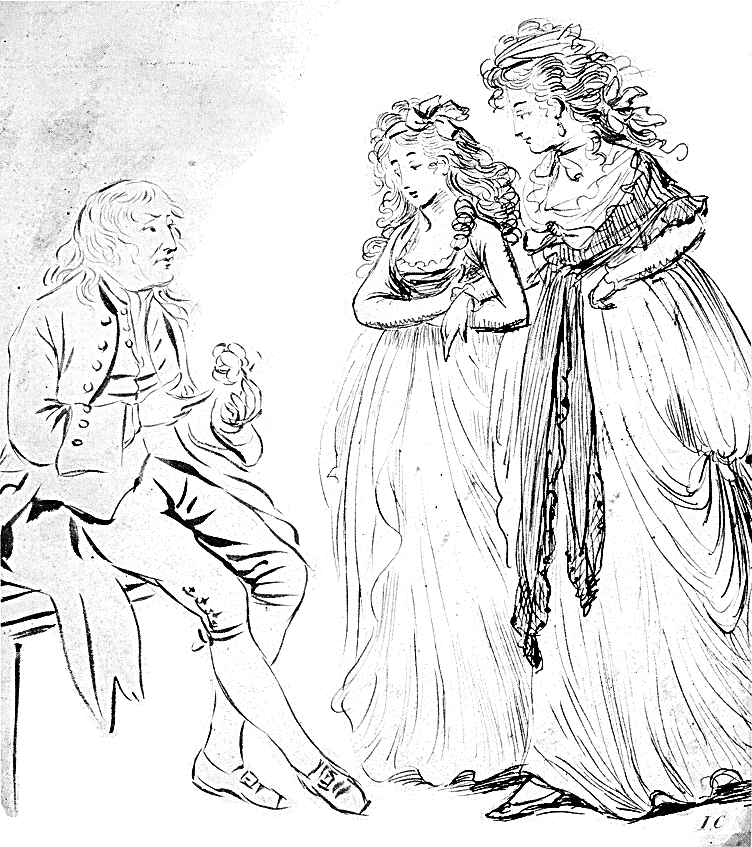
5 – c. 1790
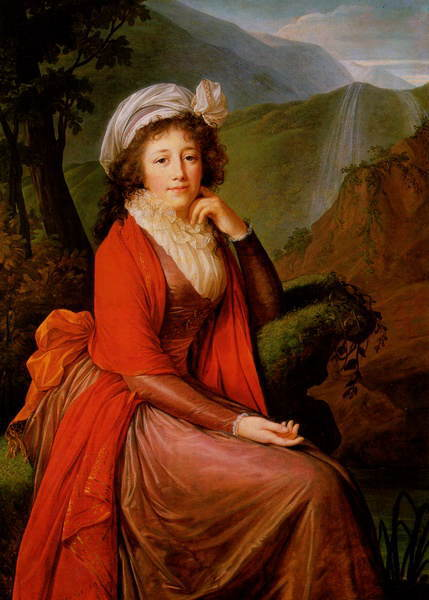
6 – 1793
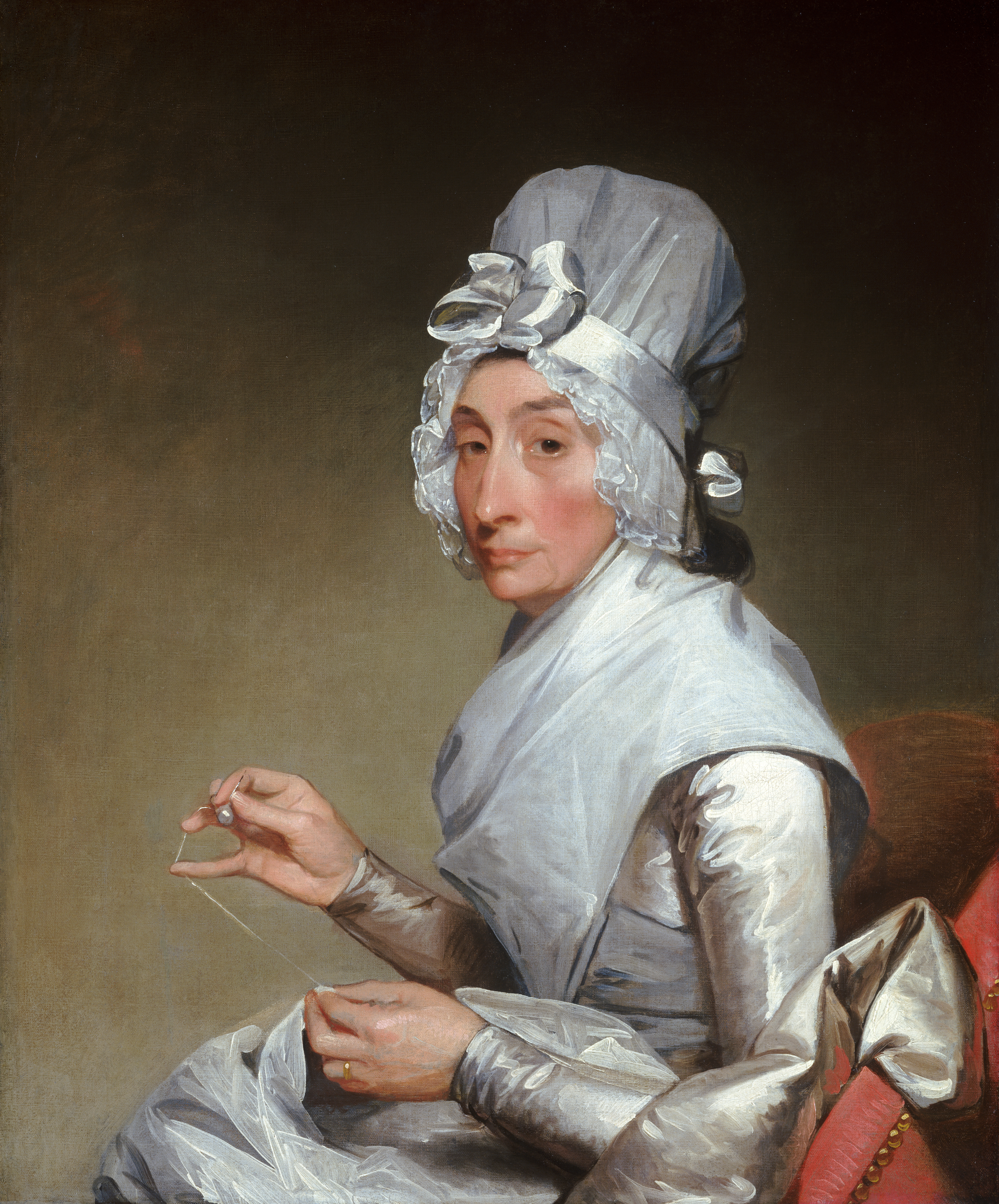
7 – 1793
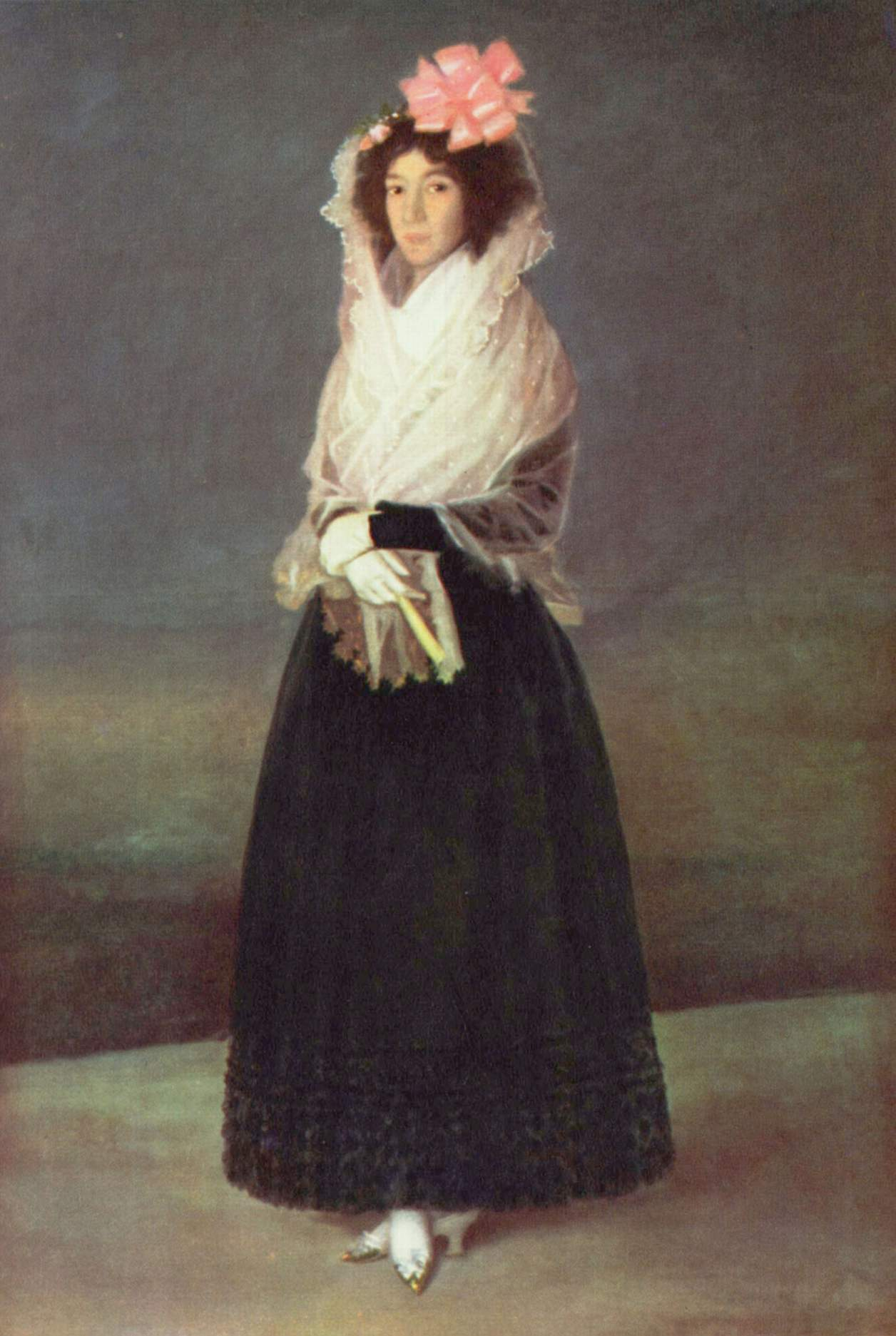
8 – 1794
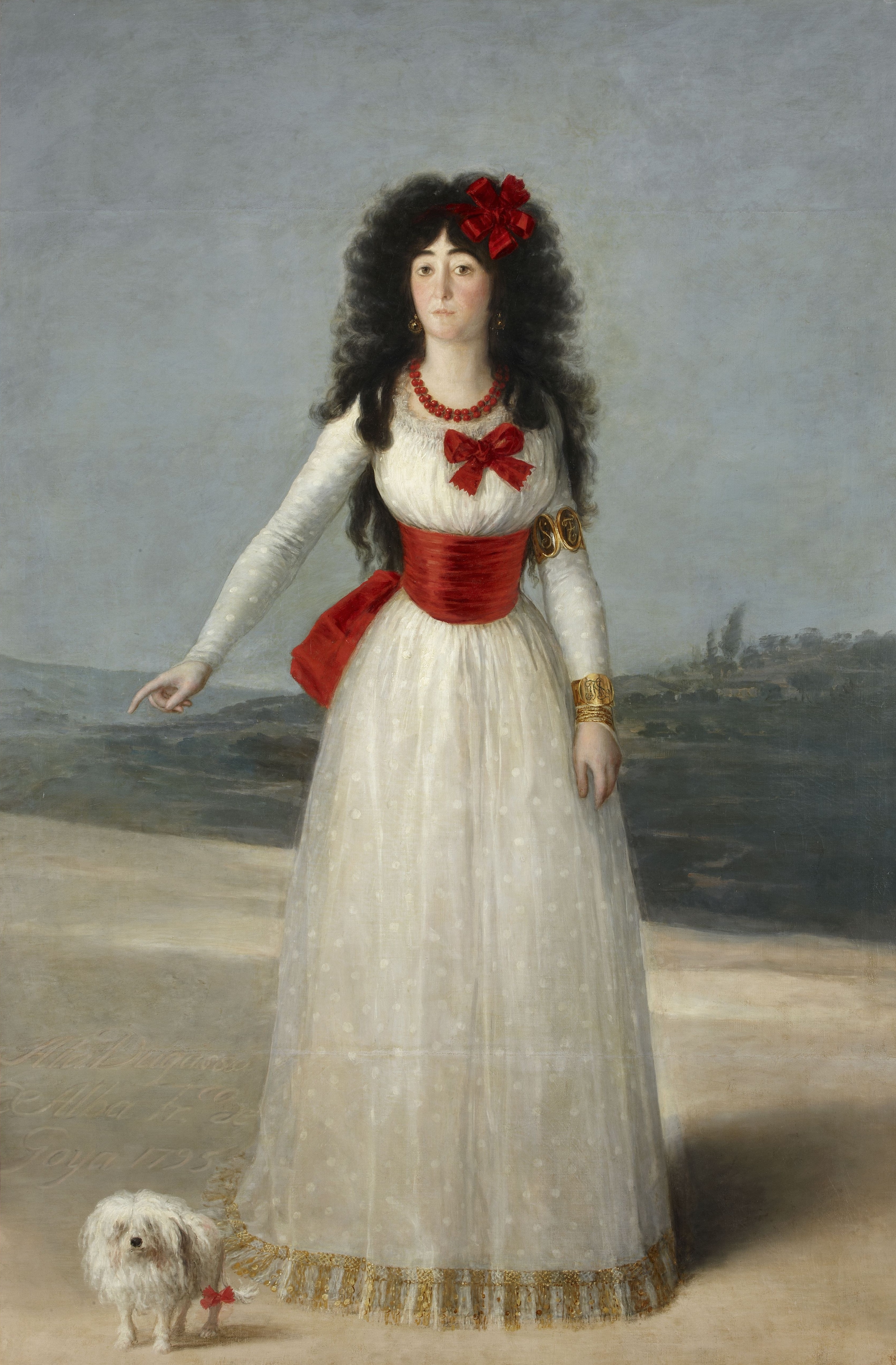
9 – 1795

1. Una redingotte del 1790 circa, con un frinte "pouter-pigeon". La donna raffigurata indossa un cappello alla moda maschile ed ha in mano uno scudiscio da cavallo.
2. Autoritratto di Rose Adélaïde Ducreux con la sua arpa.
3. Illustrazione del 1791 di una donna con uno dei primi yo-yo (o "bandalore") con un busto stretto e drappeggiato, sullo stile di un "pouter pigeon".
4. Illustrazione della moda femminile nel 1792
5. Schizzo di Isaac Cruikshank (padre di George), che riunisce maschi e femmine della borghesia inglese dei primi anni '90 del Settecento.
6. La contessa Bucquoi indossa una lunga gonna con una chemise sotto, un turbante sul capo e uno scialle rosso. 1793.
7. Mrs. Richard Yates, nel 1793, indossa un abito estremamente conservatore data la sua età e un cappello con un grande nastro di chiusura.
8. María Rita de Barrenechea y Morante, marchese di la Solana
9. La duchessa d'Alba indossa una gonna bianca semplice con una fascia rossa in vita. I capelli sono lasciati liberi e sciolti. Questo ritratto mostra l'influenza francese in spagna sul finire del XVIII secolo. Il dipinto è del 1795.

##### Caricature

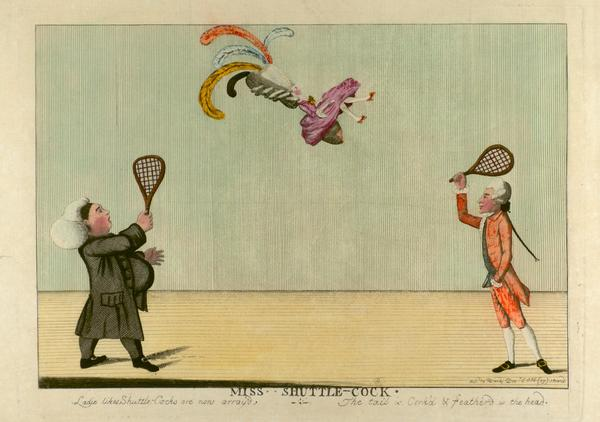
Miss Shuttle-Cock (1776) mette a confronto una donna vestita con abiti alla moda, comparandola a una palla da Badminton per l'eccesso di piumaggi.
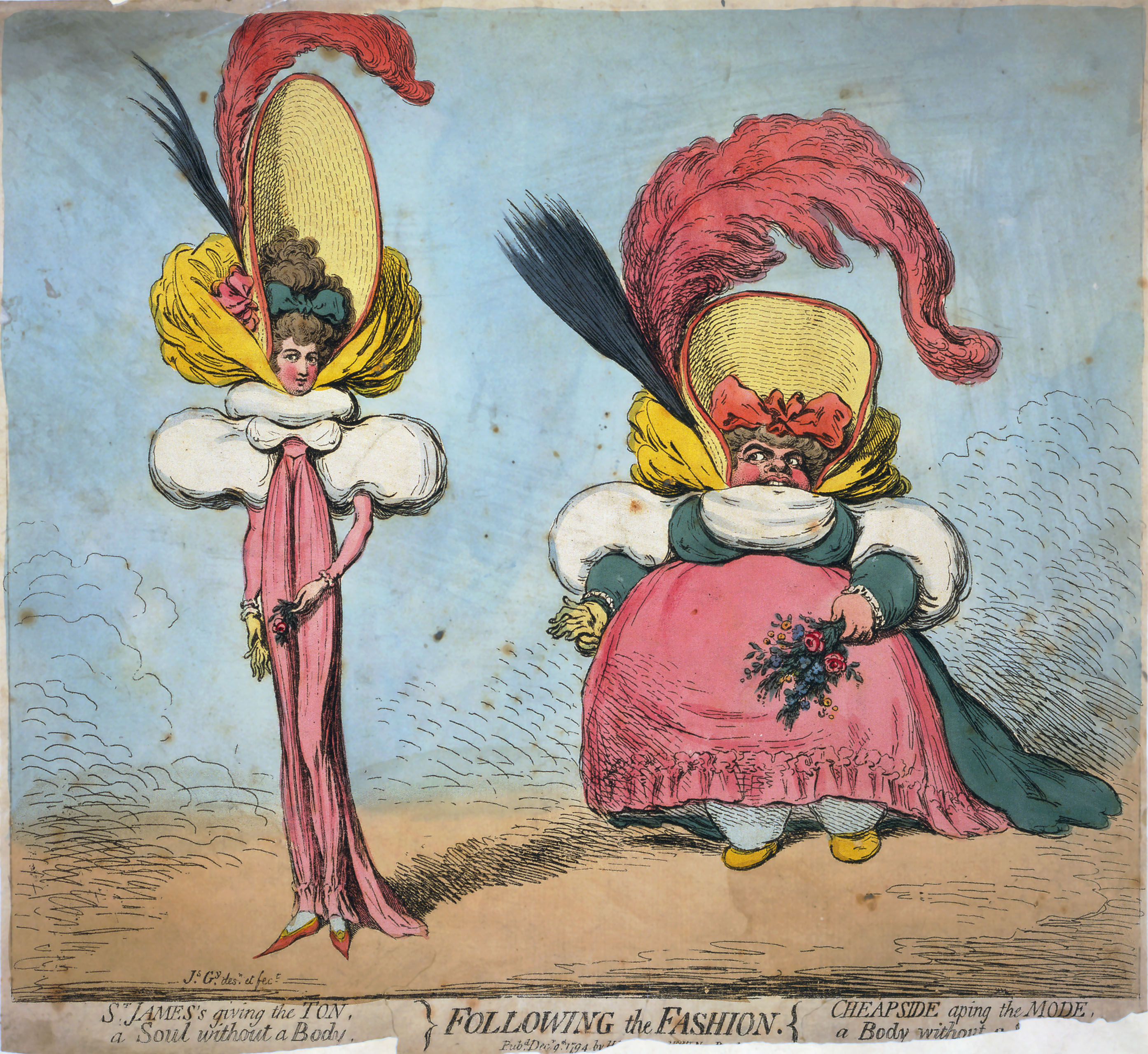
Nella vignetta Following the Fashion (1794), James Gillray ironizzava sui diversi tipi di corpi femminili secondo la moda dell'epoca.
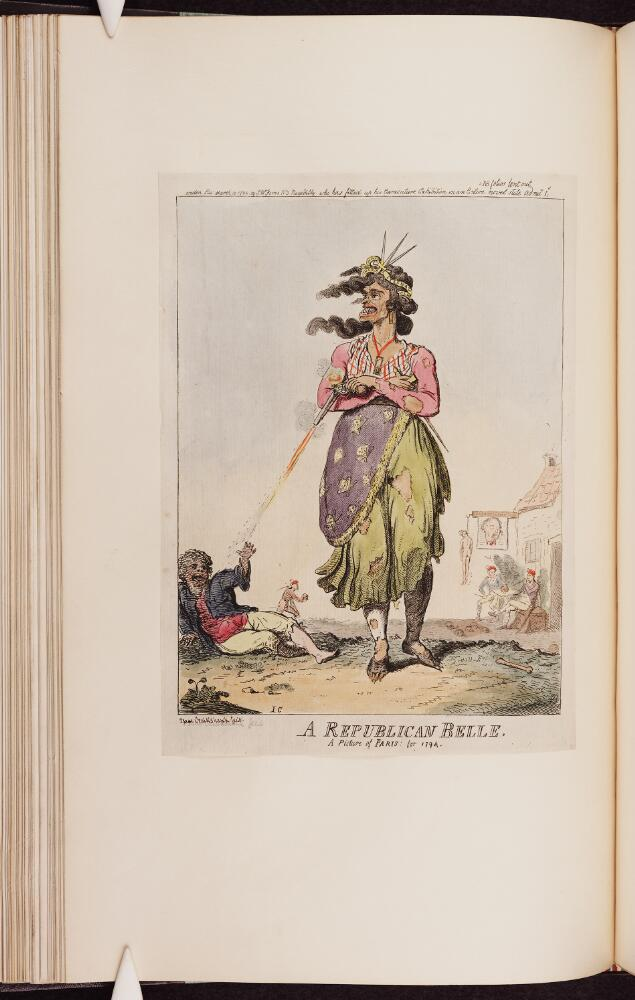
Una caricatura realizzata da Isaac Cruikshank che mostra una donna rivoluzionaria francese che enfatizza i colori dei suoi abiti... dimenticandosi di rammendarli (1794).

### La moda francese

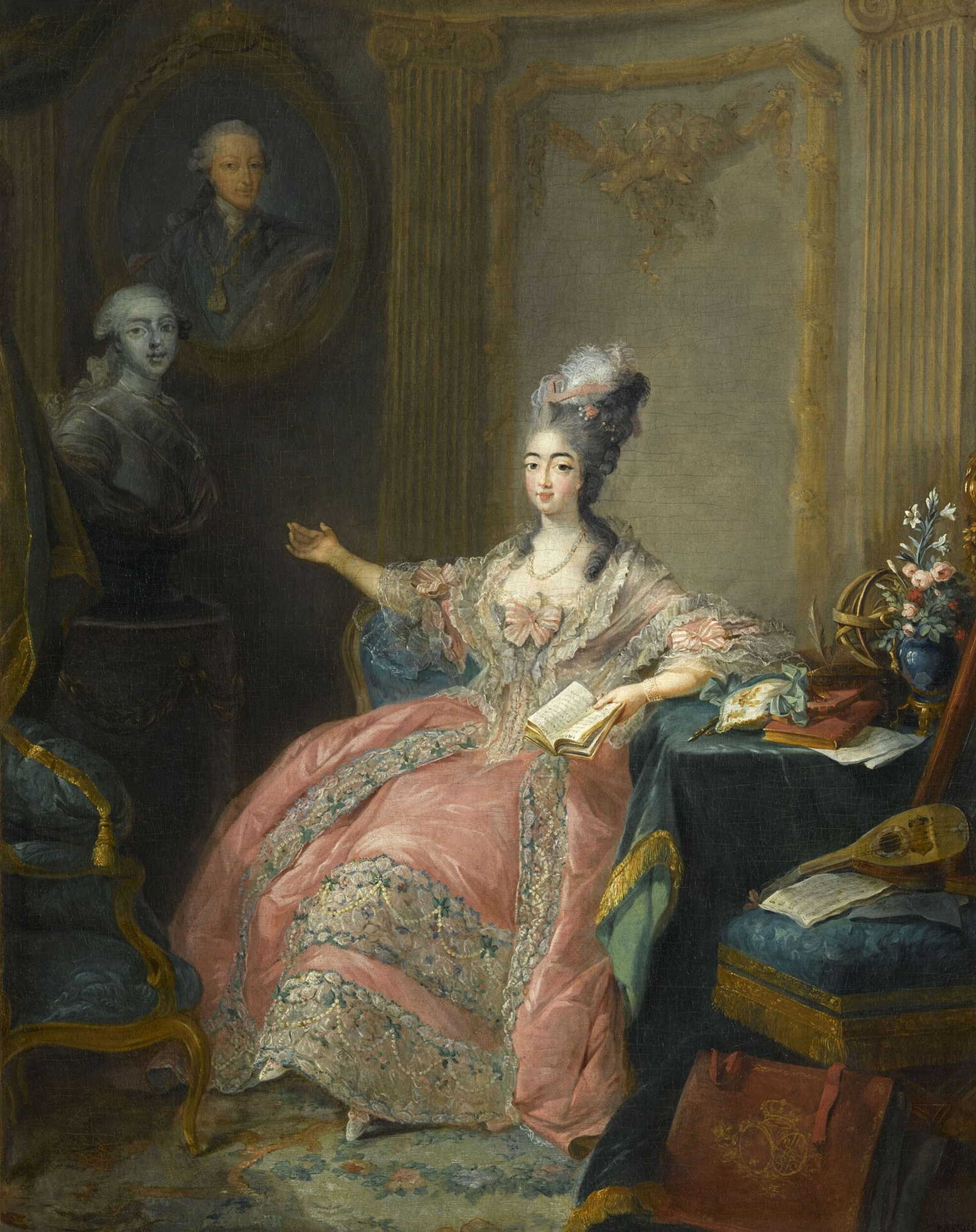
Francia, 1777
Francia, 1781
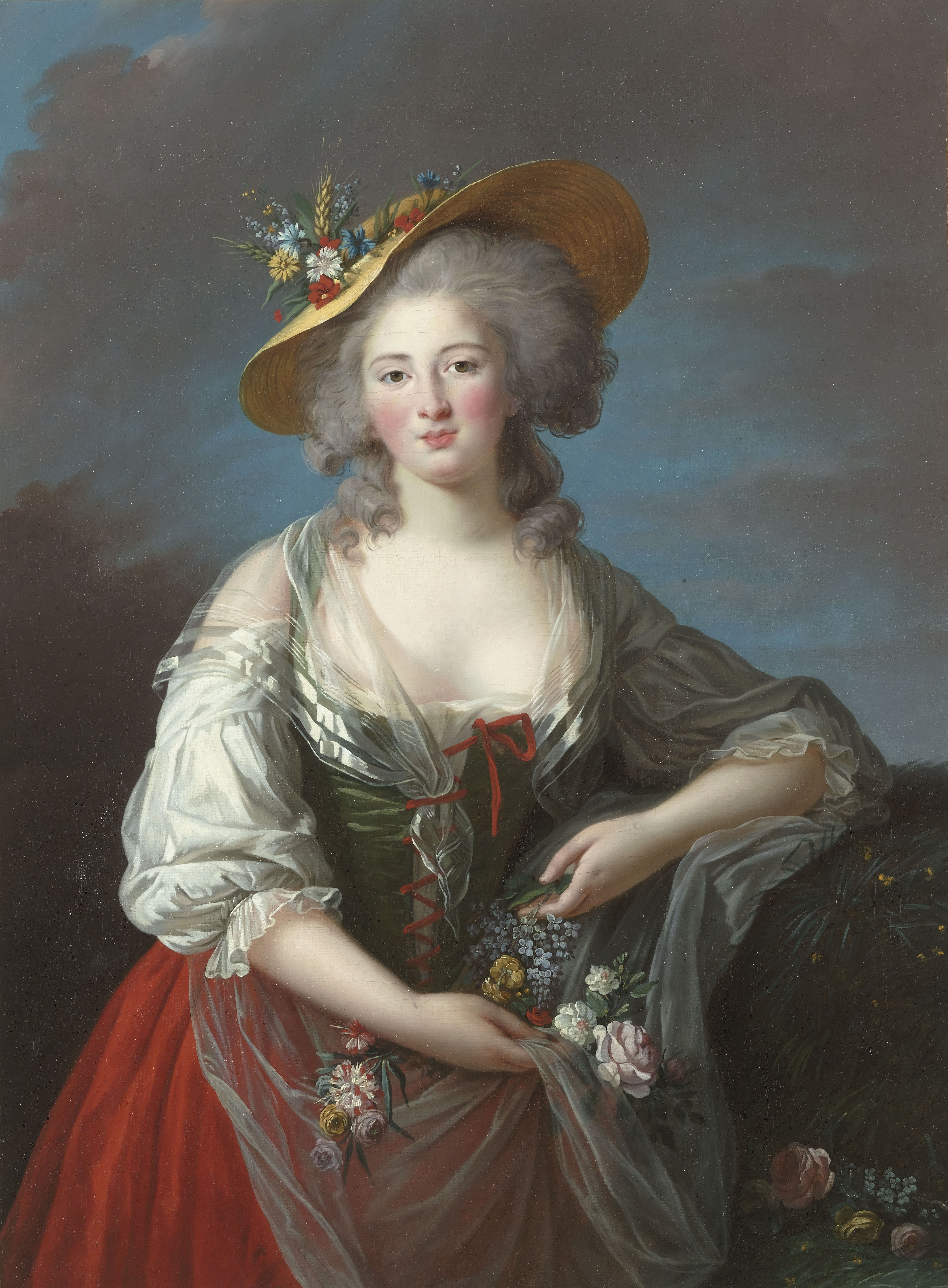
Francia, 1782
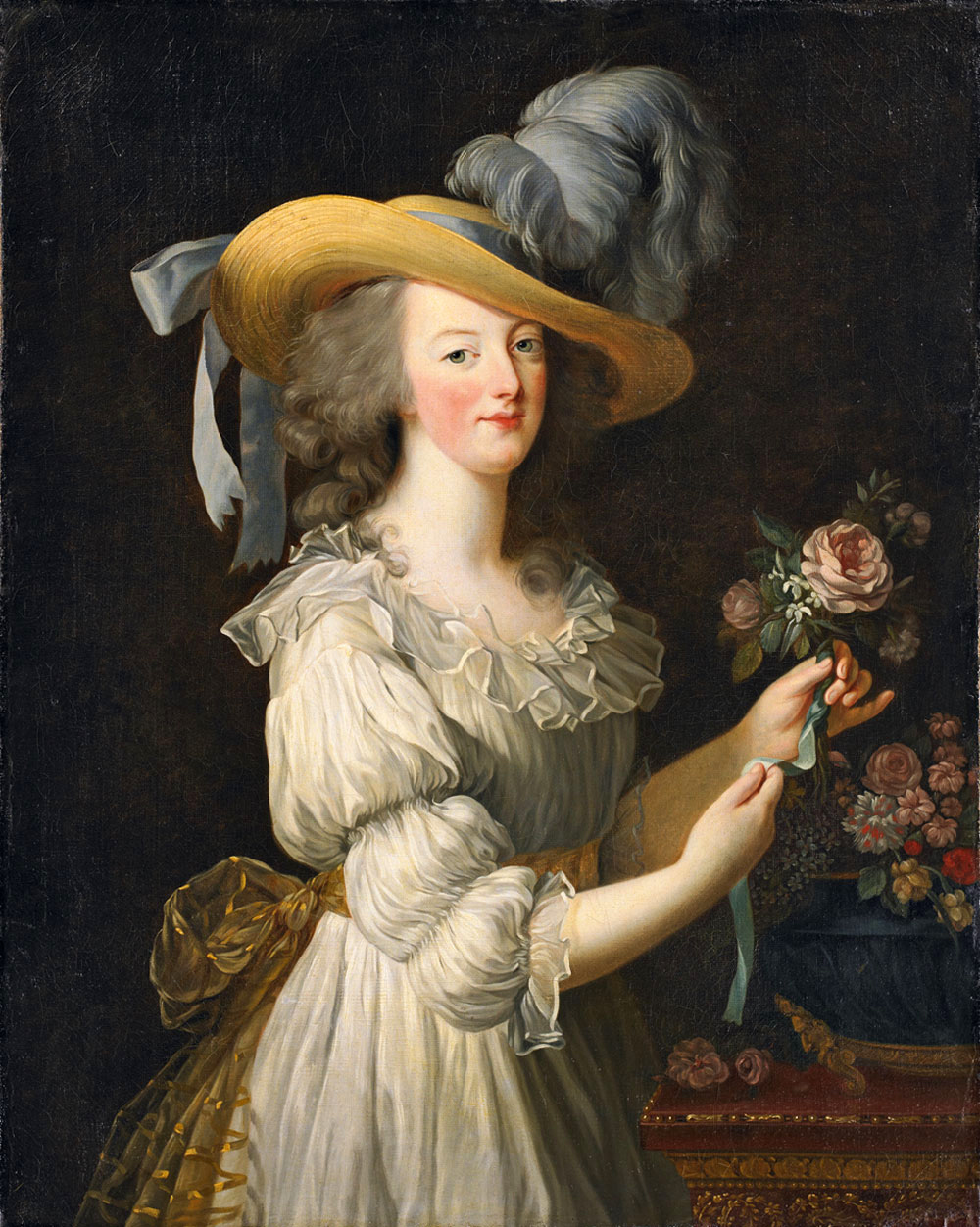
Francia, 1783
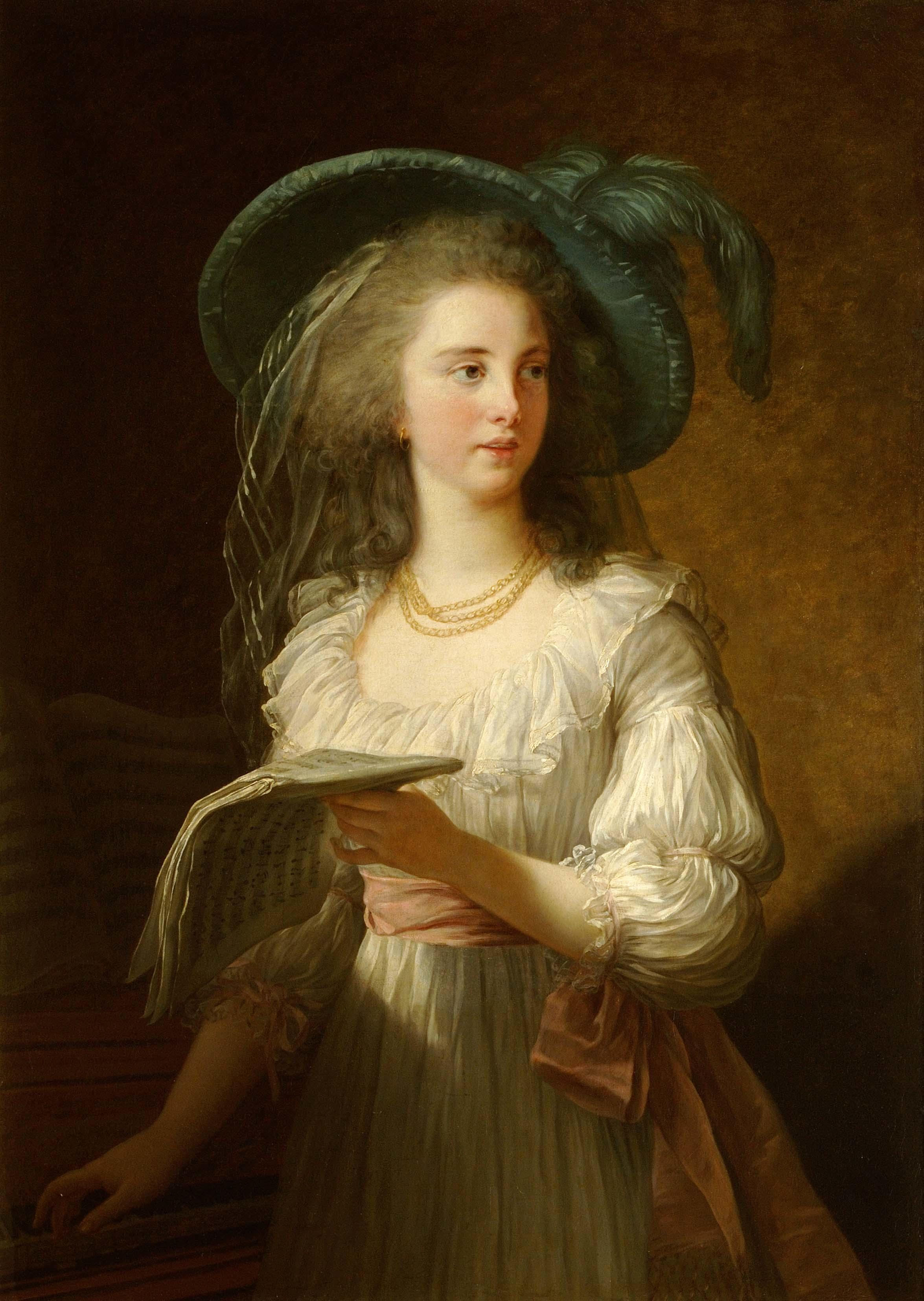
Francia, 1783
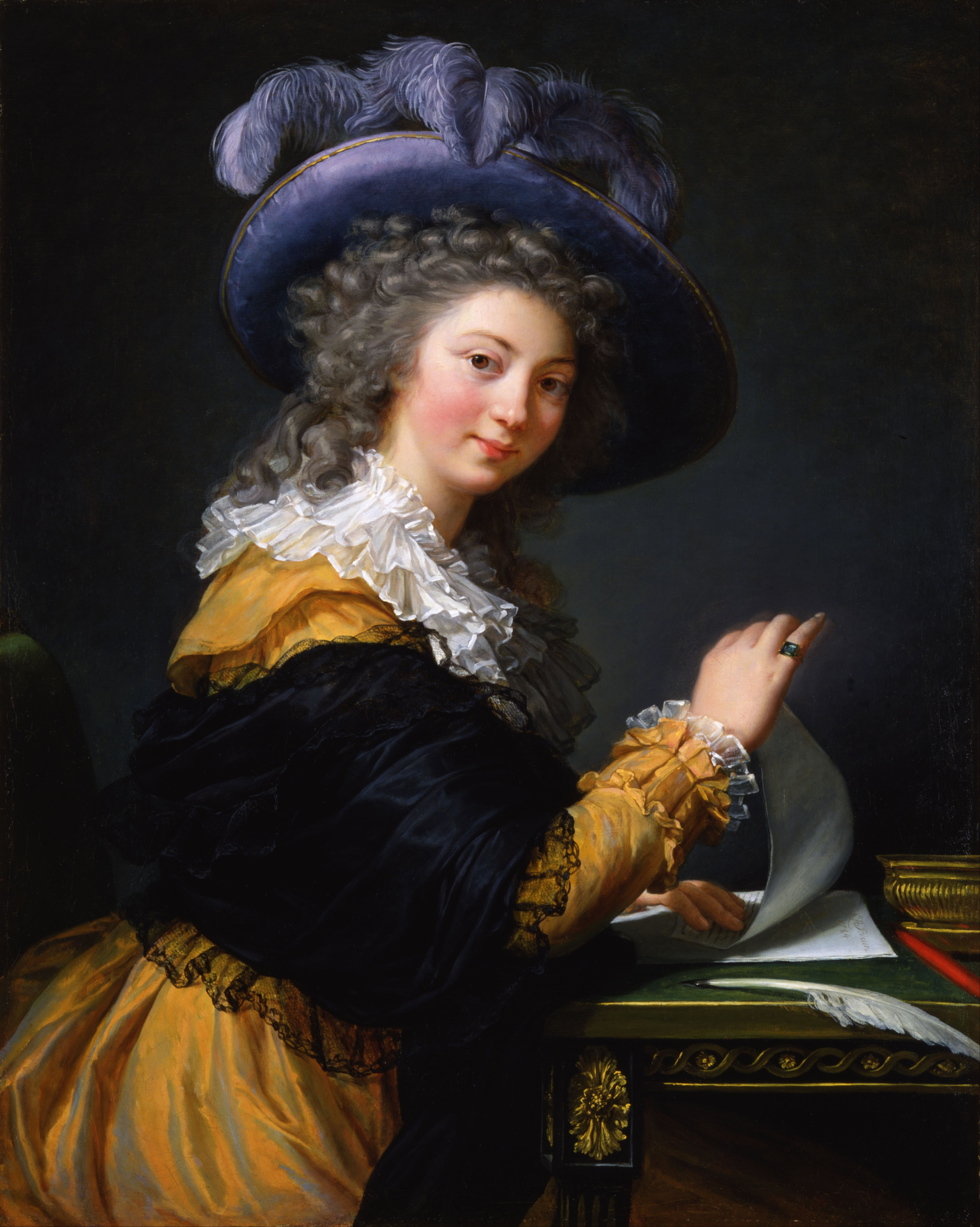
Francia, 1784
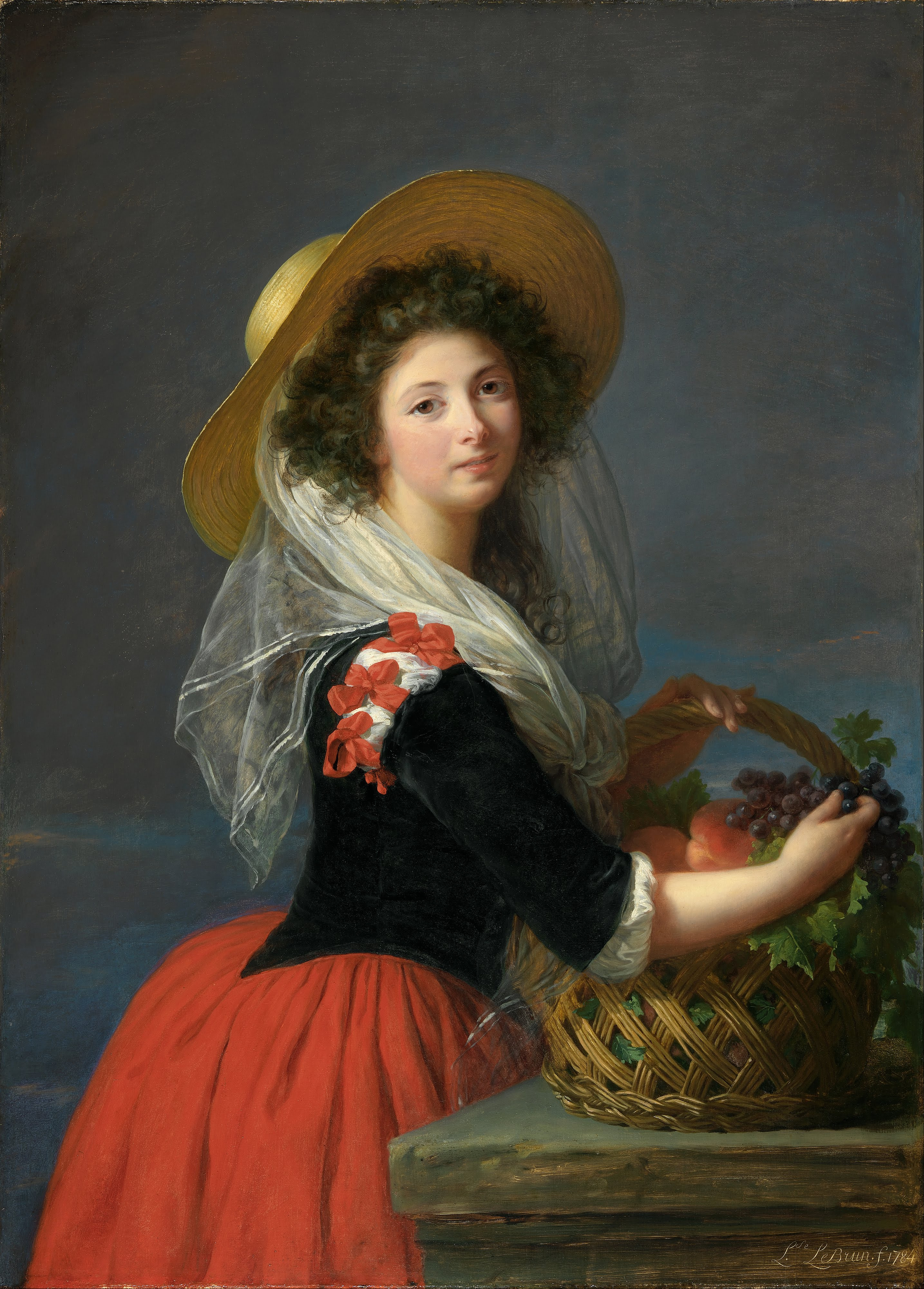
Francia, 1784
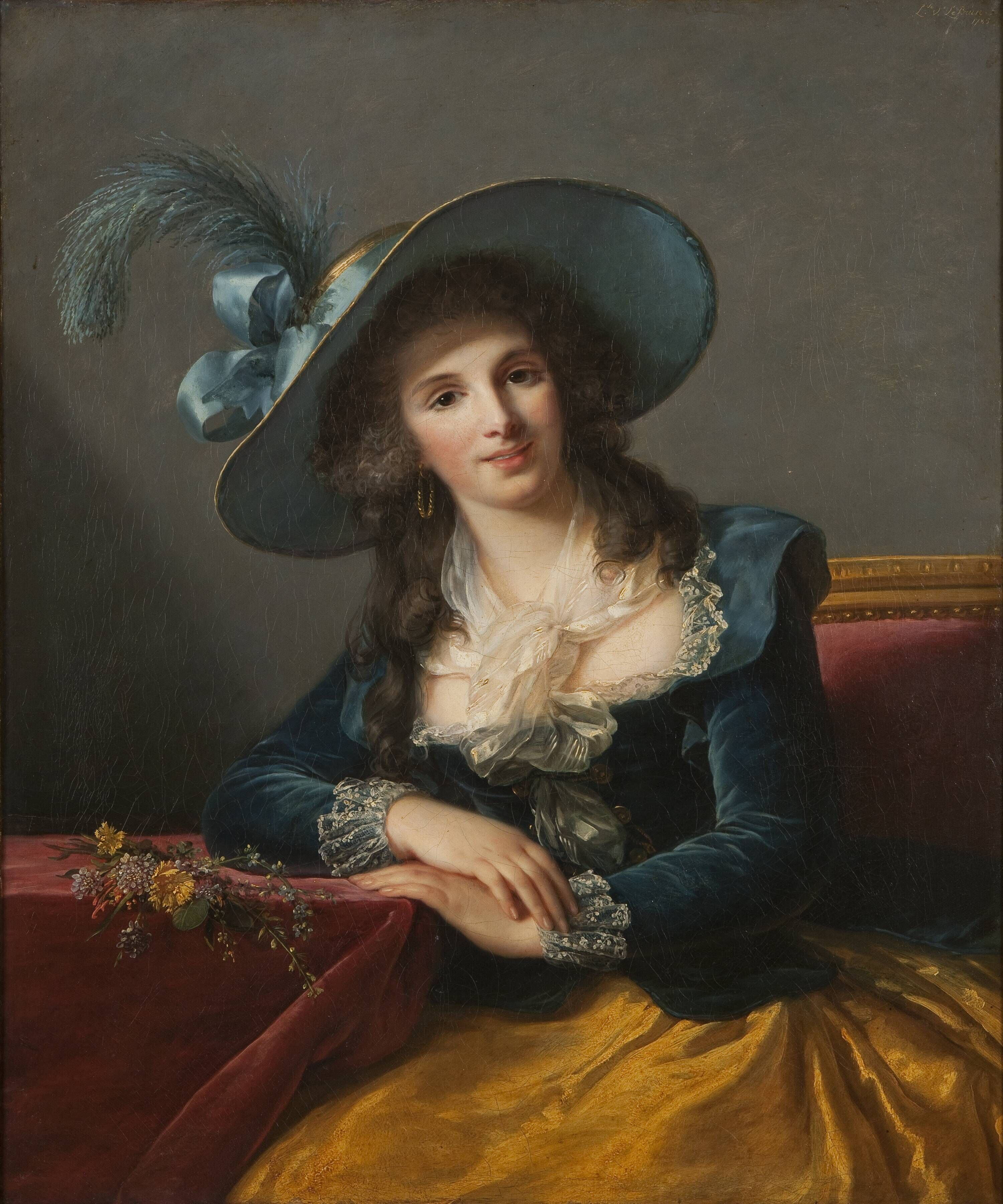
Francia, 1785
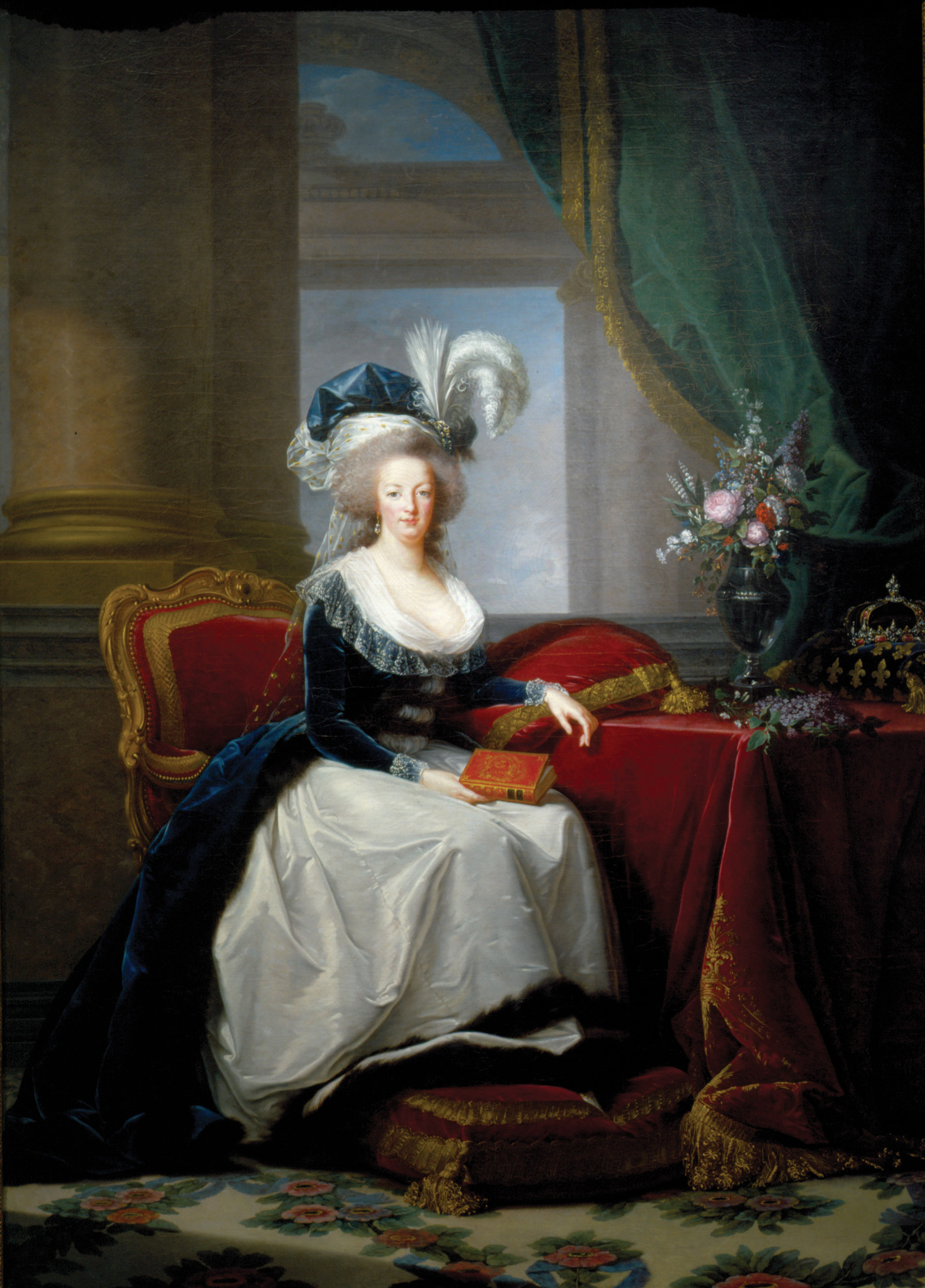
Francia, 1788
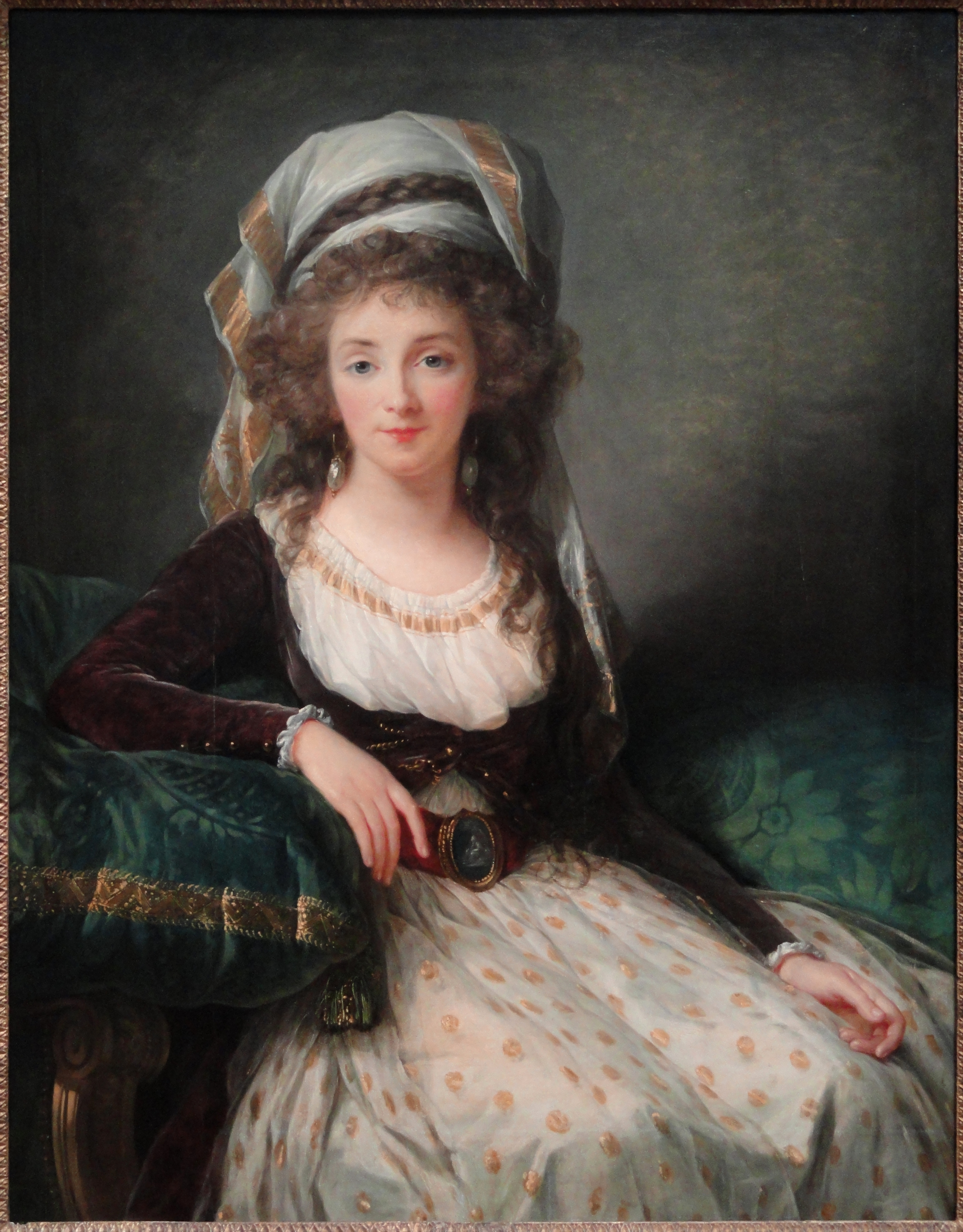
Francia, 1789
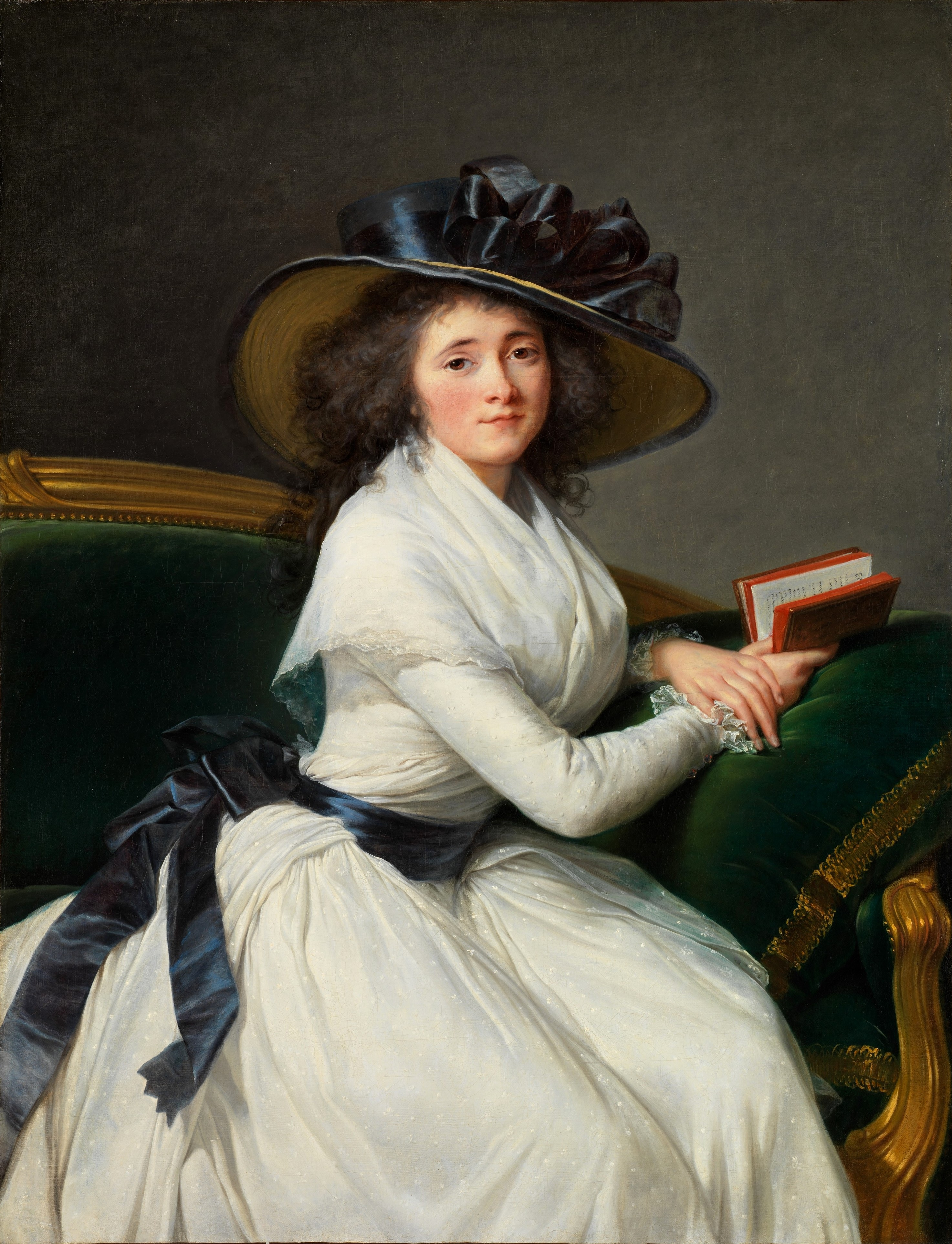
Francia, 1789
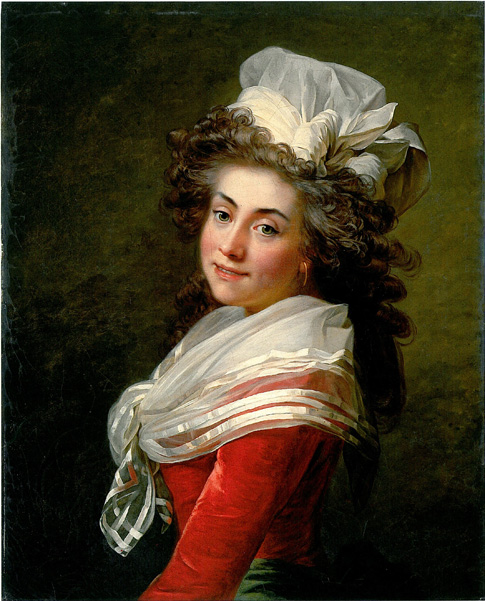
Francia, 1790
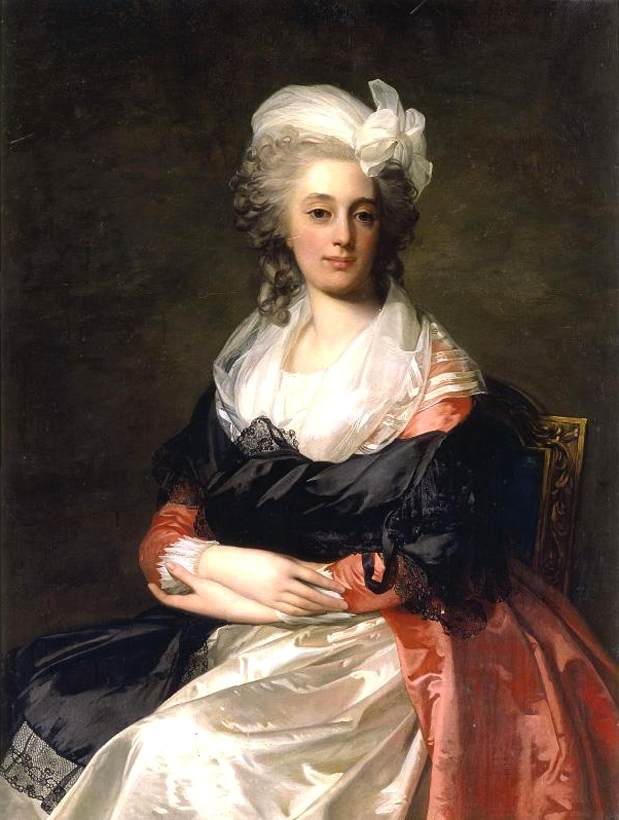
Francia, 1792

### Moda spagnola

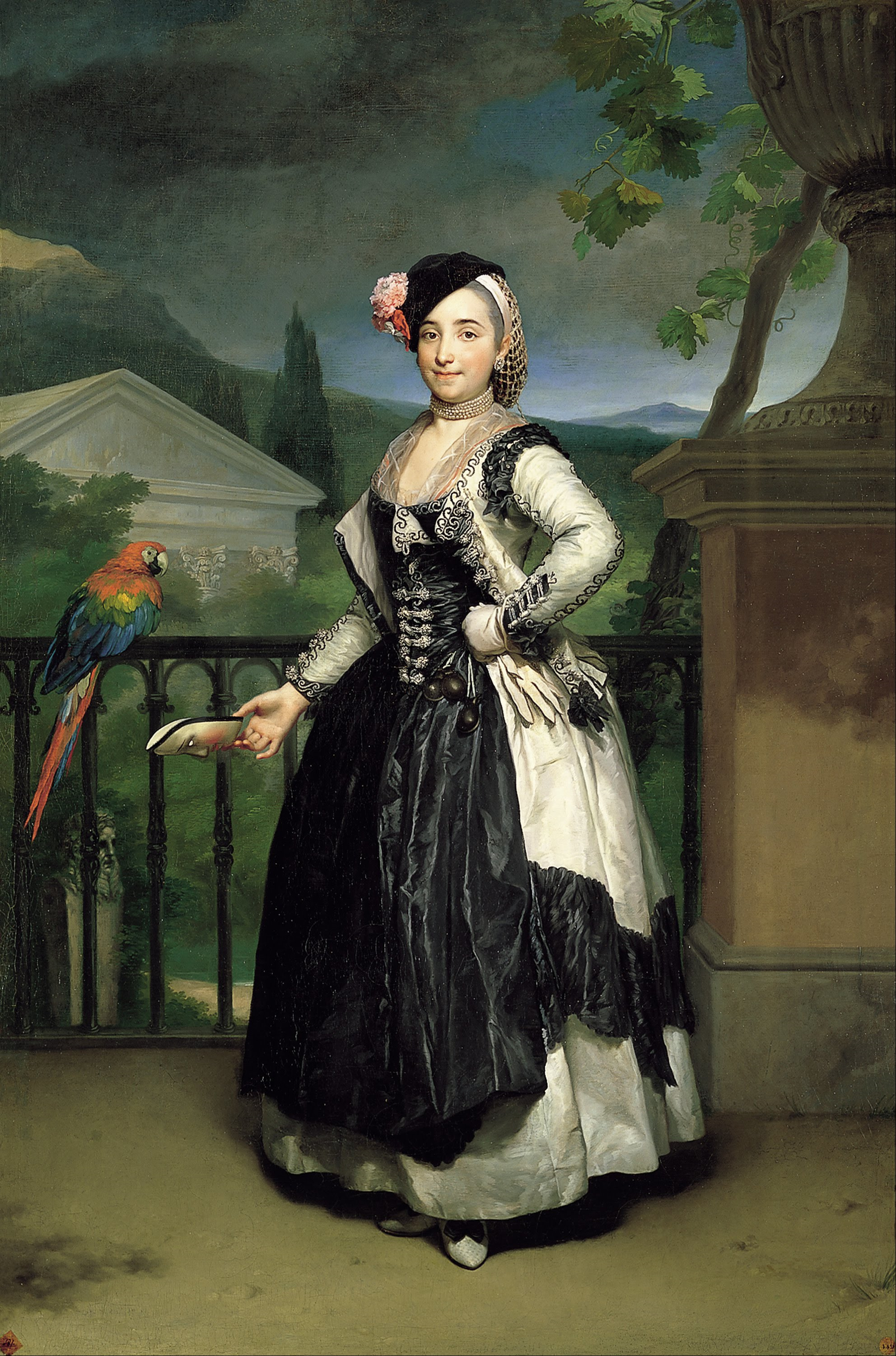
Spagna, 1775
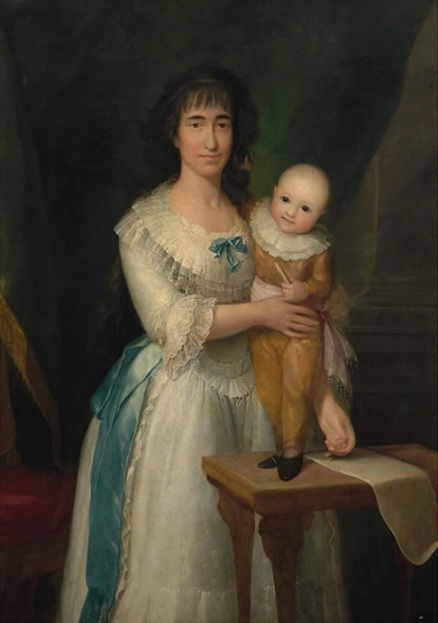
Spagna, 1778
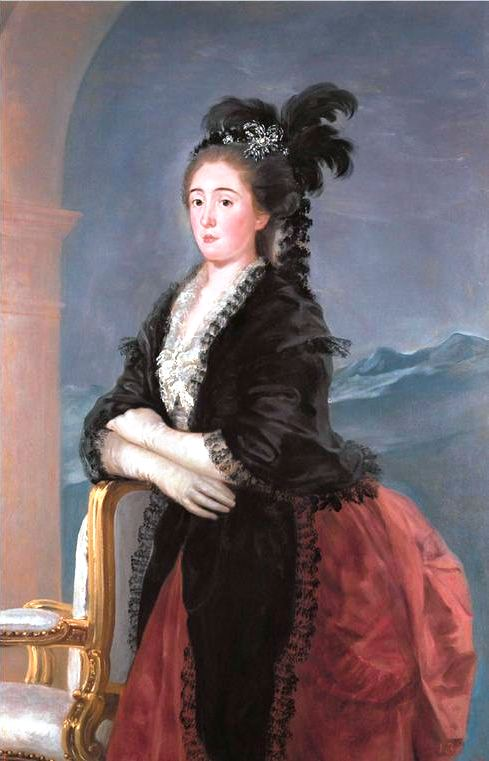
Spagna, 1783
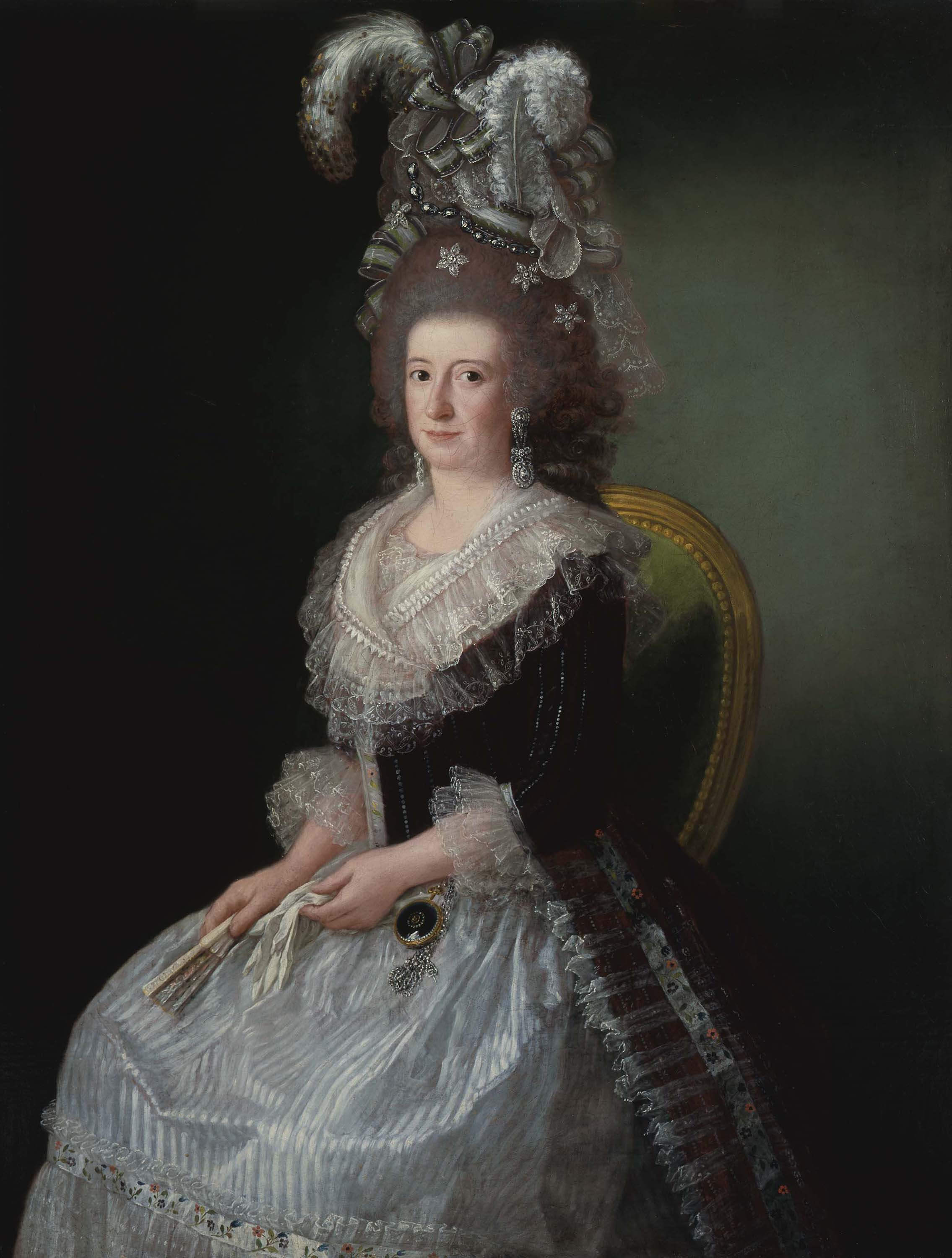
Spagna, 1785
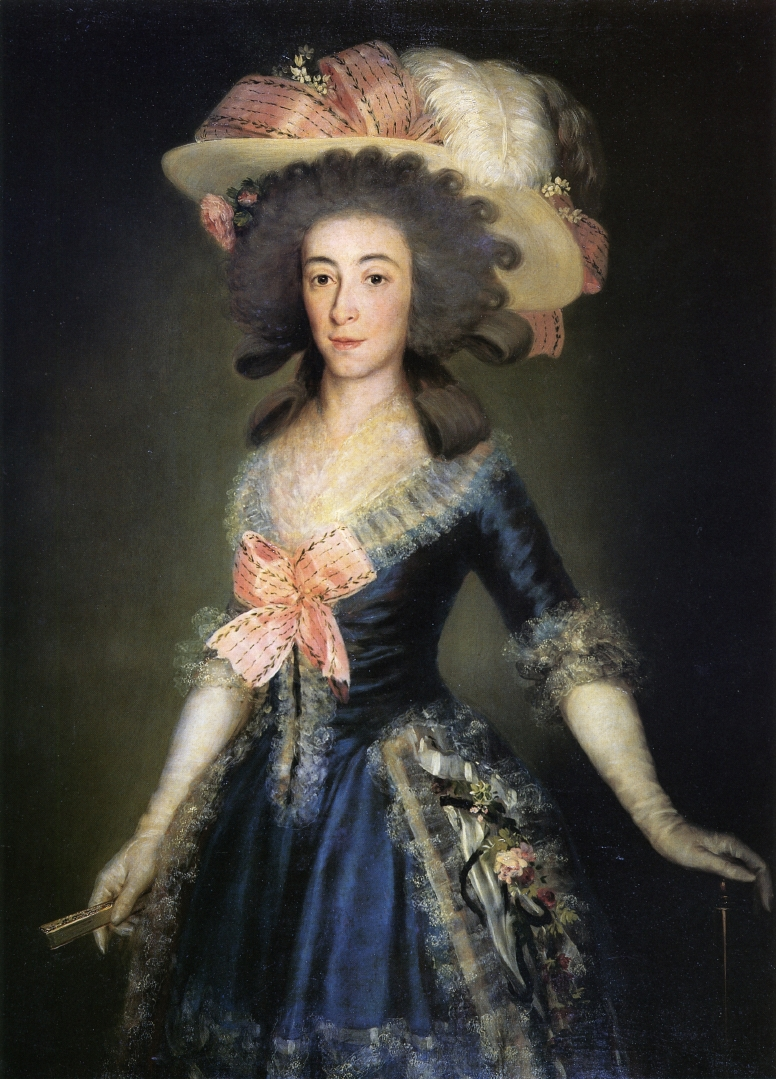
Spagna, 1785
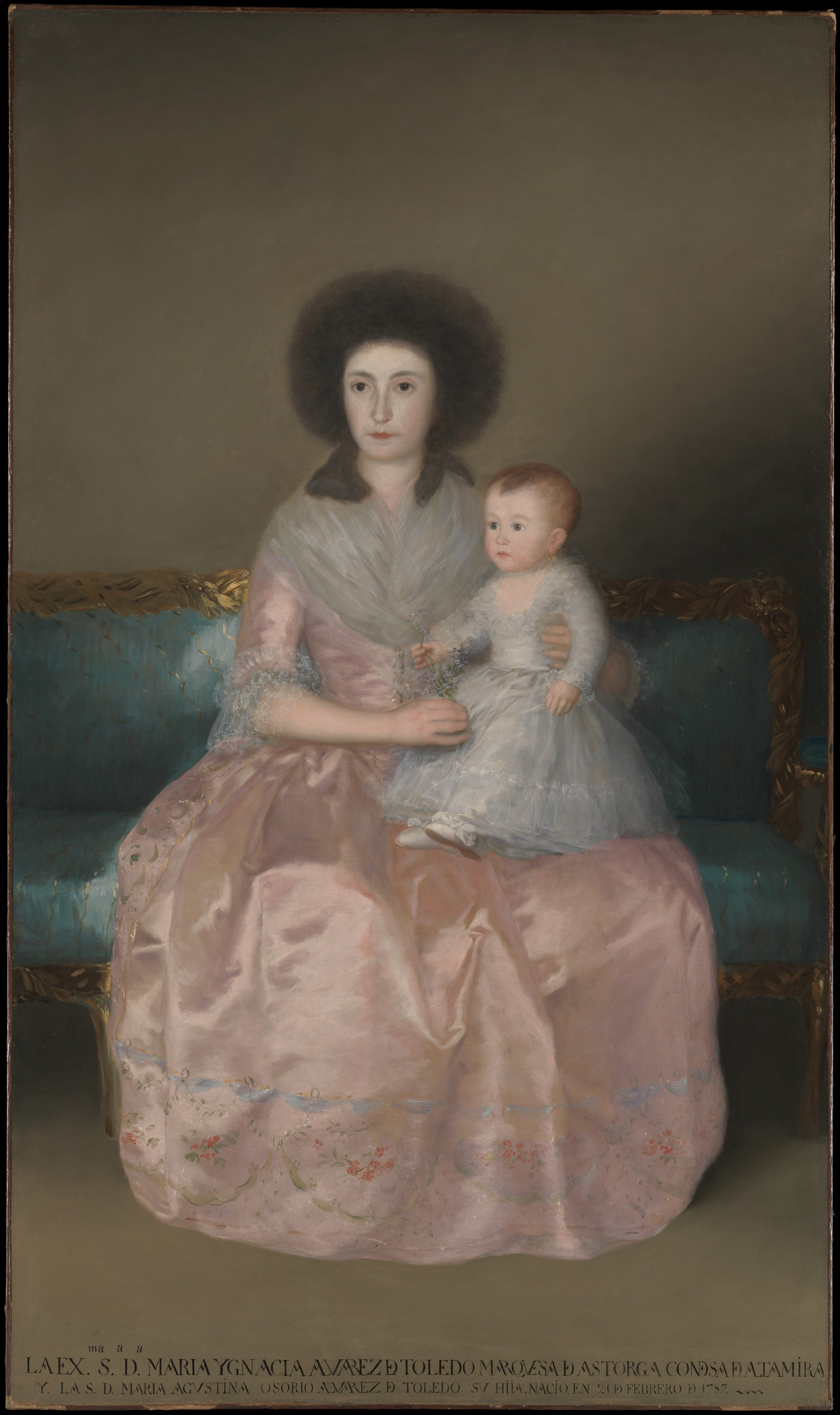
Spagna, 1787
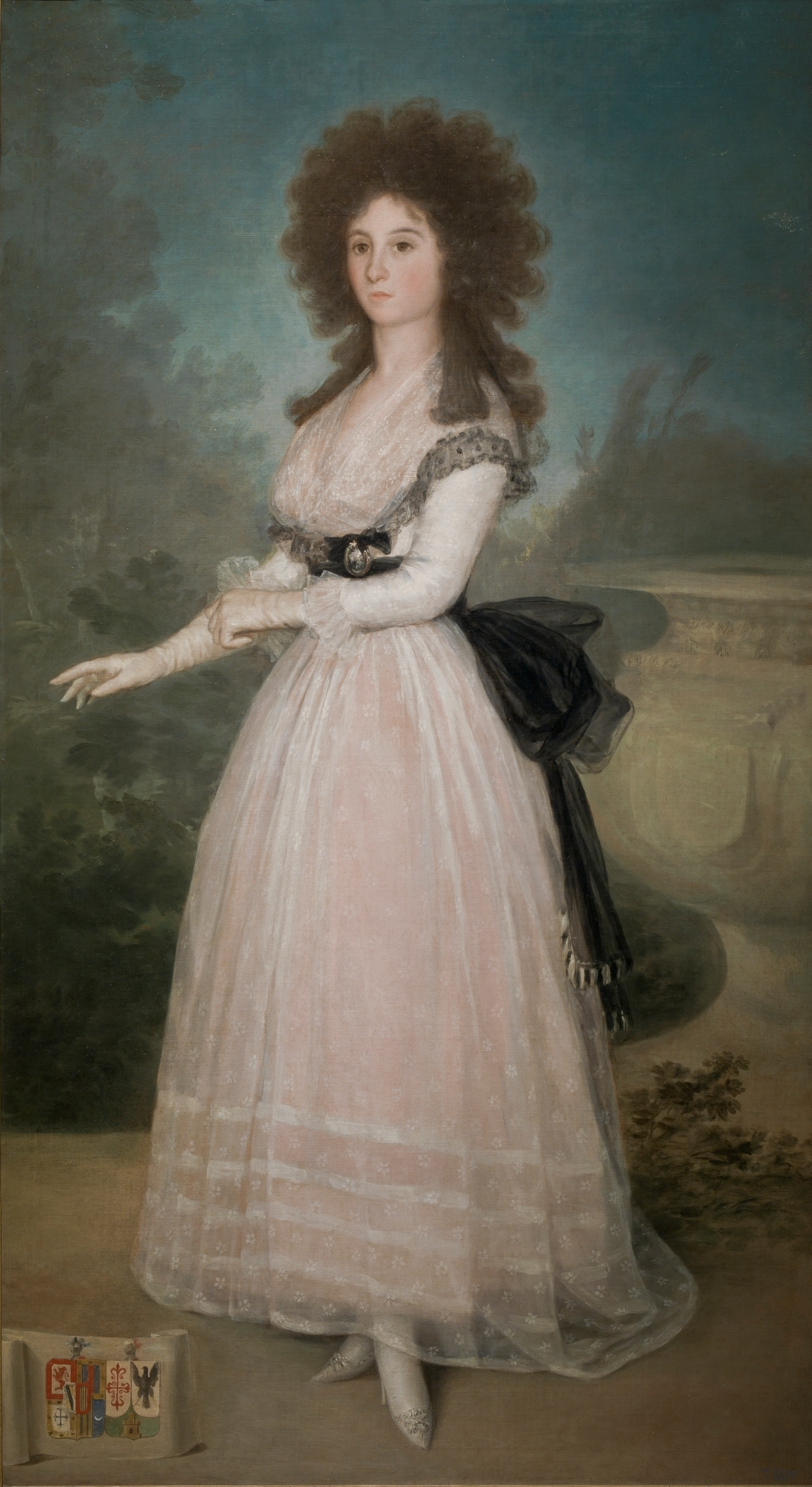
Spagna, 1789
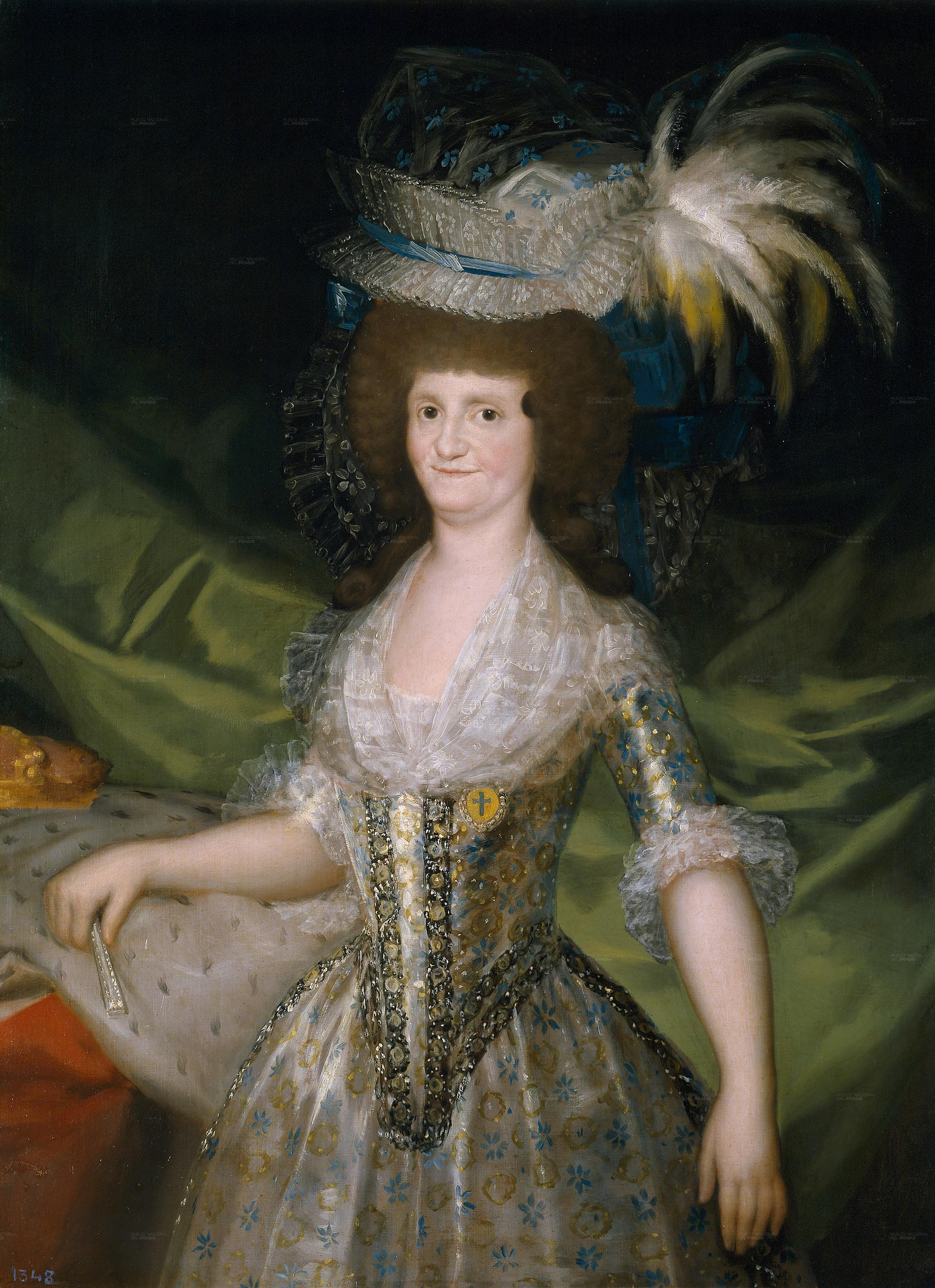
Spagna, 1789
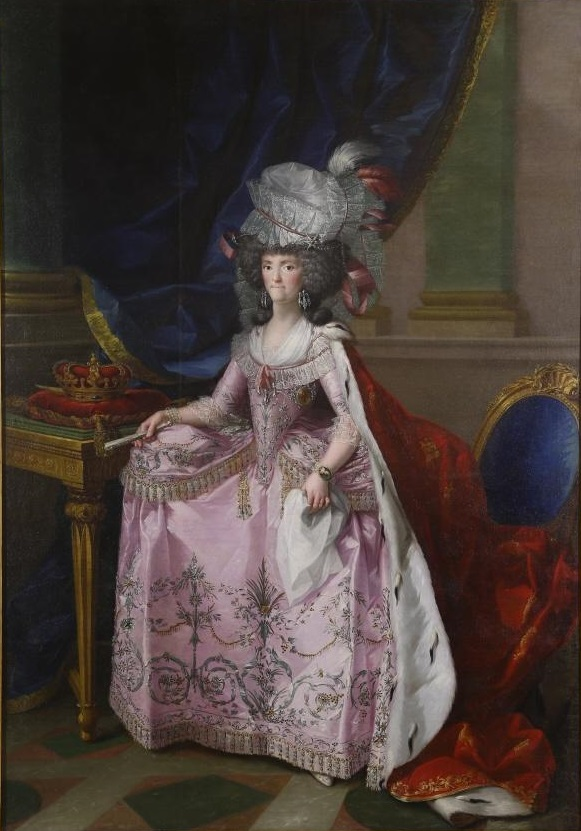
Spagna, 1790
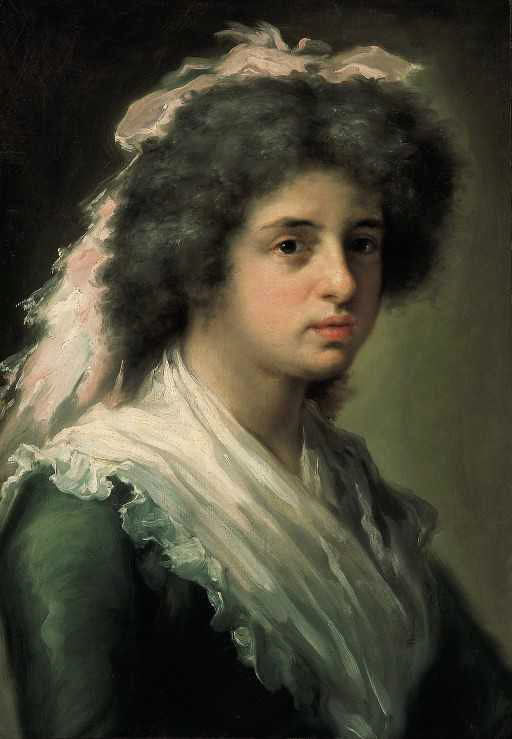
Spagna, 1792
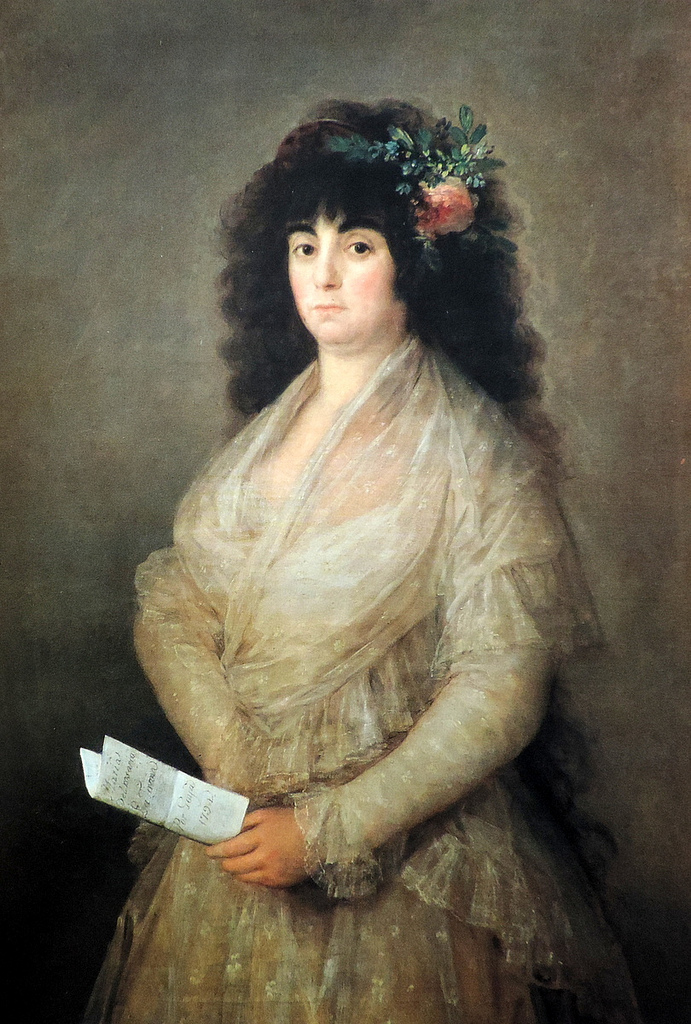
Spagna, 1794
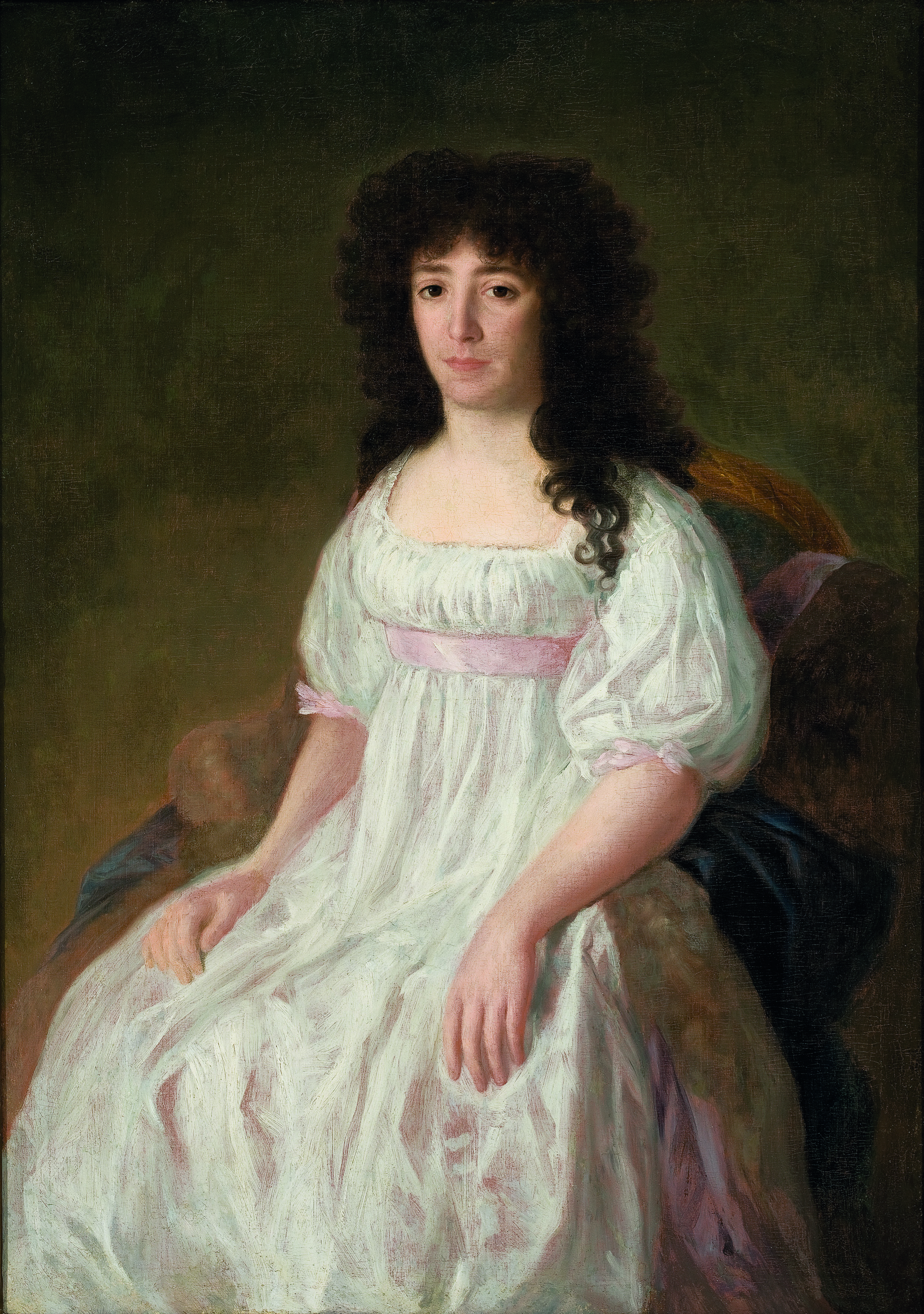
Spagna, 1794
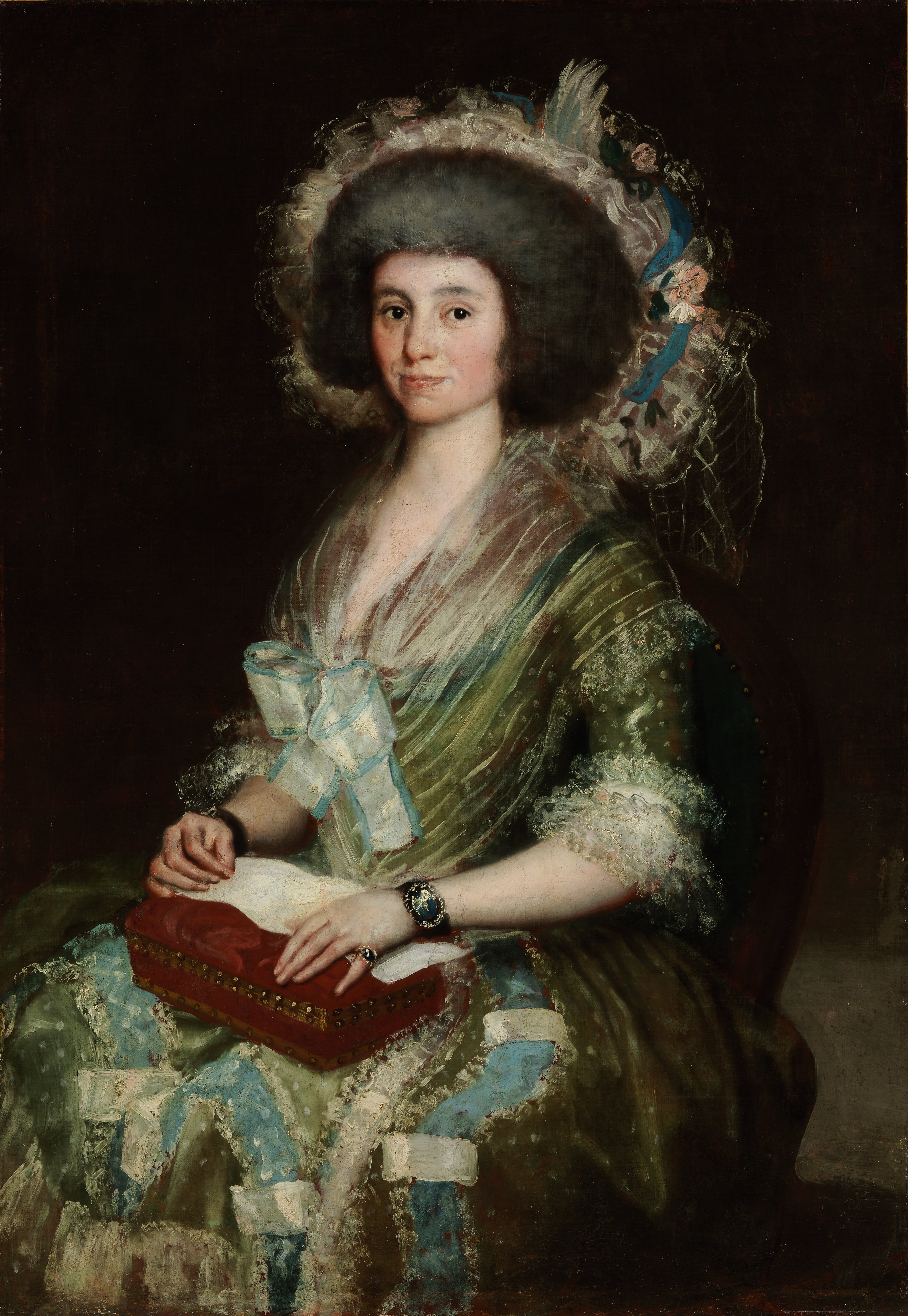
Spagna, 1795
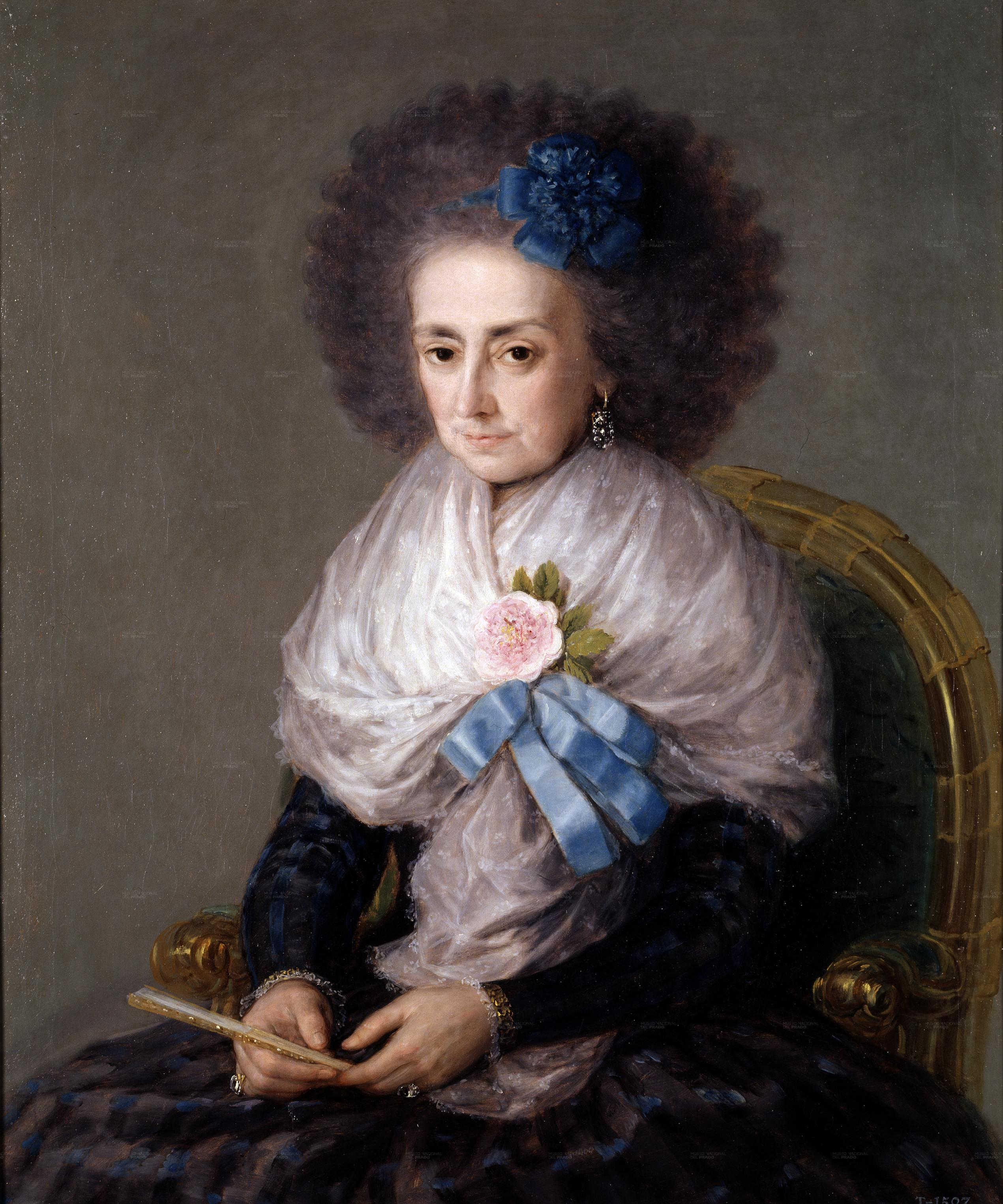
Spagna, 1795
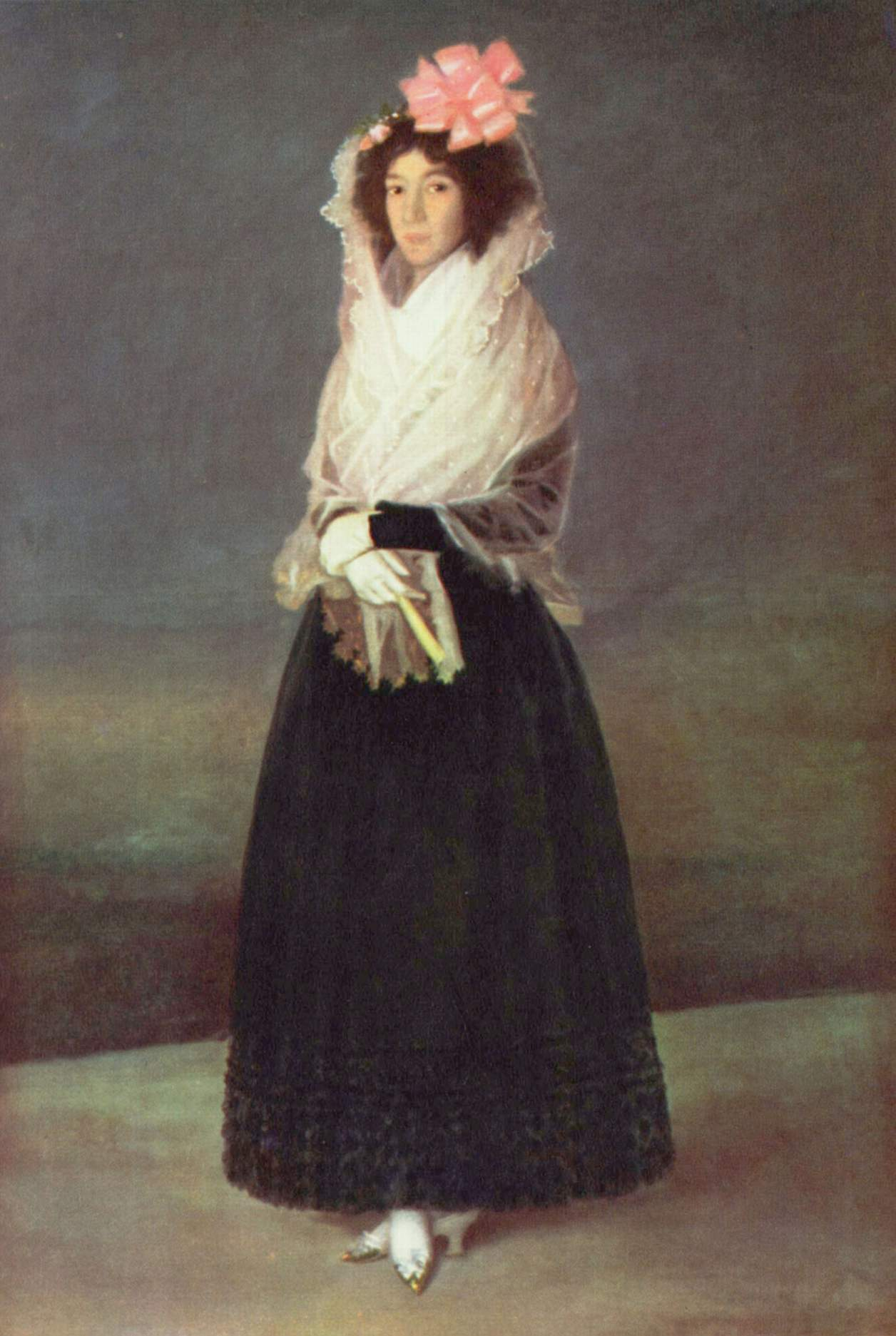
Spagna, 1795
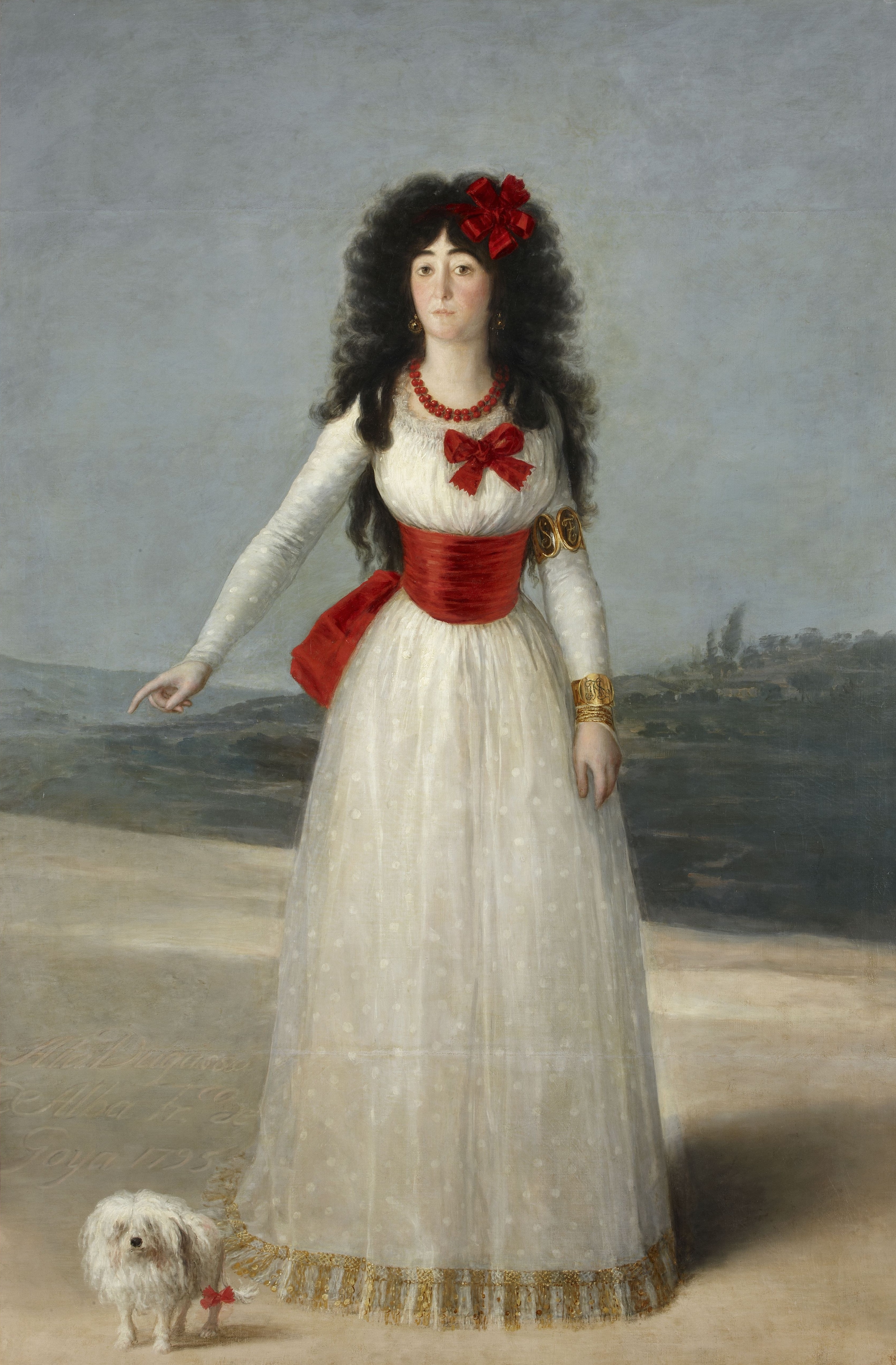
Spagna, 1795

## Moda maschile

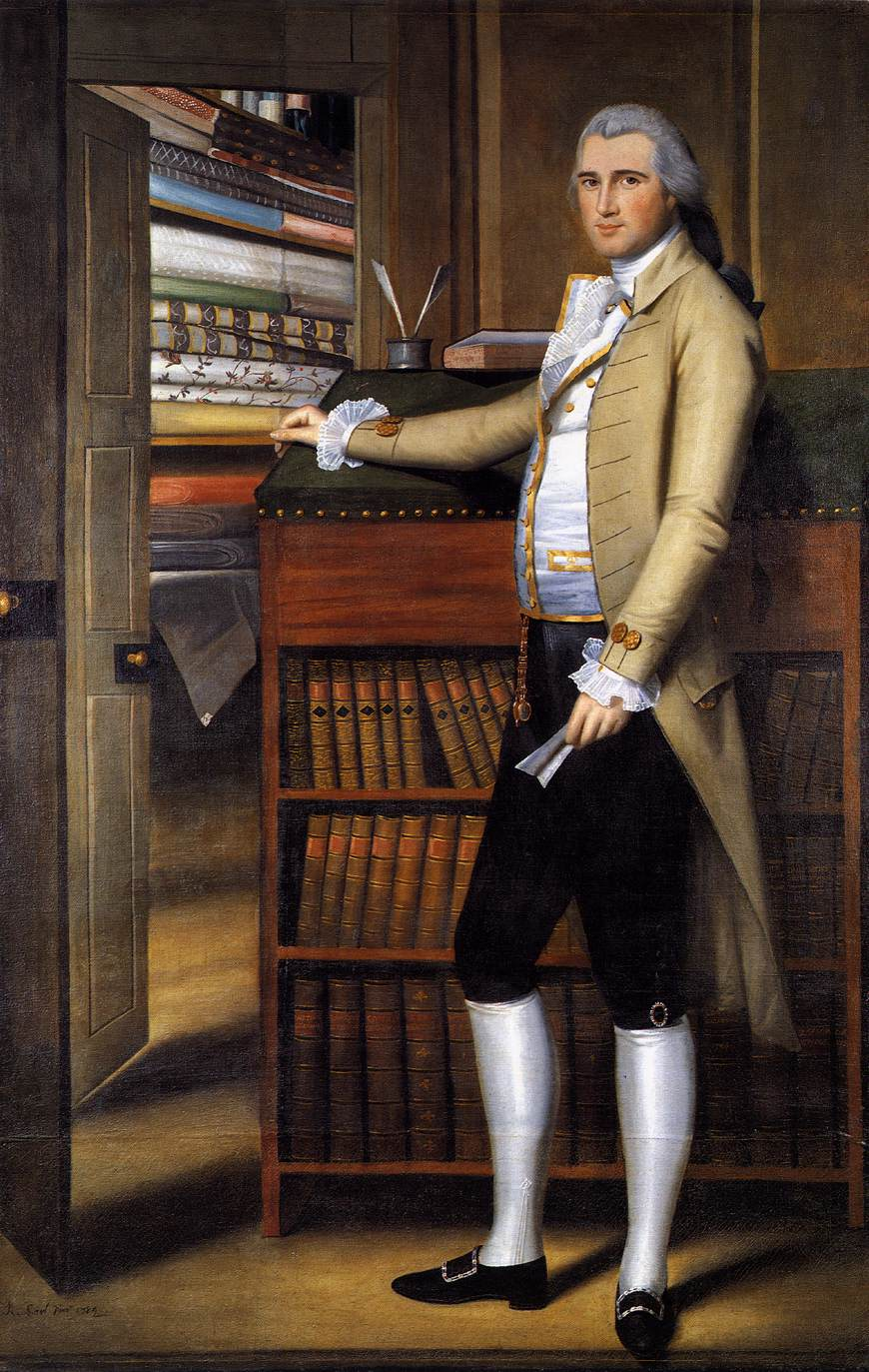
Elijah Boardman indossa una giacca sopra un giustacorpo di satin e braghe nere. Stati Uniti, 1789.

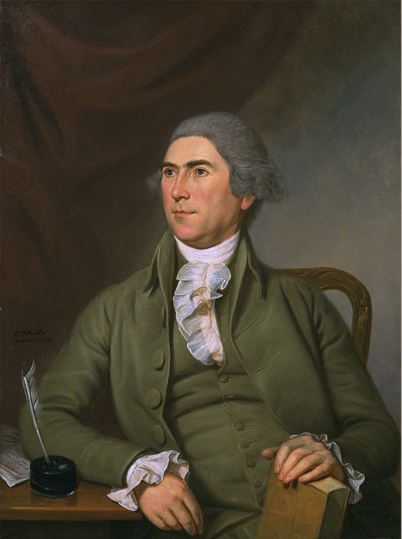
Charles Pettit indossa un completo coordinato di giacca, giustacorpo e braghe del medesimo colore. I bottoni sono anch'essi ricoperti di tessuto. Stati Uniti, 1792.

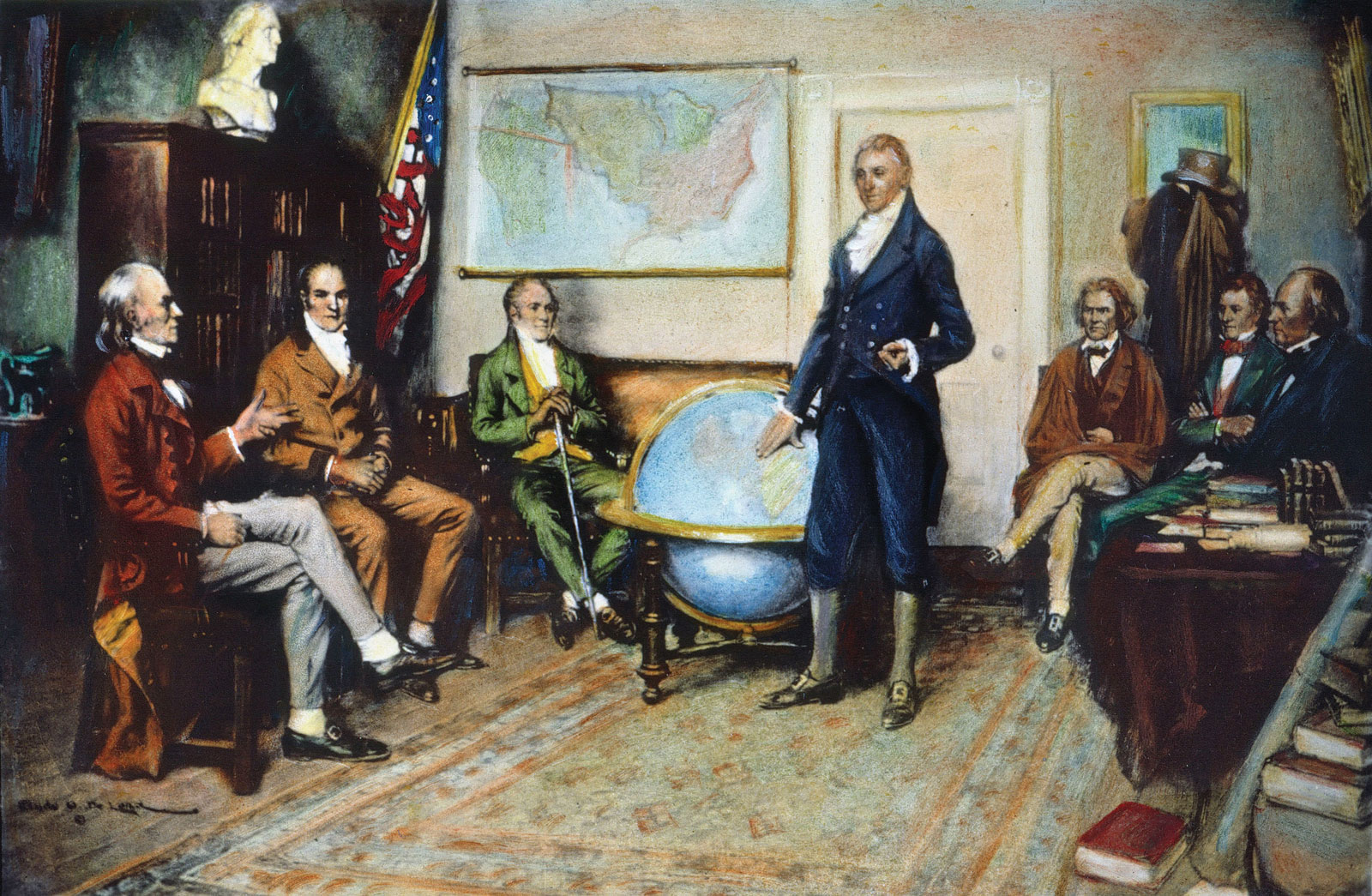
James Monroe, ultimo presidente statunitense a vestirsi secondo la vecchia moda del XVIII secolo, col suo gabinetto di ministri nel 1823. Il presidente indossa ancora braghe al ginocchio, mentre i suoi segretari indossano lunghi calzoni.

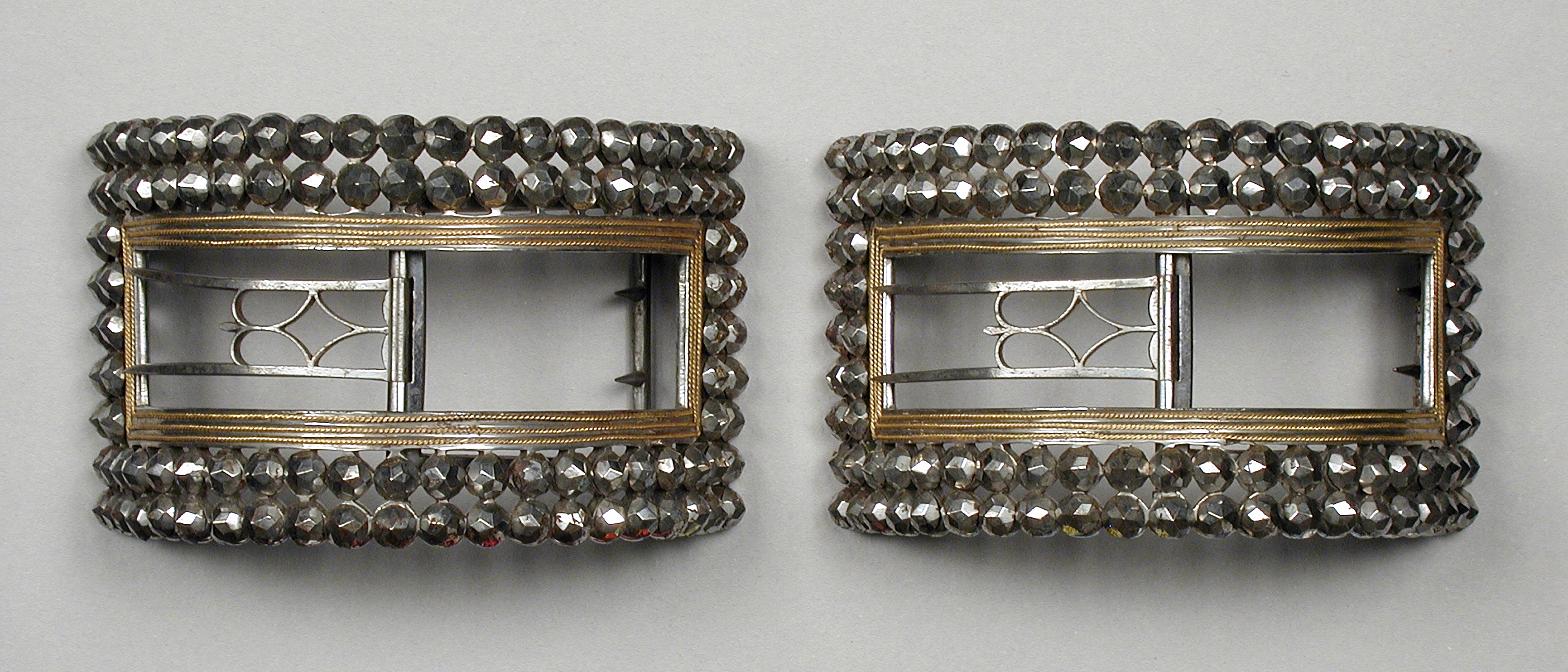
Un paio di fibbie maschili, c. 1777–1785. Los Angeles County Museum of Art, M.80.92.6a-b

Anche durante questo periodo, gli uomini continuarono ad indossare una giacca, un giustacuore e delle braghe. Ad ogni modo non mancarono delle varianti rispetto al periodo precedente, in particolare nelle stoffe utilizzate e nei tagli sartoriali. Sulla scia dell'entusiasmo per i nuovi sport all'aperto e la rinnovata passione per la campagna, alle sete ricamate ed ai velluti degli abiti formali della prima metà del XVIII secolo, vennero preferiti ora vestiti in lana per tutti i giorni, conservando ad ogni modo degli abiti particolari per le occasioni più formal.
A Boston e a Filadelfia nei decenni attorno alla Rivoluzione americana, l'adozione di uno stile più semplice e pratico fu una reazione agli eccessi degli abiti di corte europei; Benjamin Franklin fece sensazione apparendo alla corte francese con un'acconciatura coi propri capelli e non con una parrucca come si usava all'epoca, indossando il costume tipico dei quaccheri di Philadelphia.
Negli Stati Uniti, solo i primi cinque presidenti da George Washington a James Monroe, vestrono secondo la moda europea, indossando quindi parrucche incipriate, cappelli a tricorno e culottes.
L'ultima persona generalmente nota per essere stata ritratta ufficialmente con la parrucca incipriata fu il granduca Konstantin Pavlovič Romanov (nato nel 1779, ritratto nel 1795).

### Giubbe
Dagli anni '70 del Settecento, le giubbe che erano usate anche in precedenza vennero portate sempre più spesso in doppiopetto. Anche i giustacorpi col tempo si accorciarono. Talvolta, in particolare nei vestiti da casa, venivano indossati i banyan che risultavano più pratici e meno formali, in particolare per le persone coinvolte in ambito intellettuale o filosofico, le quali indossavano spesso un cappello di materiale soffice anziché una parrucca. Elementi della moda maschile, come certe fogge di giubbe o cappelli, entrarono in uso anche nella moda femminile mostrando come questi due universi potevano essere in qualche modo relazionati.
Una giubba dal collare largo, derivata dagli abiti tradizionai della classe lavoratrice, venne sempre più indossata per la caccia oppure quando ci si trovava in campagna, sia in Gran Bretagna che in America, finendo poi per diventare un abito quotidiano. I colori erano spesso sobri, naturali e i materiali erano meno raffinati di un tempo, con scelte come la lana o lana e seta.

### Camicie ecravat
Le camicie erano portate a maniche lunghe, talvolta anche con pizzi. Tornarono di moda i foulard da collo per gli uomini, indossati con jableau sul fronte. Secondo i dettami della moda inglese dell'epoca, le camicie bianche erano considerate le ideali per l'uomo ben vestito. La cravat (a non confondere con la moderna cravatta) riprese piede sul finire di questo periodo.

### Braghe, scarpe e calze
Le braghe vennero sempre portate sul finire del Settecento, con aperture sul davanti.
Le scarpe accorciarono il loro tacco e vennero portate spesso con fibbie preziose in argento o simili e con calze di lana o di seta. Gli stivali erano utilizzati per la caccia. Con la rivoluzione francese in Francia le fibbie alle scarpe vennero abbandonate in quanto viste come simbolo dell'aristocrazia.

### Acconciature e cappelli
Le parrucche incipriate presero ad essere utilizzate perlopiù nelle occasioni formali, tenute in coda con un nastro nero sul retro.
Si indossavano regolarmente i tricorni ma vennero progressivamente soppiantati dai bicorni. Sul finire del periodo iniziarono a farsi strada dei cappelli più di forma conica simili al cilindro (che però si diffuse dal periodo successivo).

### Galleria di stile

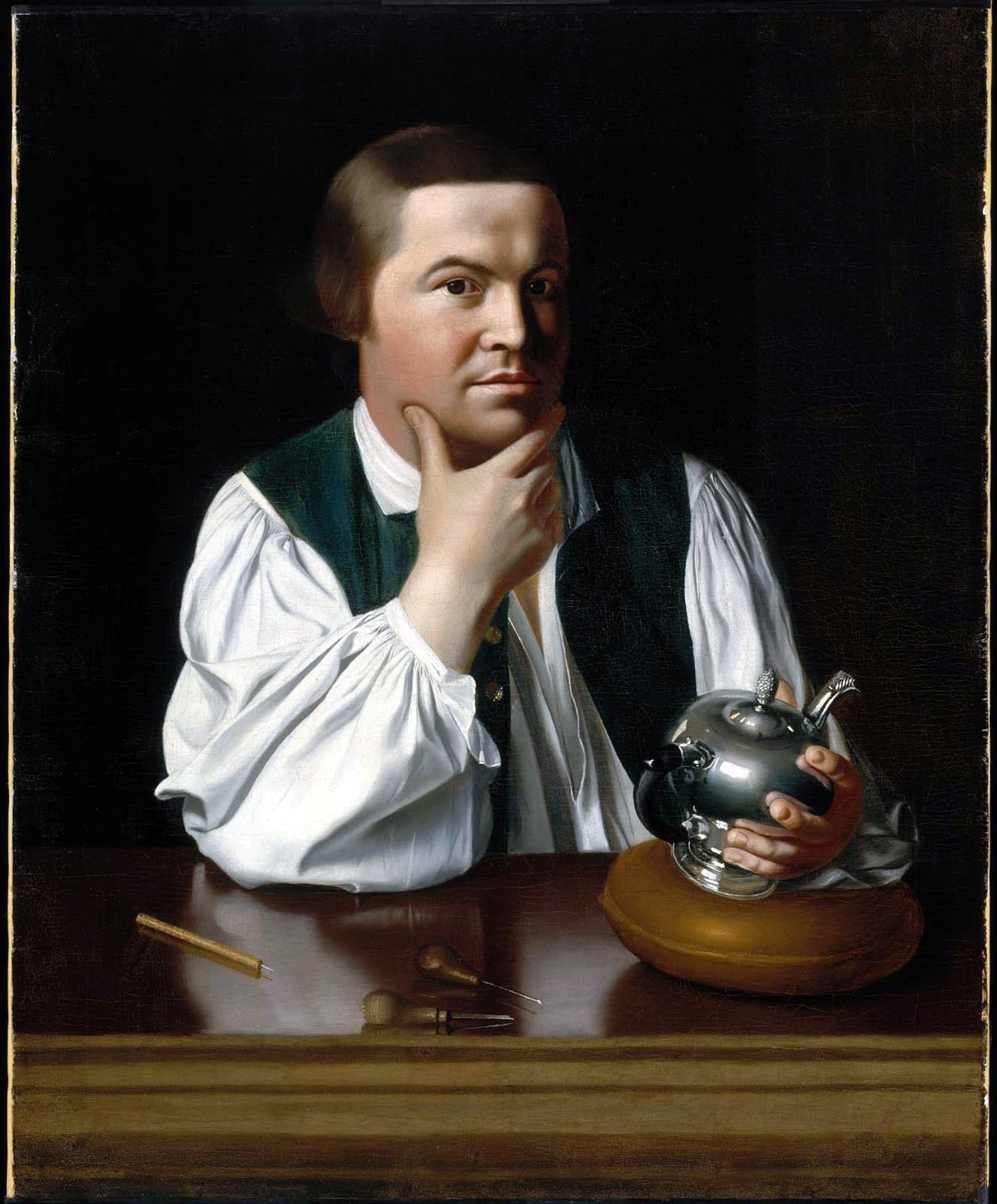
1 – 1776
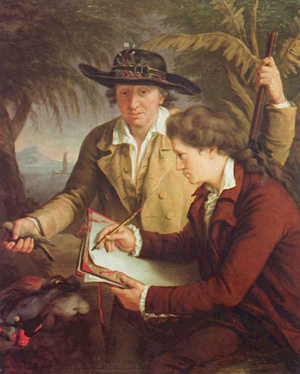
2 – 1775–80
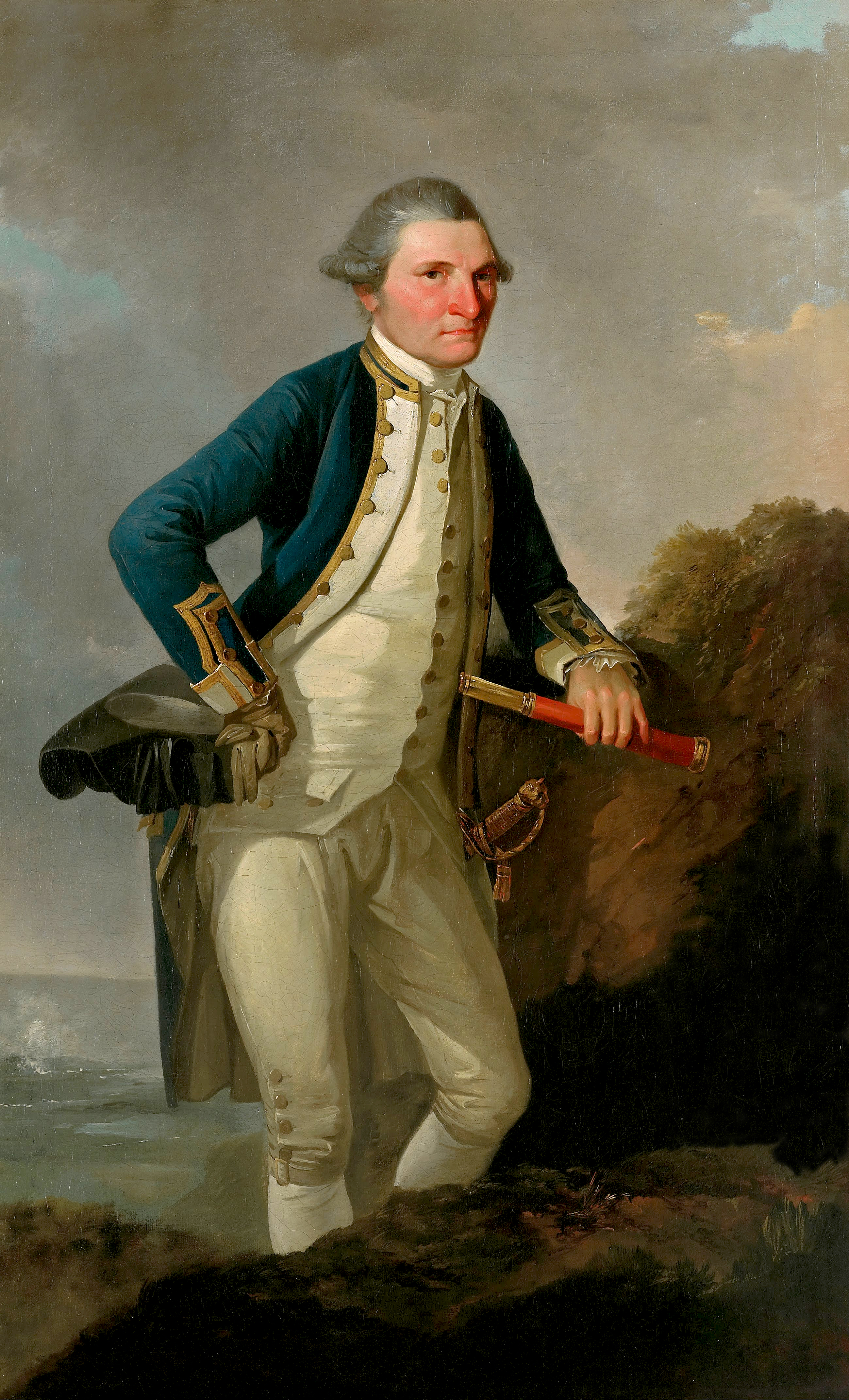
3 –1780
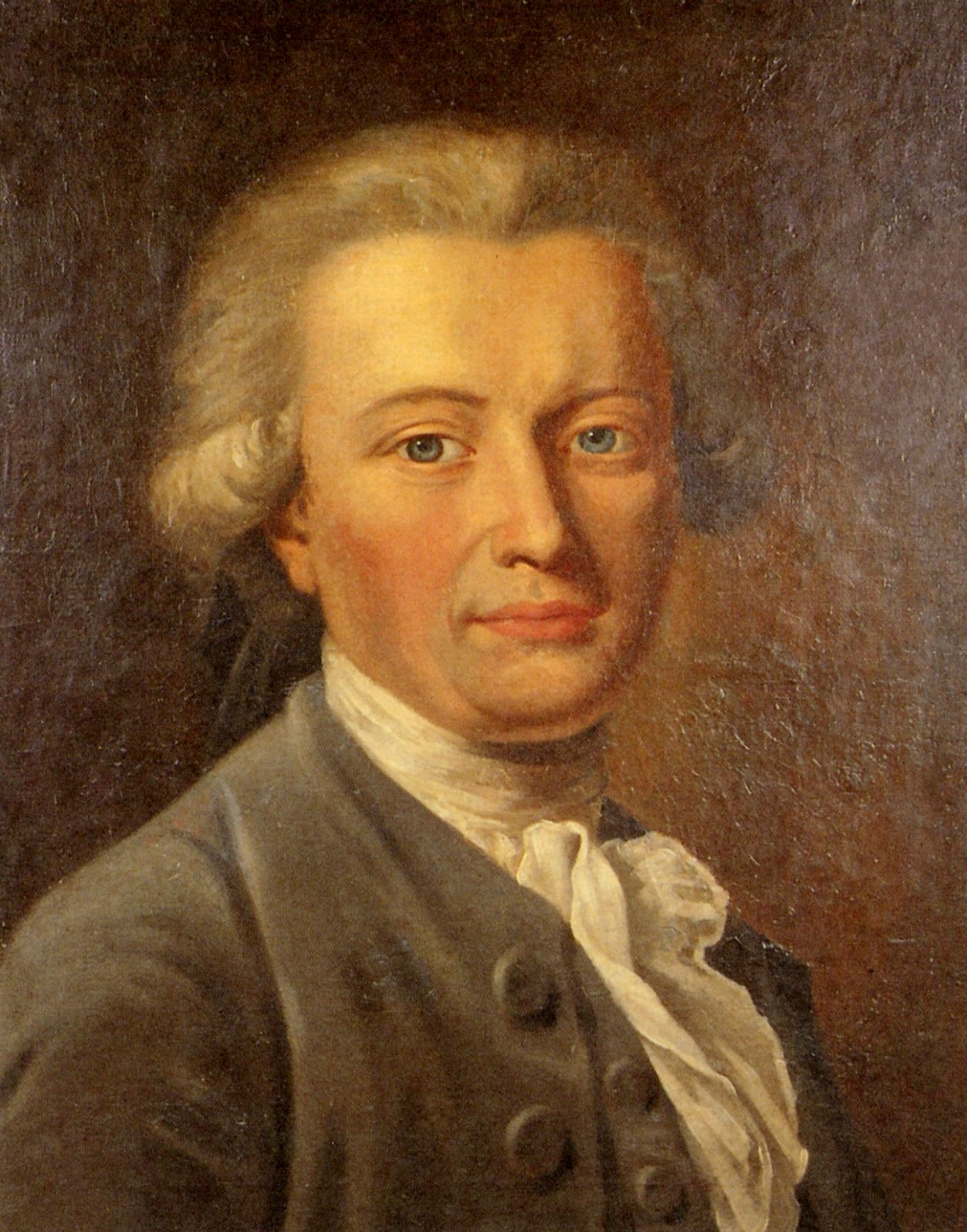
4 – c. 1785
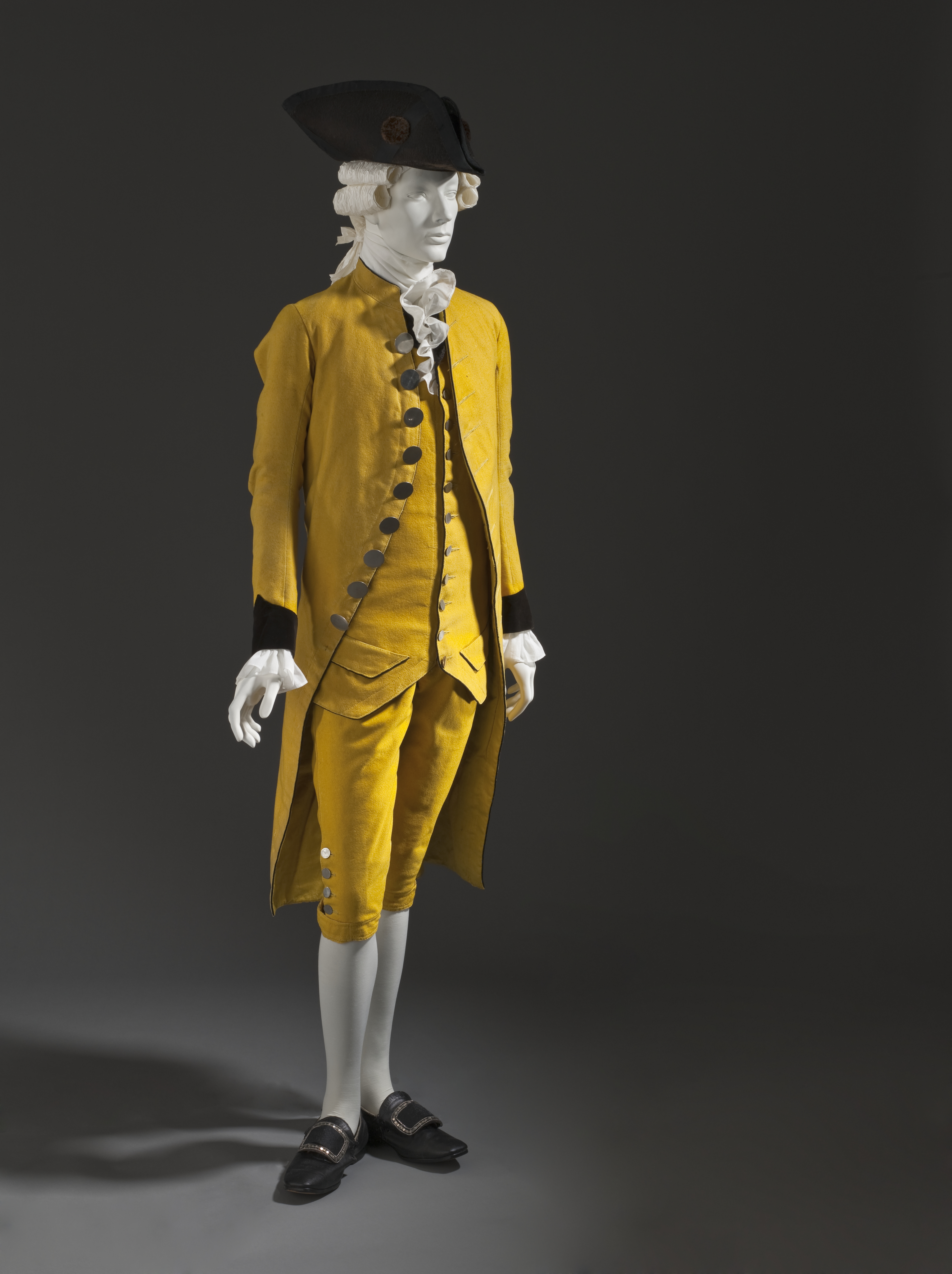
5 – c. 1785
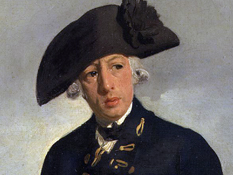
6  – 1786
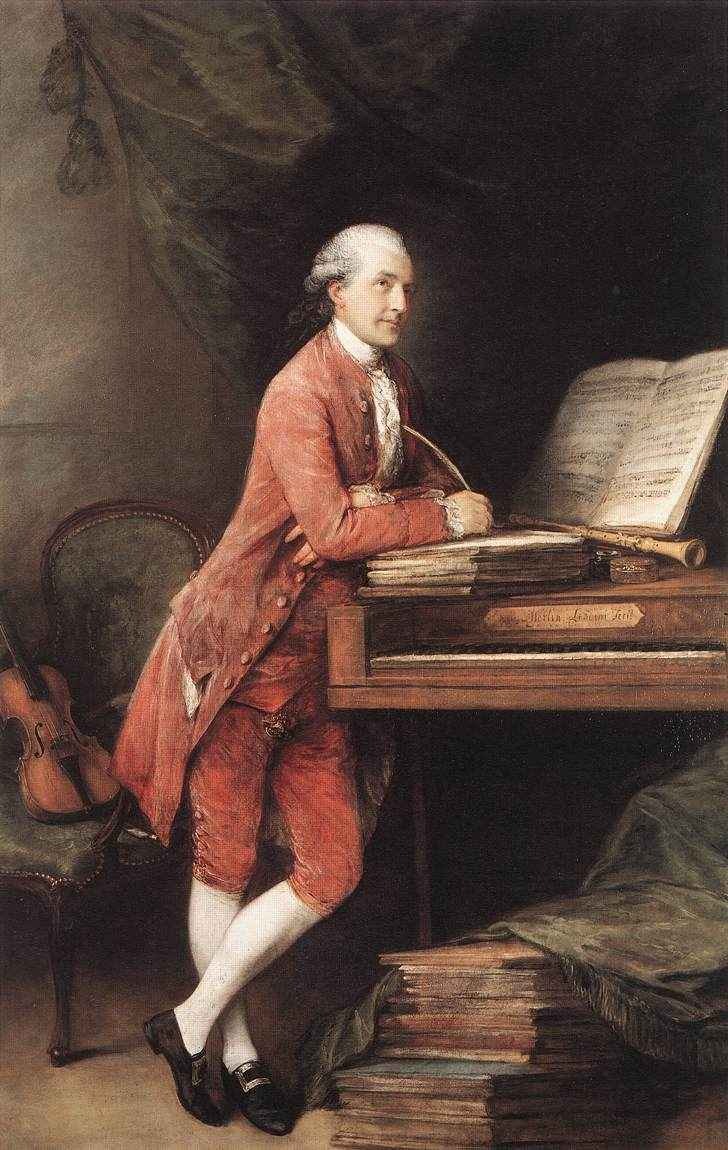
7 – 1780s
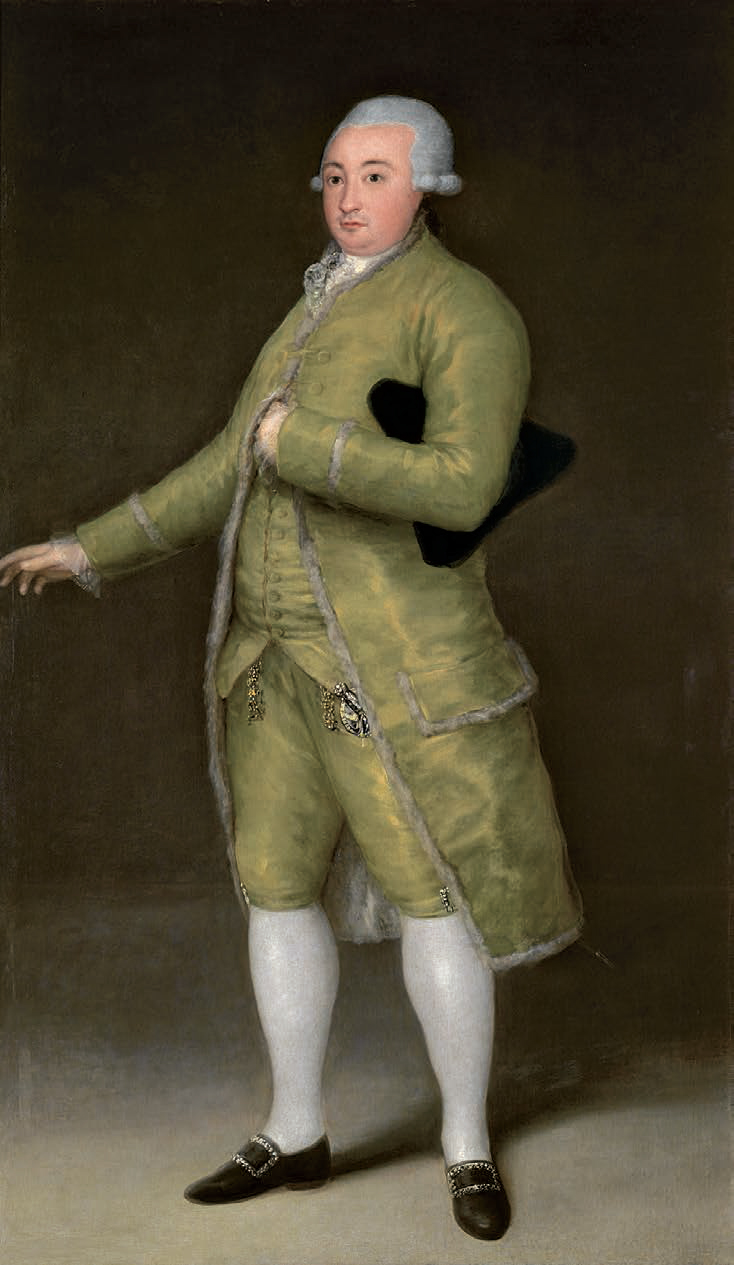
8 – 1788
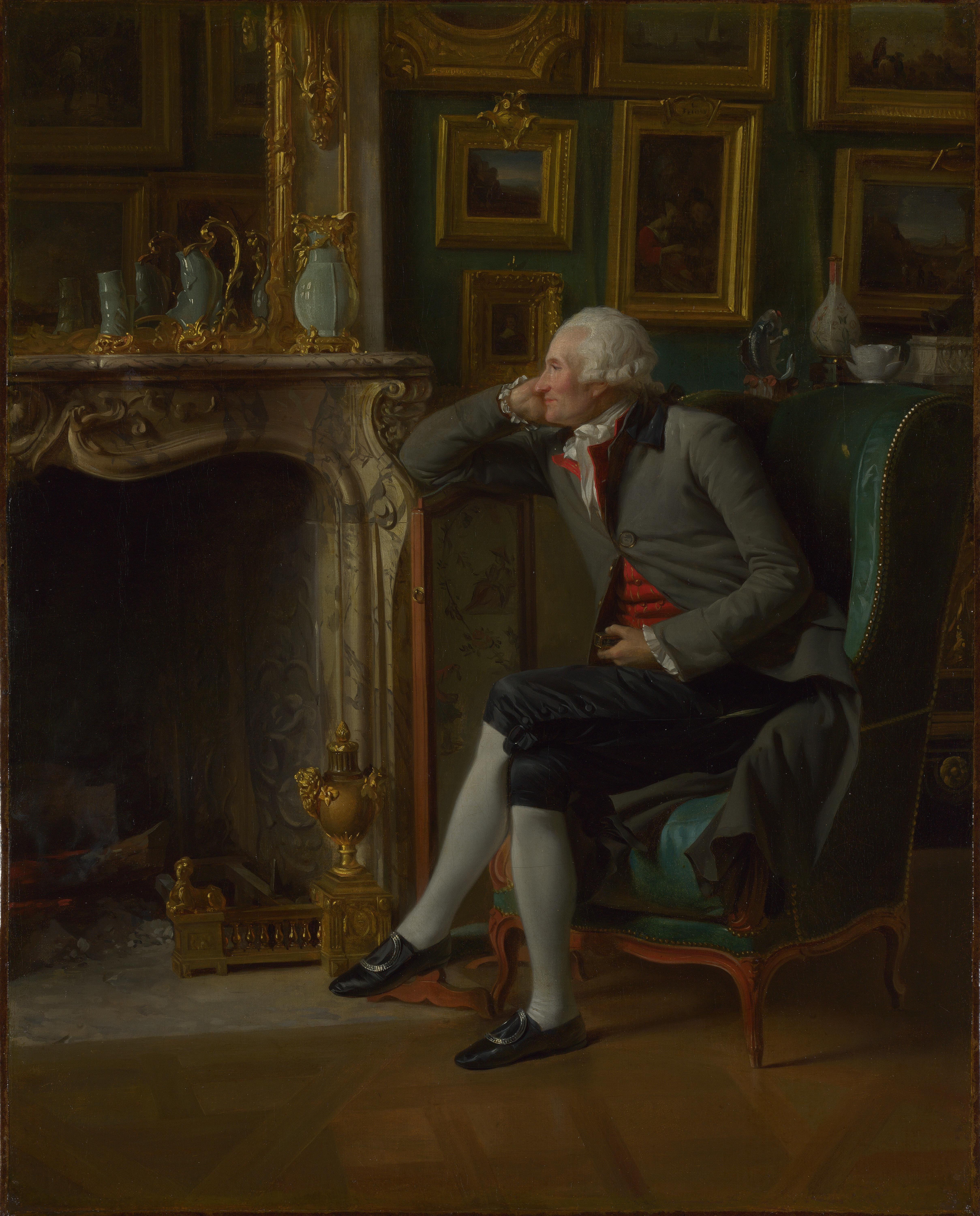
9 – c. 1791
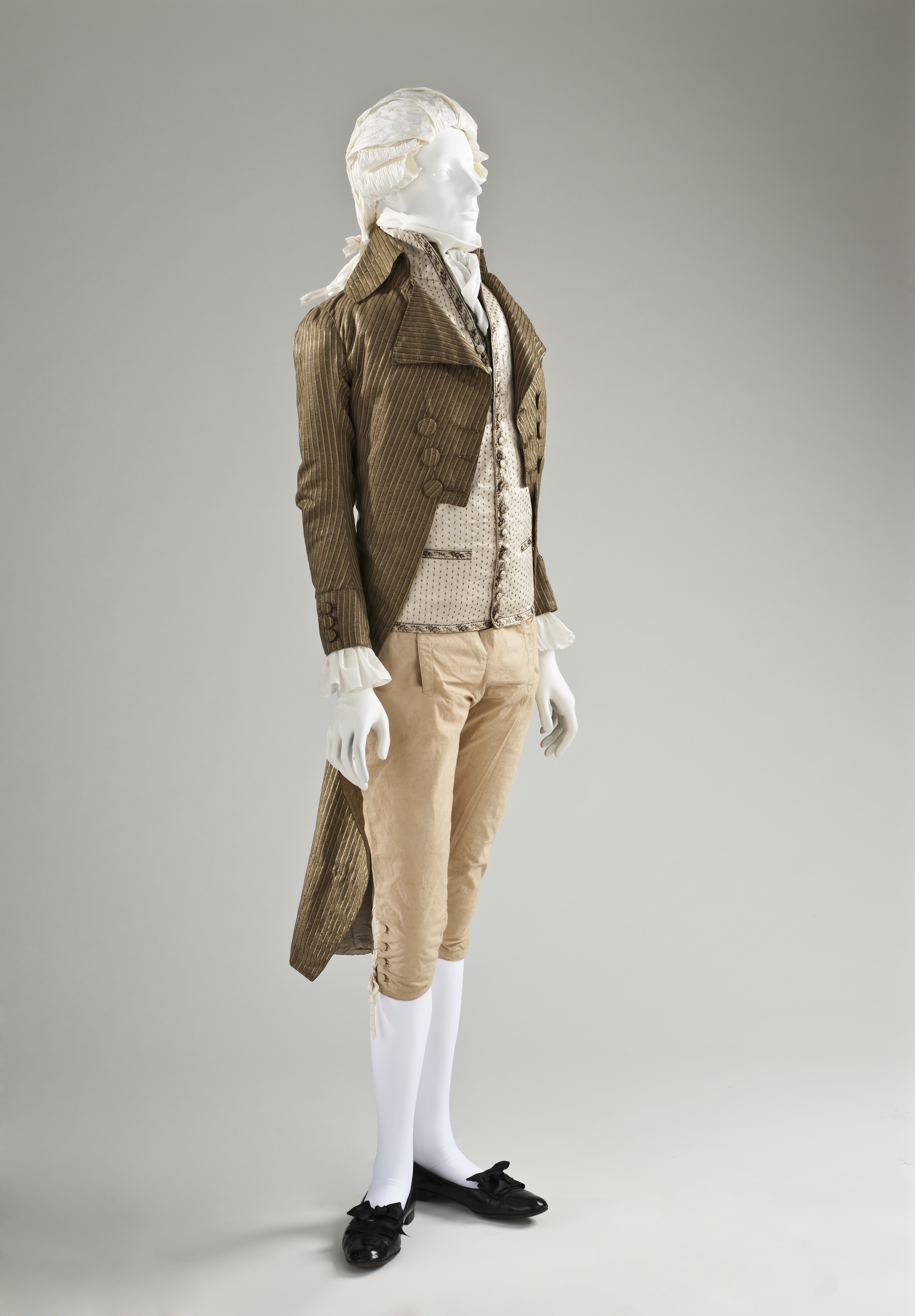
10 - 1790–95
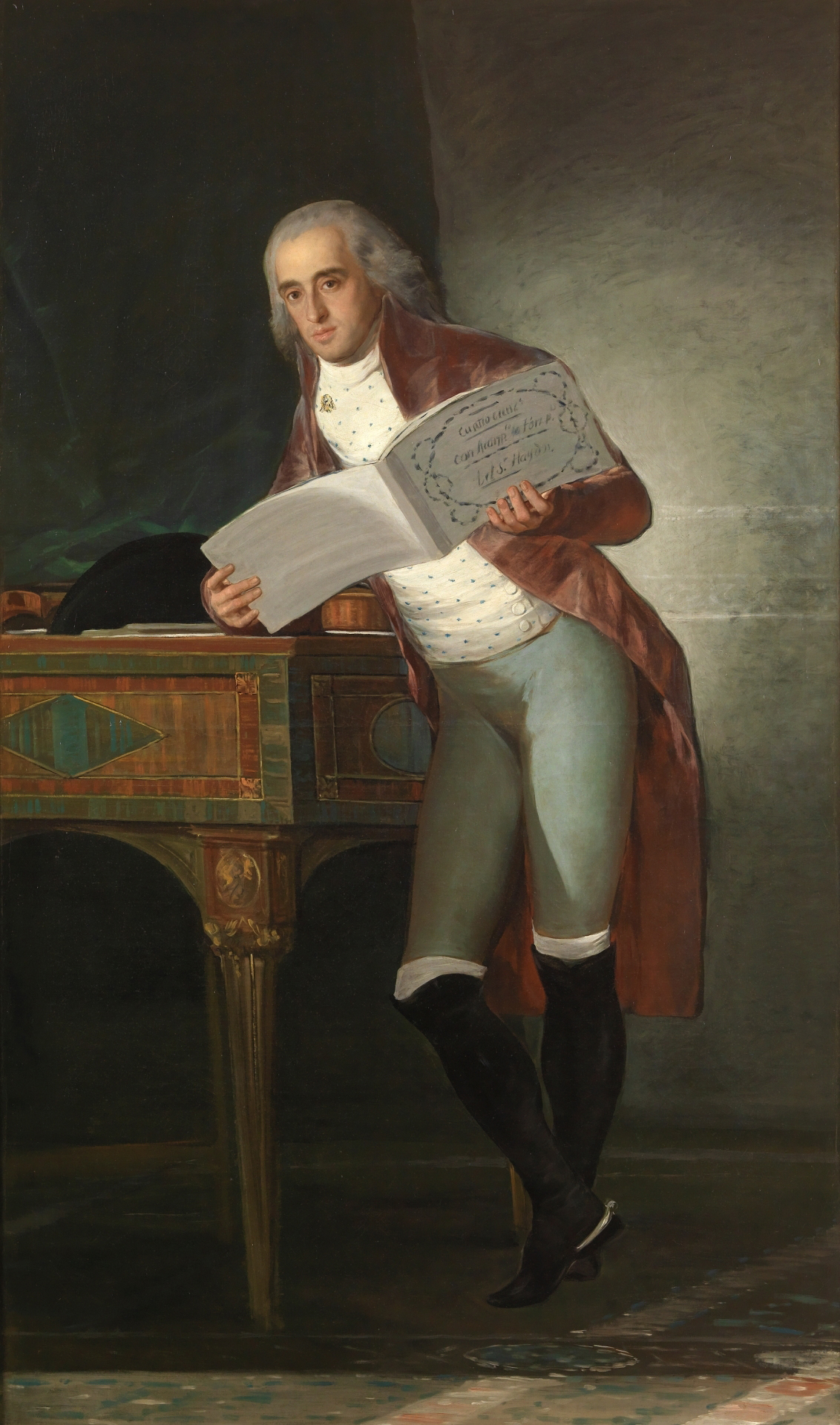
11 – 1795
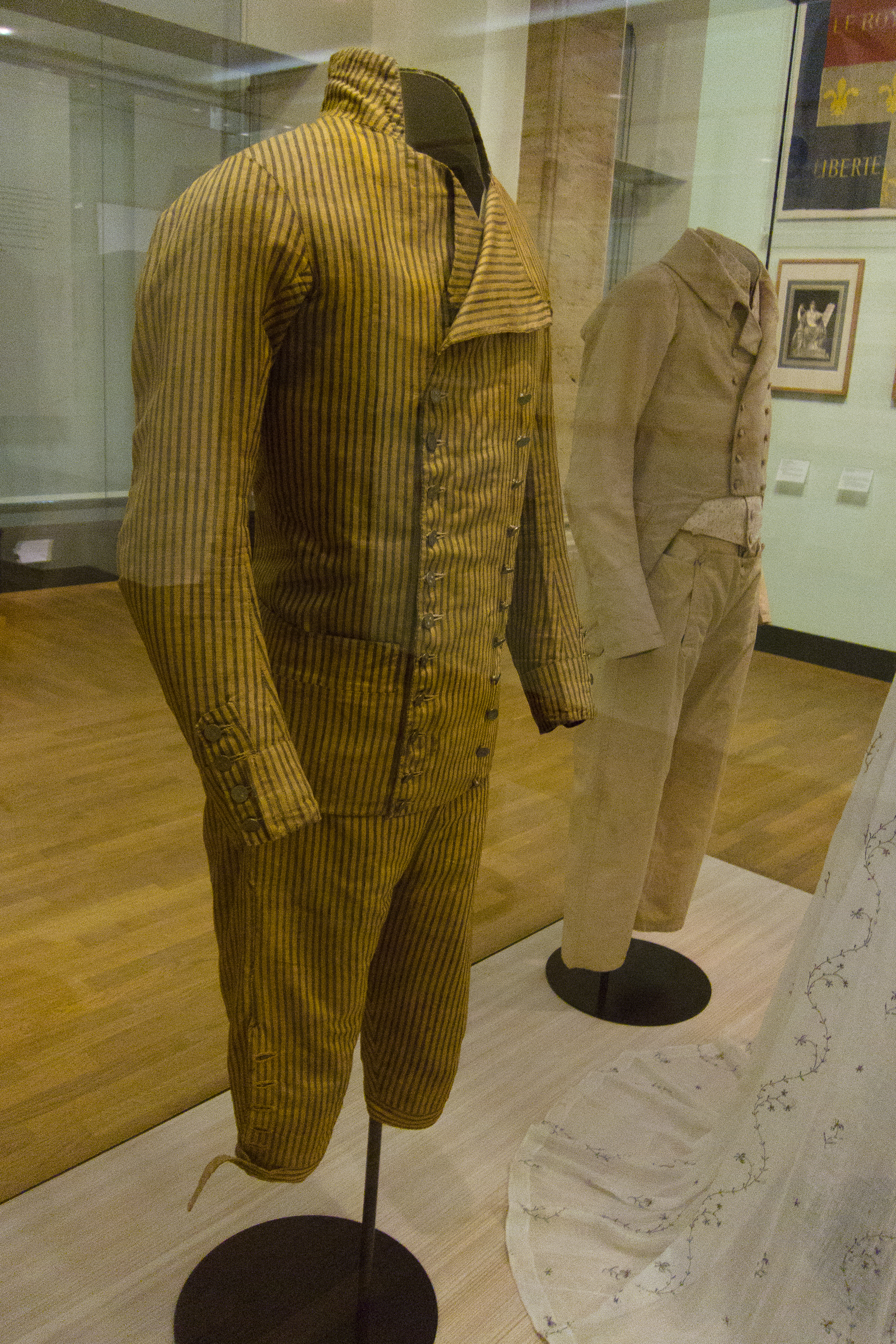
12 - 1790s
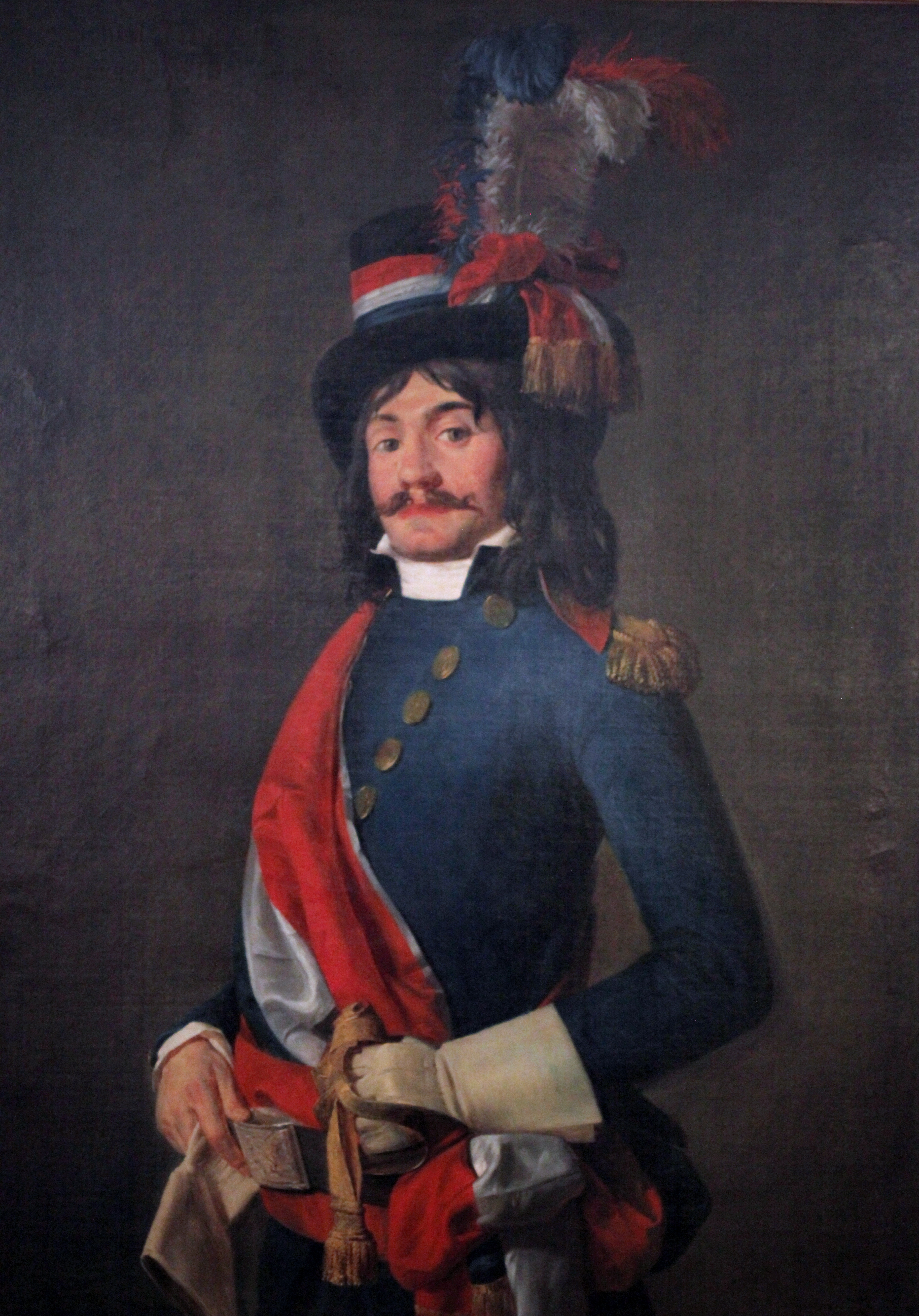
13 - 1793

1. La camicia di Paul Revere mostra maniche lunghe e plissettate e un collo basso.
2. Il naturalista Johann Reinhold Forster e suo figlio Georg Forster indossano una giubba dal collare largo e una camicia aperta. Il ritratto li raffigura a Tahiti, 1775–80.
3. Il capitano James Cook in uniforme della marina, c. 1780
4. Un altro ritratto di Georg Forster lo raffigura con una giubba senza collo dotata di bottoni ricoperti di stoffa. C. 1785. Si noti ancora l'uso della parrucca incipriata.
5. Completo di lana giallo con maniche di velluto sul modello inglese.[21] Spagna, c. 1785, Los Angeles County Museum of Art, M.2007.211.801a-c.
6. L'ufficiale di marina e governatore del Nuovo Galles del Sud, Arthur Phillip in un vestito nero con tricorno, 1786
7. Ritratto anni '80 del Settecento con completo in coordinato.
8. Francisco Cabarrús tiene un popolare tricorno sotto il bracco ed indossa un completo colr mostarda coordinato. 1788.
9. Il barone di Besenval indossa un giustacorpo rosso sotto una giubba grigia e con abbinate braghe di satin nere. La giacca ha un collo più scuro per creare contrasto. Parigi, 1791.
10. Moda francese del 1790–95 che mostra una giacca di seta e cotone a strisce di satin. (Los Angeles County Museum of Art)
11. Il duca d'Alba in un ritratto eseguito nel 1795 da Francisco Goya; l'abito si presenta in forme semplici e con parti monocromatiche sullo stile inglese, anche se porta ancora la parrucca incipriata. Indossa inoltre lunghi stivali da caccia che giungono al ginocchio.
12. Completo francese degli anni '90 del Settecento. Dopo la Rivoluzione francese gli stili troppo ornamentali vennero abbandonati in favore di disegni più semplici.
13. Stile rivoluzionario francese, 1793: Édouard Jean Baptiste Milhaud, deputato alla Convenzione, nella sua uniforme di rappresentante dell'Armata del Popolo, di Jean-François Garneray o altro allievo di Jacques-Louis David.

#### Caricature

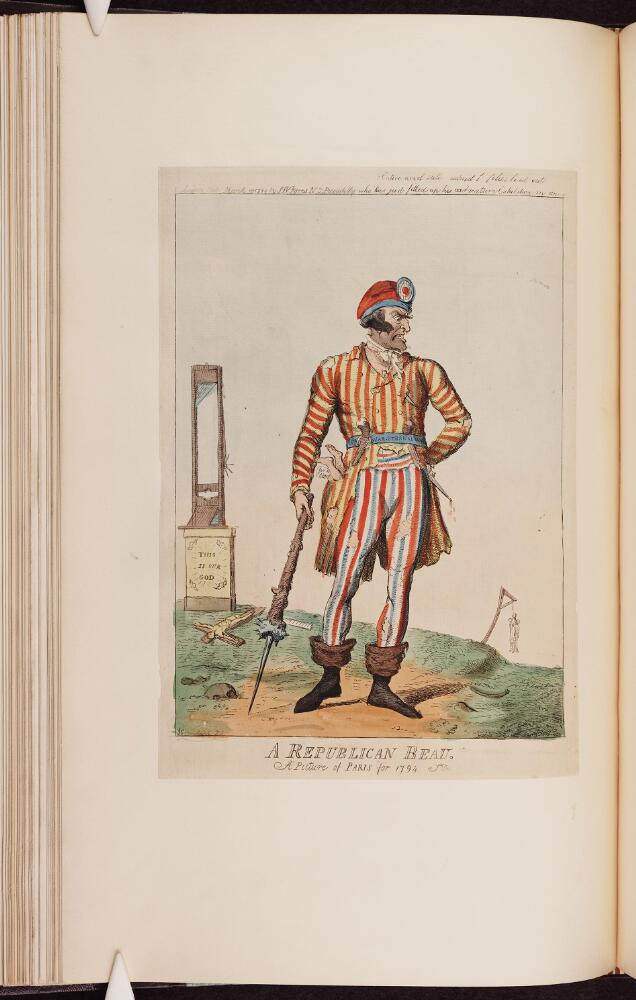
Caricatura di Isaac Cruikshank di un rivoluzionario francese (1794) dove si enfatizzano i colori a strisce ed il berretto frigio.

## Moda per bambini
Sul finire del XVIII secolo, le nuove filosofie entrate in campo nell'ambito della crescita e dell'educazione dei bambini oltre che della loro natura, influenzarono la loro moda. I bambini più piccoli iniziarono ad indossare abiti in lino o cotone, semplici e facilmente lavabili. I ragazzi inglesi ed americani dell'epoca furono però tra i primi ad indossare i primi pantaloni e giacche più corte, ed anche la cosiddetta skeleton suit.

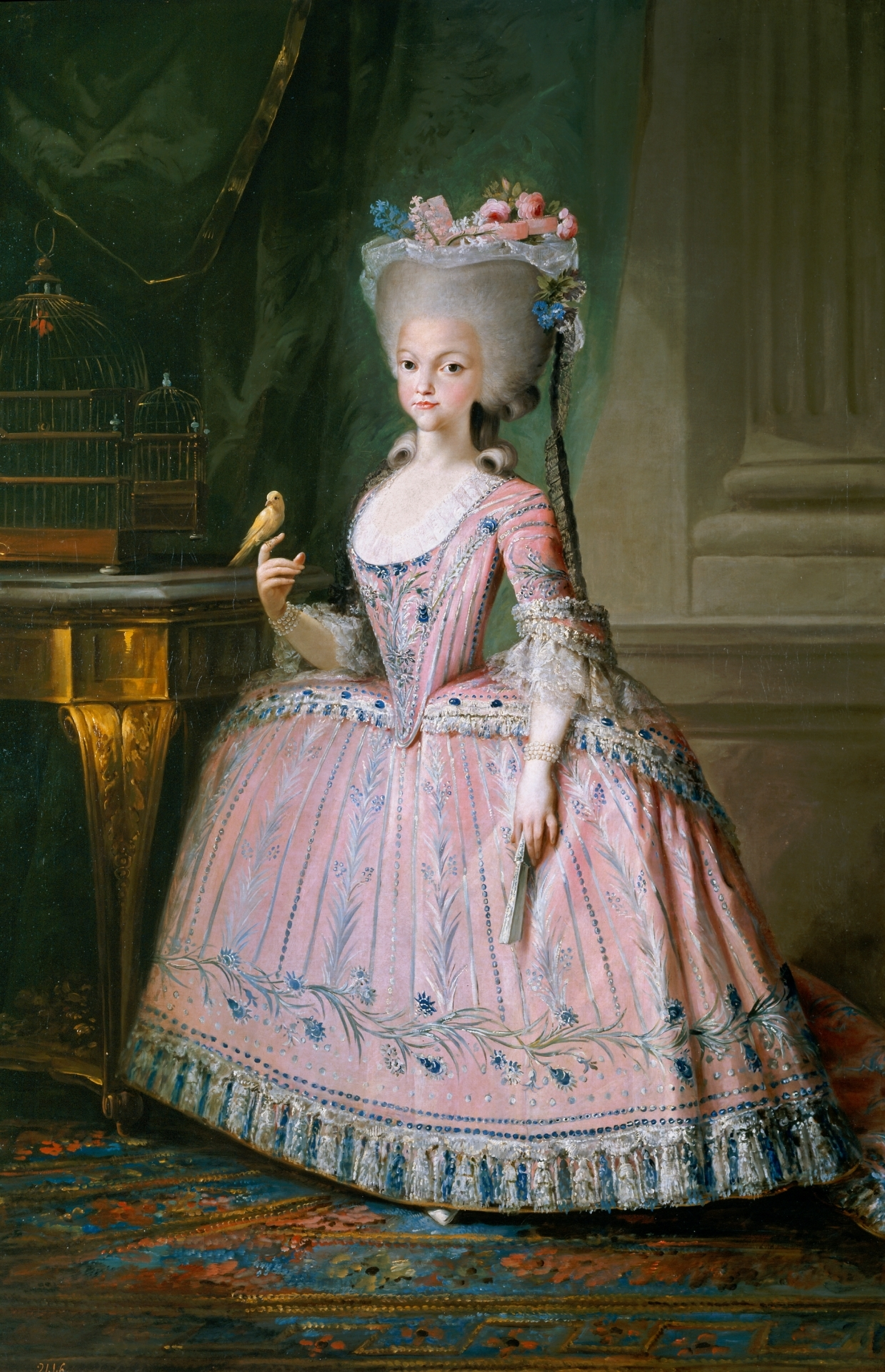
1 – 1775–1778
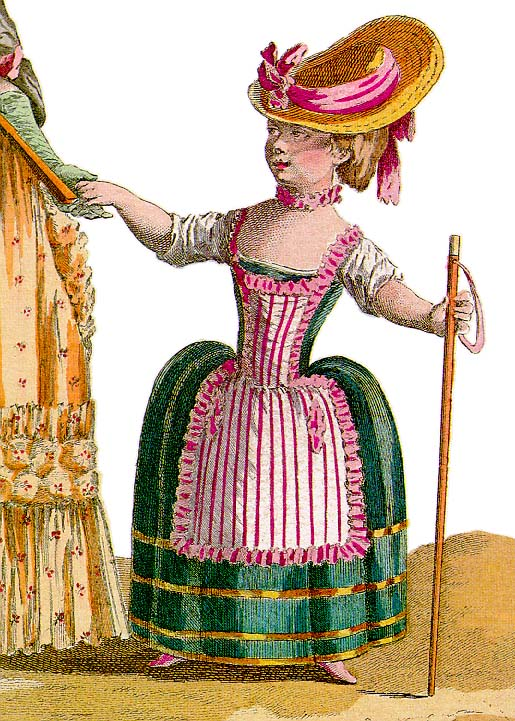
2 – 1778
3 – 1781–83
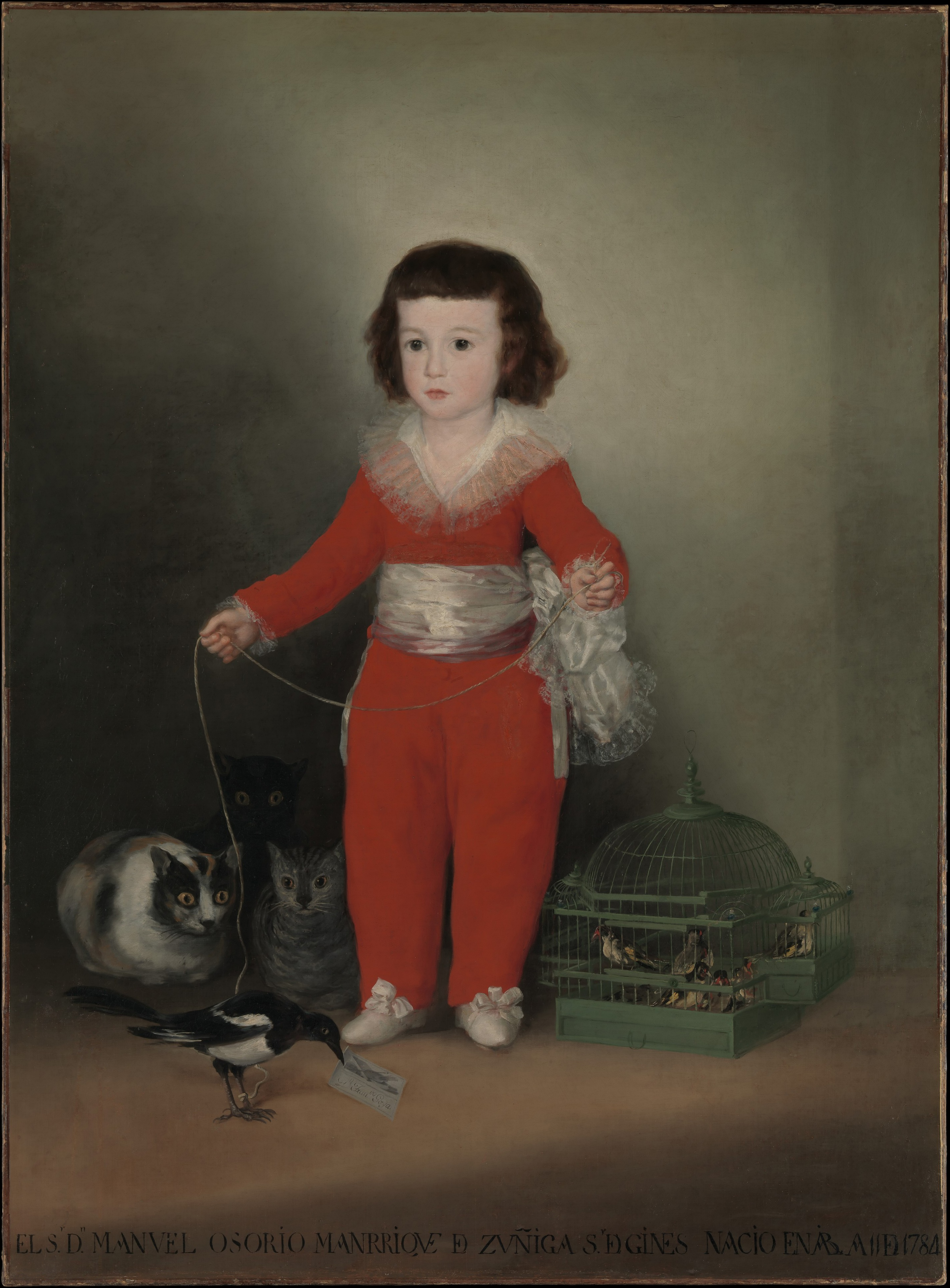
4 – 1784
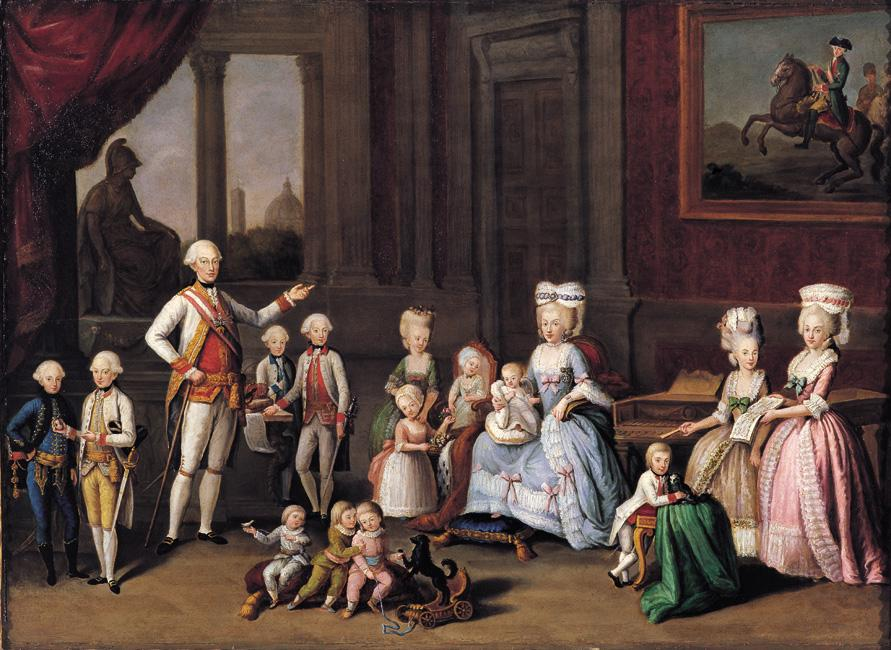
5 - 1784–85
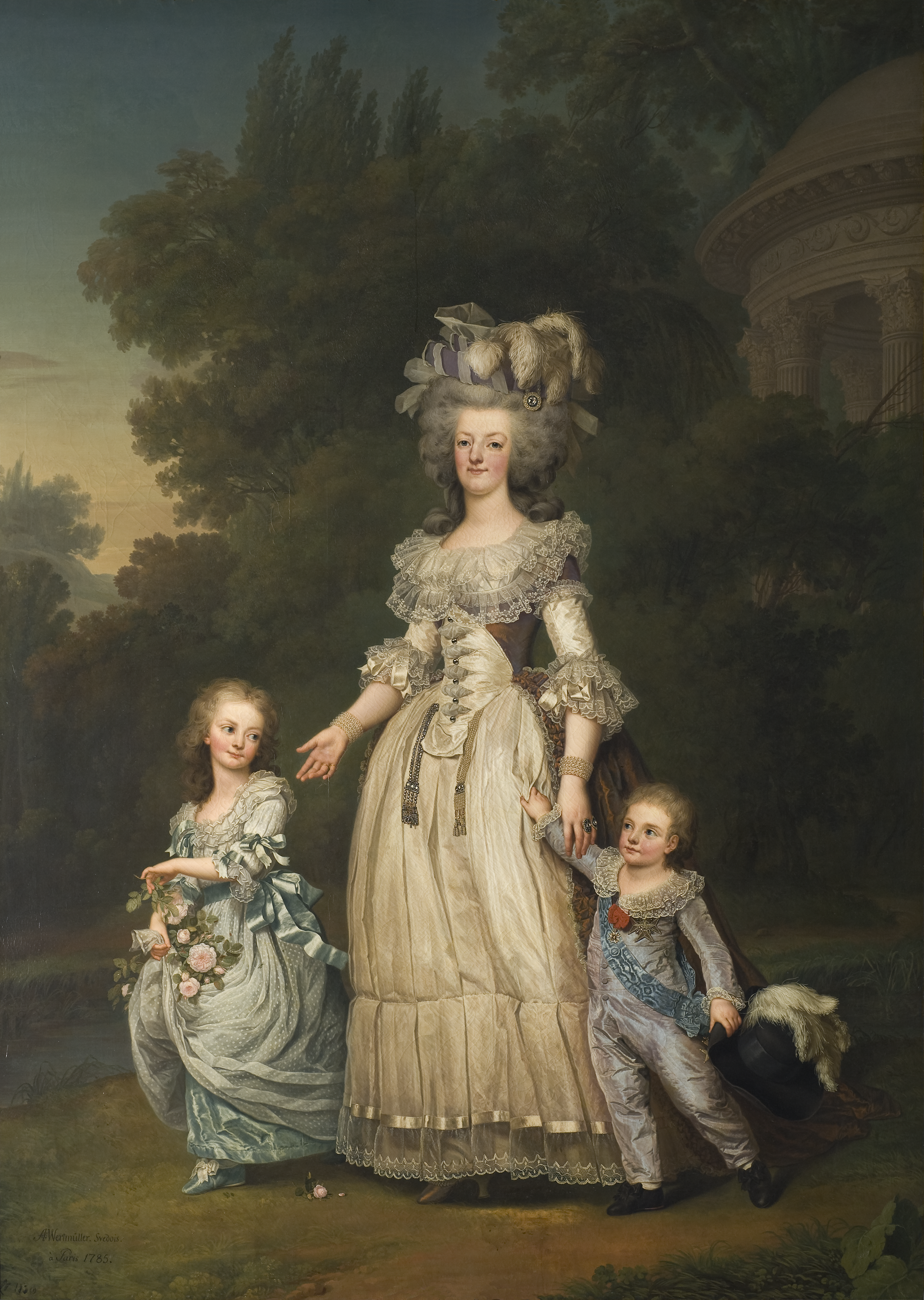
6 – 1785–86
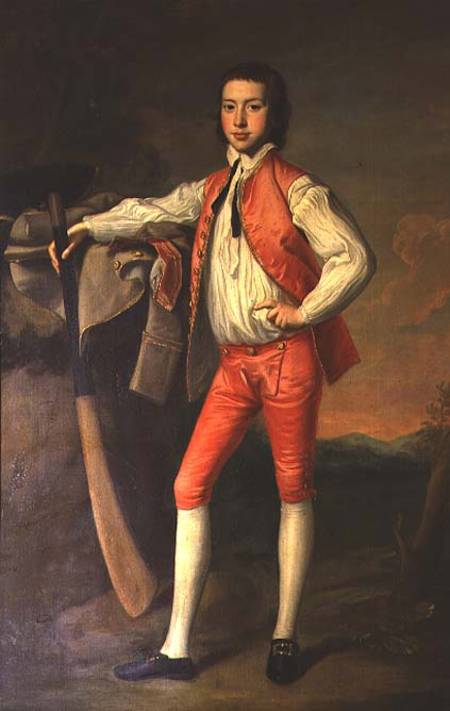
7 – c. 1790

1. La regina Carlotta del Portogallo da bambina.
2. L'outfit ingombrante della figlia di un borghese francese nel 1778.
3. Miss Willoughby indossa una camicia unica con una fascia in vita che altri non è che l'equivalente degli abiti femminili da adulte della medesima epoca; il tutto è completato anche con un cappello di paglia. 1781-83.
4. Ragazzo spagnolo con una skeleton suit con una fascia colorata in vita. 1784.
5. La famiglia di Leopoldo I, granduca di Toscaa e Maria Luisa di Spagna, 1784–85.
6. Maria Antonietta e i suoi figli in un ritratto del 1785–1786, mostra il cambiamento nella moda per bambini. Il figlio indossa una skeleton suit di colore azzurro.
7. Il giovane William Fitzherbert indossa una camicia, delle braghe e una crevat nera, c. 1790.

## Abiti della classe lavoratrice
La classe lavoratrice nel XVIII secolo in Inghilterra e Stati Uniti indossava più o meno abiti della medesima foggia di quelli degli aristocratici, ma realizzati con materiali più economici e meno decorati. Uomini lavoratori come ad esempio i marinai, indossavano spesso pantaloni più delle braghe, abbinati a giubbotti resistenti.
Gli uomini indossavano cappelli a tesa larga e piatta e non decorati. Le scarpe erano portate con fibbie qualora ce le si potesse permettere. Gli uomini che lavoravano coi cavalli indossavano stivali.
Durante la Rivoluzione francese, il costume degli uomini divenne particolarmente emblematico per il periodo e iniziò a distanziarsi significativamente da quello dell'aristocrazia anche per ragioni politiche. Gli uomini iniziarono ad indossare pantaloni lunghi, senza appunto le braghe in uso sino a quel momento (i sanculotti dovevano infatti il loro nome al fatto di essere sans-coulottes cioè di non indossare le braghe classiche). Quest'ultimo comportamento divenne una vera e propria carta da visita del rivoluzionario, in ribellione ai canoni dell'ancient-règime. Nel contempo si diffuse anche l'uso del berretto frigio, un rimando all'antichità greca ed al classicismo nonché alle lotte per la democrazia e la libertà nei tempi antichi. I cittadini francesi di tutti i livelli erano soliti indossare abiti tricolori, o che in qualche modo rimandassero alla bandiera nazionale. Talvolta indossavano una coccarda tricolore per distinguersi dalle coccarde bianche indossate dai realisti. Si diffuse così l'uso della cockade de France. Nel XVIII secolo queste coccarde erano spesso puntate sui tricorni o sui bicorni, oppure portate al bavero della giacca. 

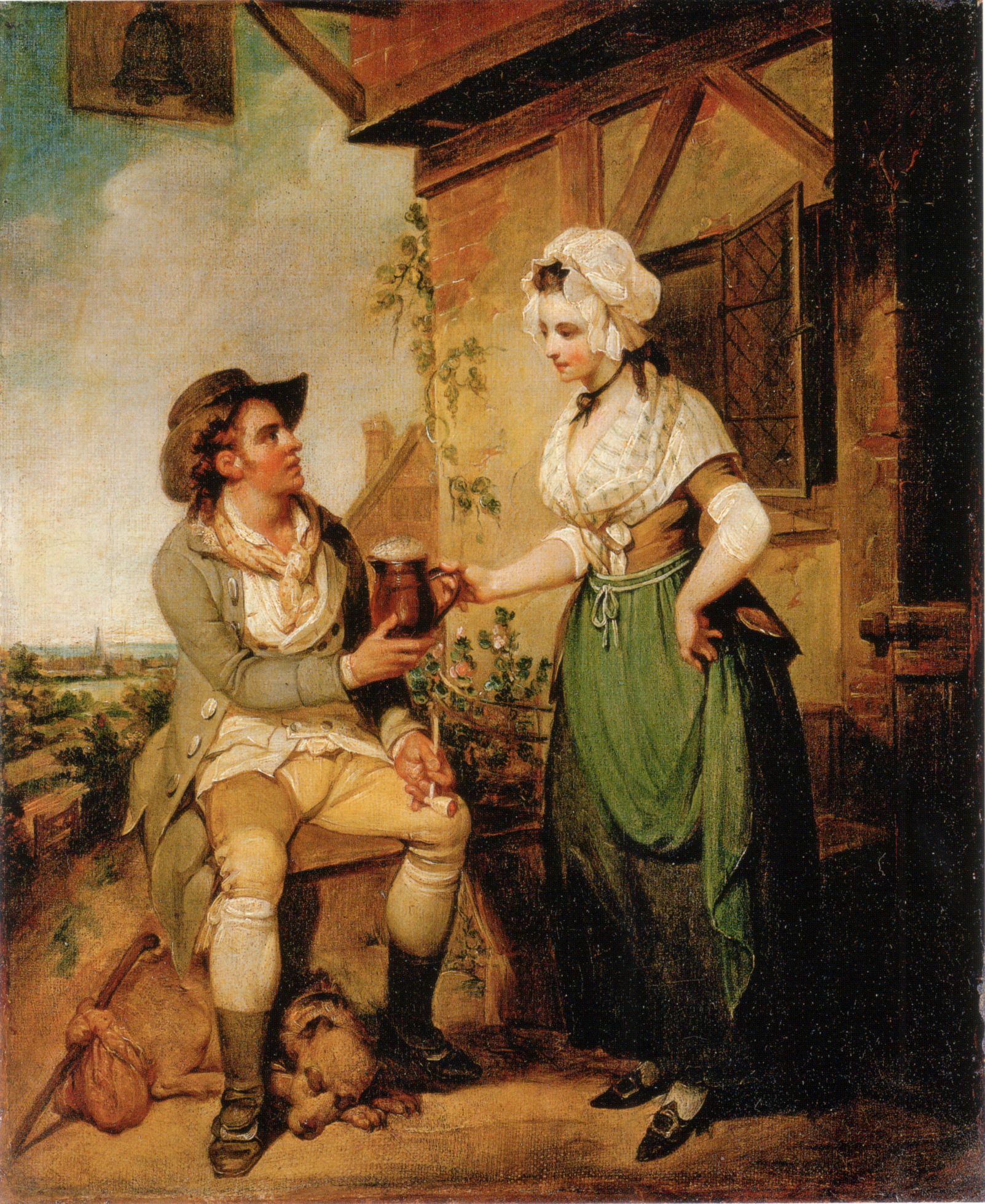
Inghilterra, anni '90 del Settecento
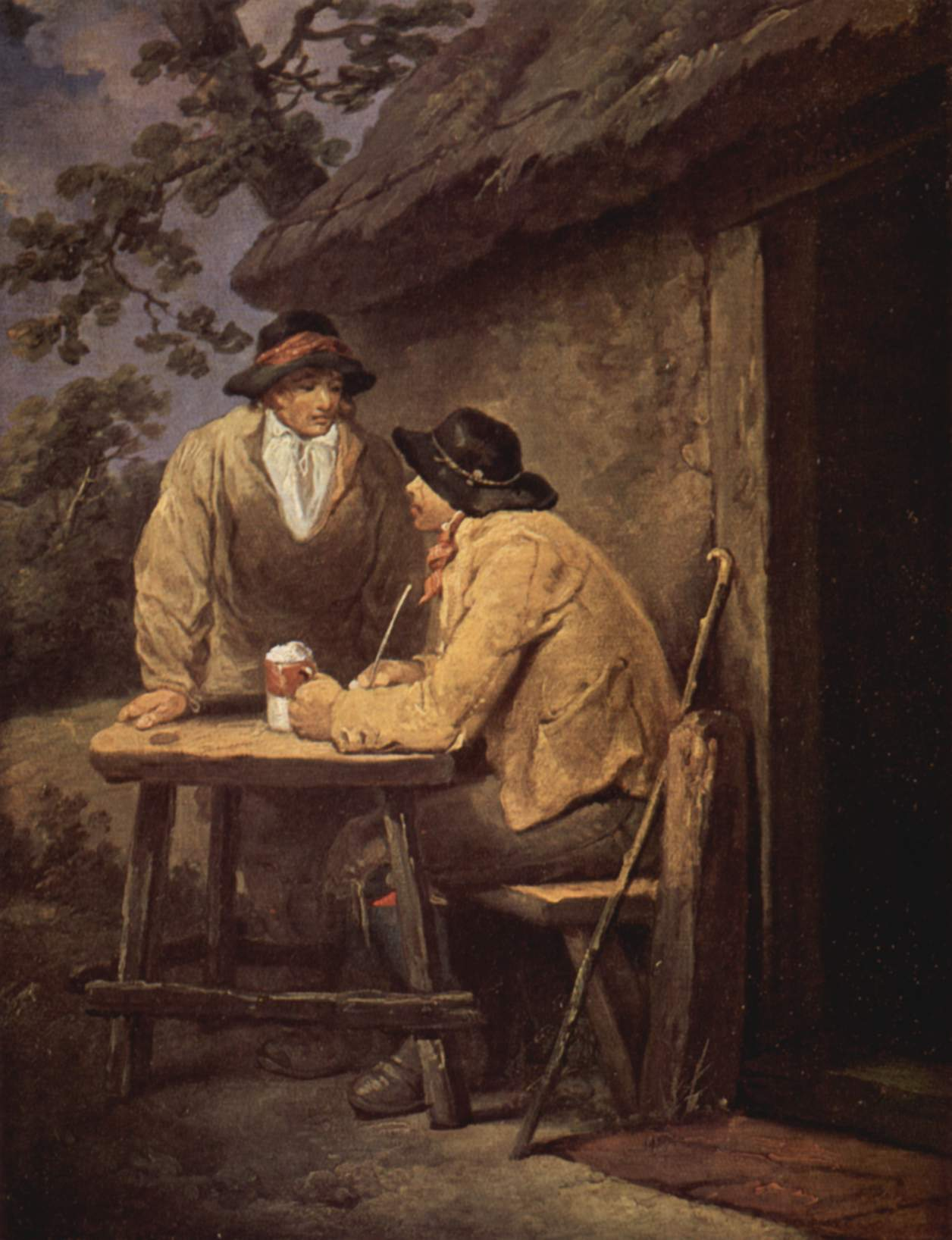
Inghilterra, 1792
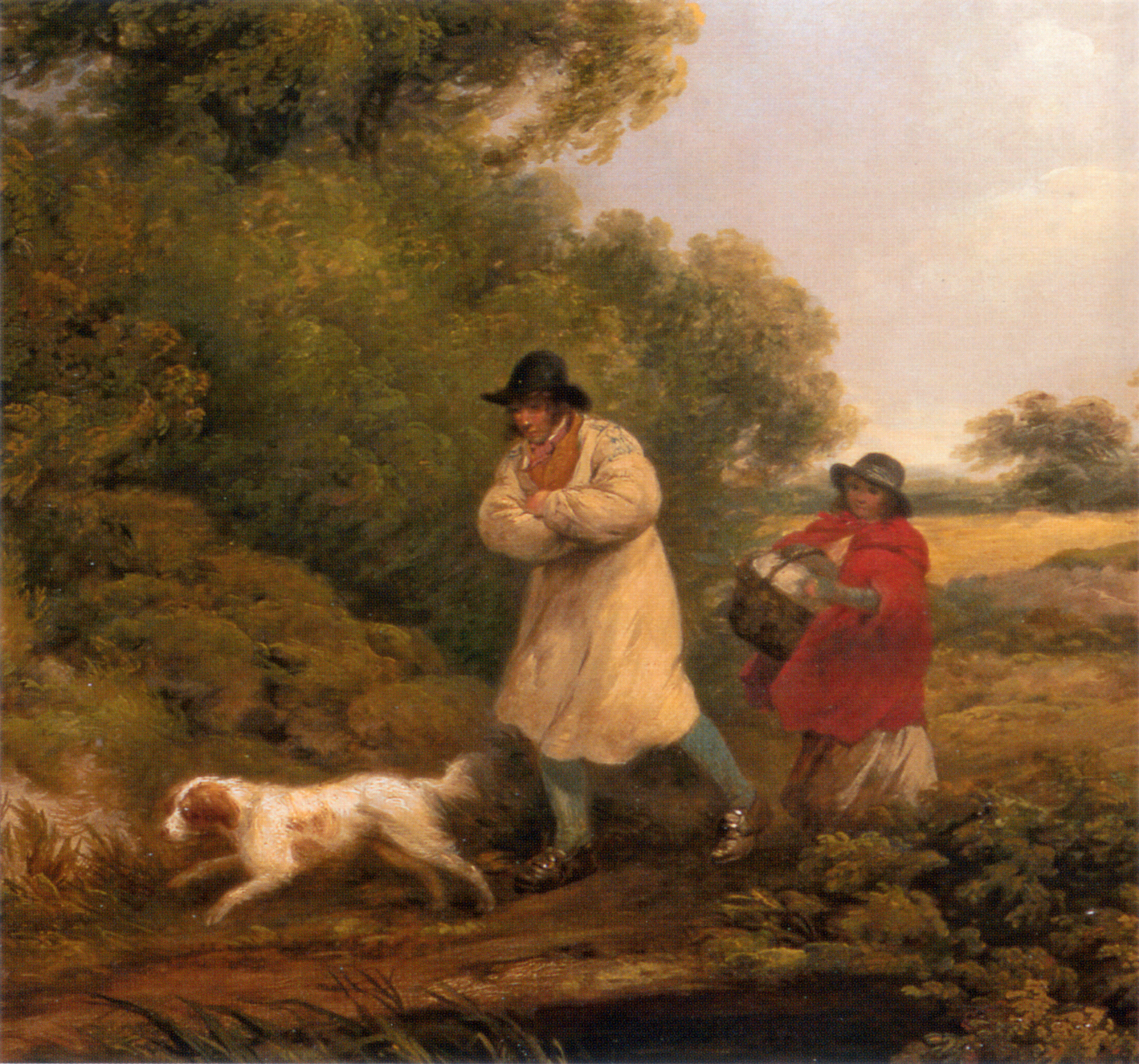
Inghilterra, anni '90 del Settecento
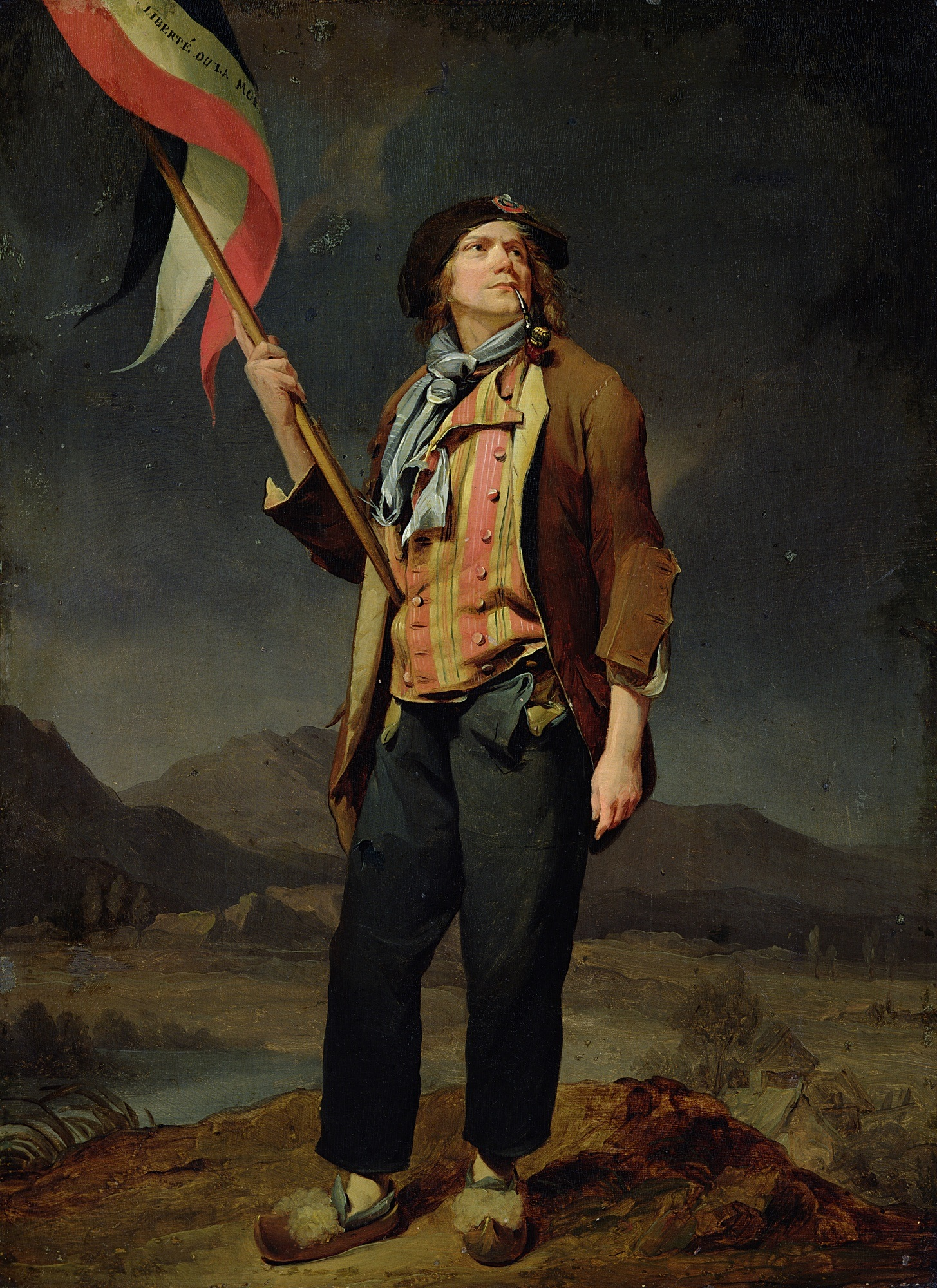
Sanculotto francese, anni '90 del Settecento

1. Vestito quotidiano inglese che illustra la moda dell'epoca presso la classe lavoratrice.
2. Due uomini in una birreria indossano cappelli di feltro. L'uomo a destra indossa una giacca corta.
3. Uomo della campagna inglese indossa un cappello a tesa larga e una giacca lunga. Anche la moglie al suo fianco indossa un cappello. 1790.
4. Un sanculotto idealizzato da Louis-Léopold Boilly